# Chronoplus
Ne doit pas être confondu avec Chronobus.
Pour un article plus général, voir Txik Txak.
Chronoplus est le nom d'un ancien réseau de transports en commun desservant la Communauté d'agglomération du Pays Basque - Pôle territorial Côte Basque-Adour et Tarnos. En 2022, il est remplacé par le réseau Txik Txak.

## Histoire

### Histoire des transports dans l'agglomération
Pendant plusieurs siècles, l'agglomération est circonscrite à Bayonne et ses alentours immédiats. Des cacolets assuraient des déplacements entre divers lieux. La gare de Bayonne ouvrit en 1854 puis les tramways ou chemins de fer du BLB (Bayonne-Lycée-Biarritz), du BAB (Bayonne-Anglet-Biarritz) et des VFDM (Voies Ferrées Départementales du Midi) irriguèrent l'agglomération en plein développement. Ces trois derniers fermèrent au sortir de la Seconde Guerre mondiale, remplacés par des autobus. Ce mode est resté dès lors le seul assurant le service de transport en commun dans l'agglomération.

### Diagnostic territorial
Vers 2010, le constat est fait d'une agglomération multipolaire où 80 % des déplacements se font en voiture. La Société des transports en commun de l'agglomération de Bayonne a connu depuis la fin des années 1990 une baisse de fréquentation et attire principalement une clientèle captive (trop jeune, trop vieille ou trop pauvre pour se déplacer en voiture).

### Mise en place
La mise en place du nouveau réseau en janvier 2011 suit de peu l'arrivée du nouvel exploitant, Veolia Transport agglomération de Bayonne (VTAB, devenu Transdev Agglomération de Bayonne ou TAB), en avril 2010. Elle est précédée par une baisse tarifaire (le titre unitaire passant notamment de 1,20 € à 1 €) ainsi qu'un cadencement à 10 minutes et une extension d'amplitude (jusqu'à minuit) de la principale ligne, la 1. La desserte de Boucau et Tarnos est remaniée avec la mise en place d'une ligne circulaire (5 dite Lou Biroulet).
Le nouveau réseau marque l'entrée dans le périmètre de transport urbain de la commune de Bidart, qui rejoint l'agglomération Côte Basque-Adour. La desserte est réorganisée autour de lignes principales, numérotées A1, A2, B et C, et de lignes complémentaires allant de 4 à 12. La ligne A2 reprend l'itinéraire de la ligne 1 entre Biarritz Mairie et Plein Ciel, puis la portion terminale de la ligne 2 jusqu'à Bayonne Sainsontan. À l'inverse, la ligne A1 utilise le terminus Bayonne Navarre de la ligne 1 et la section de la ligne 2 entre Plein Ciel et le centre de Bayonne. Elle suit ensuite un parcours proche de la ligne 2 jusqu'au centre commercial BAB2, mais s'en écarte pour rejoindre la section commune la plus importante avec la ligne A2, entre Anglet L'Union et Biarritz Mairie. Alors que la A2 effectue son terminus à cet arrêt, la A1 poursuit comme le faisait la ligne 2 vers la gare de Biarritz, puis vers Bidart, nouvelle desserte, un service sur deux poursuivant le long de l'ex route nationale 10 et se terminant à l'arrêt Bidart Uhabia, l'autre suivant une courte branche vers Bidart Lore Landa. Ces deux lignes A1 et A2 ont une fréquence de 10 minutes toute la journée. De manière bien plus simple, la ligne B reprend l'itinéraire nord-sud de la ligne 3, prolongé d'un arrêt au sud pour desservir la technocité, et relie donc Tarnos Femmes d'un siècle à Bayonne Technocité. La ligne C reprend, lors d'un service sur 2, la desserte de Saint-Pierre-d'Irube assurée par la ligne 4, puis double le parcours de la ligne A2 du centre de Bayonne à Anglet Centre, avant de continuer directement sur la RN10 vers l'aéroport, la gare de Biarritz puis le technopôle Izarbel, à Bidart.
La ligne 4 reprend la ligne 10 et une partie de la ligne 7.2, supprimant la rupture de charge entre le nord de l'Adour et les établissements scolaires du quartier Marracq. La ligne 5 assure une desserte fine entre Anglet et Bayonne, reprenant la section des Arènes de la ligne 4 et des secteurs des lignes 7.1 et 14 dans Anglet ; la ligne 6 dessert cette commune du nord au sud de manière inédite, avec un parcours quasiment direct à l'exception de la reprise de la desserte de La Butte aux Cailles qui était l'apanage de la 7.2. La ligne 7 reprend le terminus de la 8 à Tarnos Forges et un parcours proche dans Boucau et Tarnos, mais est limitée à Bayonne Mairie. La ligne 8 est une longue ligne circulaire dans Bayonne, Anglet et Biarritz, reliant nombre d'établissements scolaires au sud, et reprenant l'itinéraire de la ligne 2 au nord. La ligne 9, également circulaire, reprend la boucle de la ligne 5 dans Boucau et Tarnos. La ligne 10 reprend peu ou prou la ligne 9 le long du littoral. La ligne 11 suit quant à elle l'Adour, sur la rive gauche entre Anglet La Barre et le centre de Bayonne, en amont au-delà, desservant une zone d'activité et le récent quartier Bayonne Adour qui ne bénéficiait jusque-là que de quelques services prolongés de la ligne 1. La ligne 12 succède à la navette de Bidart en reliant la commune à la gare de Biarritz par de petits axes.
Plusieurs lignes de la STAB n'ont pas d'équivalent : la ligne 6 voit ses dessertes remplacés par plusieurs lignes et notamment la 8 ; la ligne 11 en boucle dans Biarritz voit ses détours réduits à néant ; la ligne 14 dans Anglet voit ses tronçons repris par les lignes 4, 5 et 6. Nombre de services scolaires sont supprimés en raison de nouvelles lignes régulières assurant le trajet.
Le nouveau réseau s'accompagne d'une refonte de l'identité visuelle, la livrée historique blanche et rouge de la STAB et la livrée Chronobus blanche, orange et noire laissant place à une livrée blanche, verte, noire et grise.

### Évolutions du réseau
Le réseau connaît de nombreuses évolutions à partir de sa mise en service.
Au Nord, la ligne circulaire 9 est séparée en deux lignes 9 et 16 spécifiques à Boucau et Tarnos, avant de devenir une ligne « simple » avec deux terminus distincts. La ligne 7 est rendue plus directe entre Tarnos La Plaine et Bayonne, avec une desserte de certains établissements industriels des Forges.
Au niveau de Saint-Pierre-d'Irube, l'ouverture d'Ikea en 2015 provoque le report du terminus de la ligne C au niveau d'Ametzondo. La boucle finale du Mur à Gauche est reprise par la ligne 15, en correspondance avec la ligne C, et qui dessert également le nouveau quartier Cantegrit. Une éphémère ligne 17 est également créée avec une desserte fine de Saint-Pierre-d'Irube et du quartier Mousserolles. Finalement, la ligne 17 disparaît ainsi que la desserte de Cantegrit par la 15, qui rejoint plutôt Bayonne Mairie en suivant le trajet de la C.
Cette même ligne C voit son extrémité ouest séparée en deux branches : la desserte d'Izarbel est allégée pour reprendre la branche Bidart Uhabia de la A1. L'autre branche de la A1 vers Bidart Lore Landa est alors reprise par la ligne 10. La ligne A1 limitée à Biarritz Gare est ensuite encore raccourcie au niveau de Biarritz Mairie. La ligne 8 assure la desserte de la gare en plus de sa boucle de Pétricot, ainsi qu'à certains services le terminus Lore Landa. La ligne 10 s'étend en contournant l'aéroport par le sud pour rejoindre la ligne B à Bayonne Technocité, où une correspondance avec la 6 est créée. Enfin, la 13 est créée en été entre Anglet Plages et Bidart Uhabia,  puis cette ligne littorale est pérennisée hors saison entre Biarritz Mairie et Bidart.
Dans le centre de Biarritz, l'offre de navettes s'étend, avec une extension et une deuxième ligne. À Anglet, la ligne 14 bénéficie d'une nouvelle infrastructure reliant le terminal au quartier Houndaro. Son changement d'itinéraire permet la suppression de la navette Houndaro.
À partir de 2016-2017, les travaux des futures lignes de Tram'bus (reprenant les lignes A1 et B) modifient largement l'offre. Fin 2017, toutes les lignes traversant l'Adour sont tronquées ou empruntent d'autres ponts que le pont Saint-Esprit. Les lignes A1 et A2 sont également tronquées au niveau de Biarritz : un bus sur deux est limité à l'arrêt Anglet Minerva.

## Fonctionnement

### Gouvernance
L'autorité organisatrice est le Syndicat des mobilités Pays Basque-Adour (SMPBA). Il regroupe la Communauté d'agglomération du Pays Basque et Tarnos. Il s'agit d'une évolution  du Syndicat des Transports de l'Agglomération Côte Basque-Adour (Stacba), qui regroupait l'Agglomération Côte Basque Adour, Saint-Pierre-d'Irube et Tarnos. Le réseau est antérieur à la fusion des intercommunalités basques (regroupant toutes les communes concernées sauf Tarnos) et ne dessert donc qu'une petite partie du périmètre de son autorité organisatrice. Le président du SMPBA est Claude Olive, maire d'Anglet.

### Exploitation
- Le réseau est exploité par Keolis Côte Basque-Adour (jusqu’au 31 août 2024)
- Les lignes 34, 46, 50 et 52 et TPMR sont sous-traitées à Keolis Pays Basque / TPR.
- Les lignes 40, 42 et 48 sont sous-traitées au Basque Bondissant.

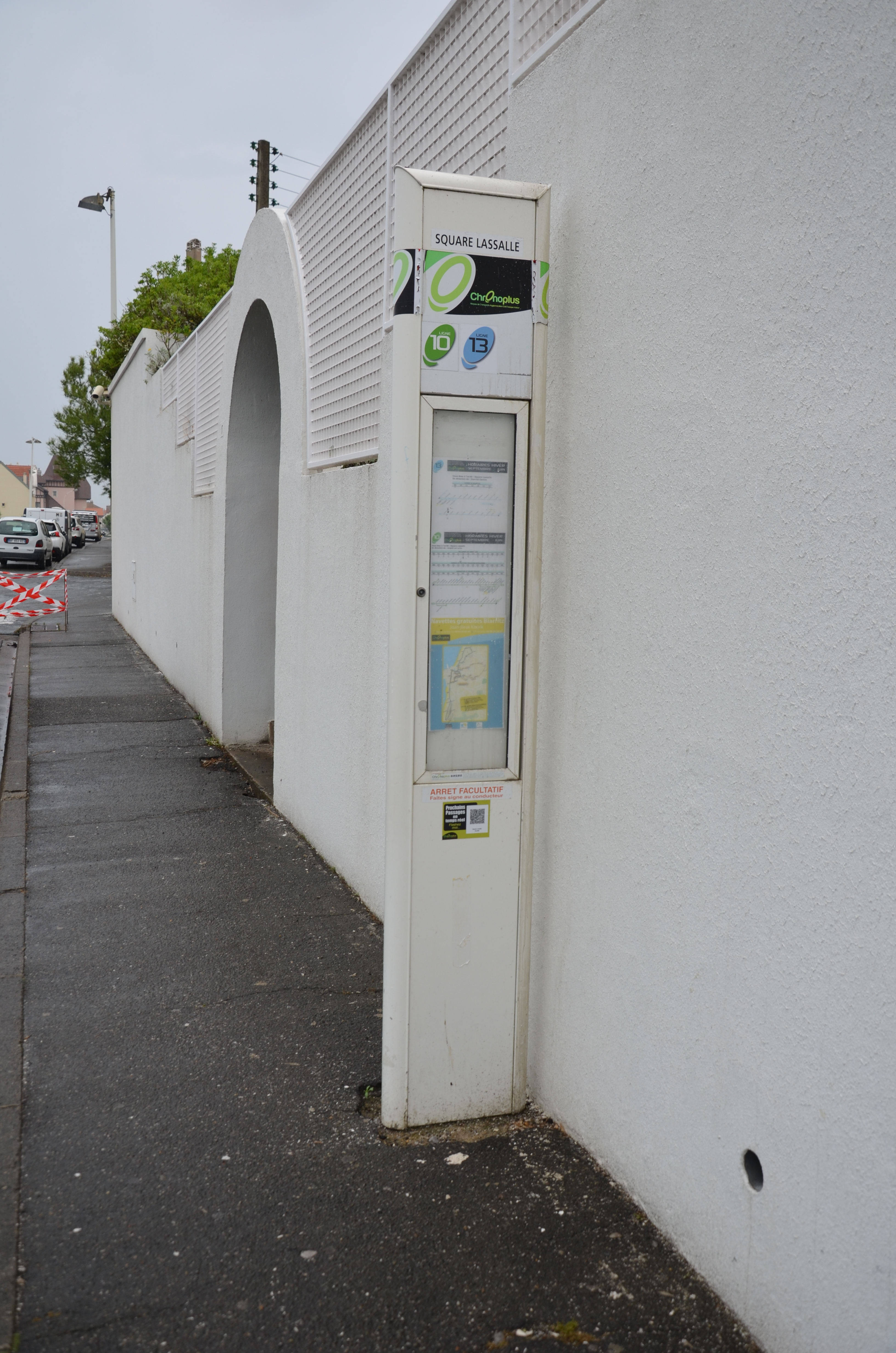
Poteau d'arrêt ancien modèle, à l'arrêt Square Lassalle à Biarritz.
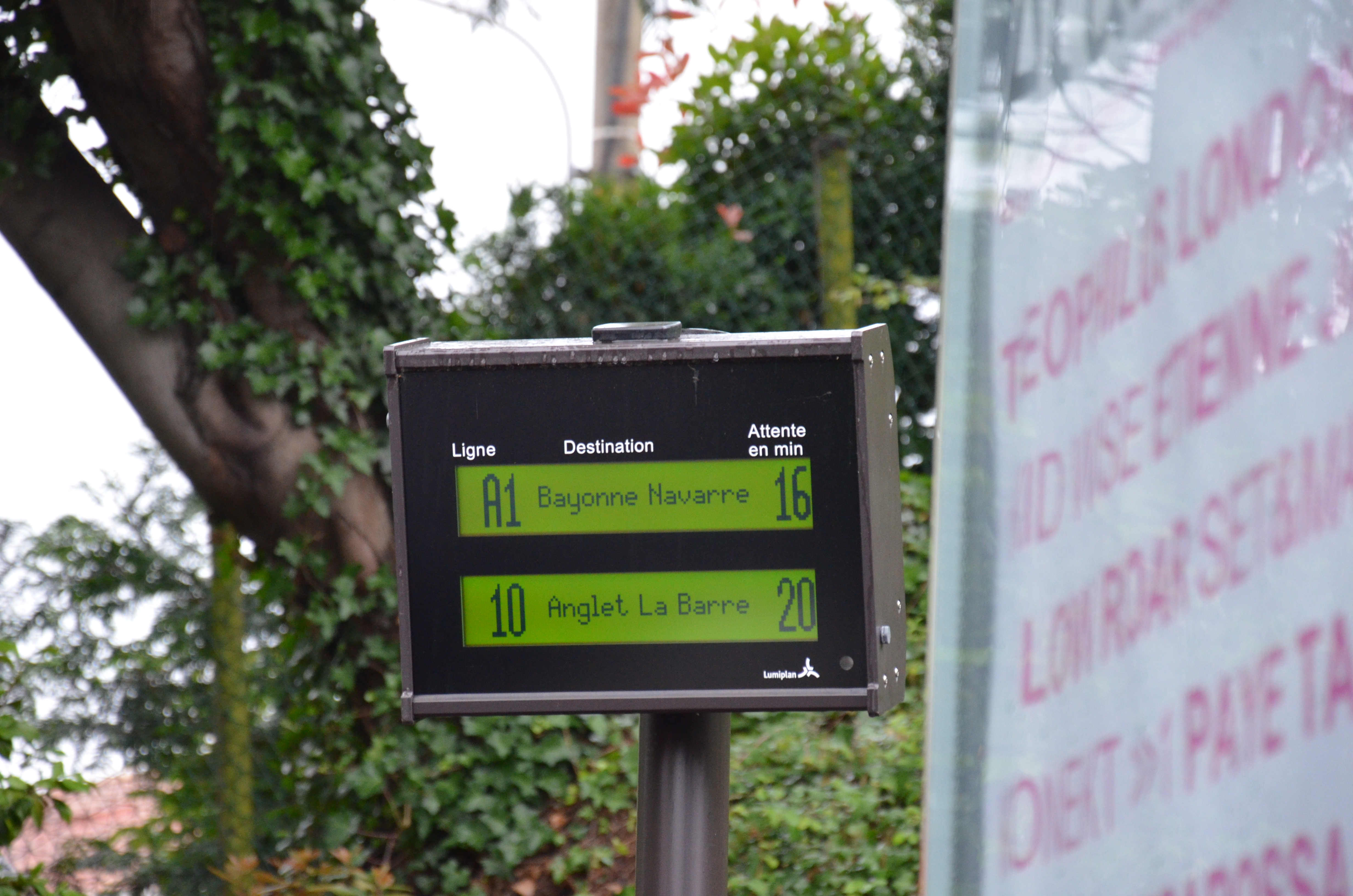
Borne d'information voyageurs à l'arrêt Biarritz Gare.
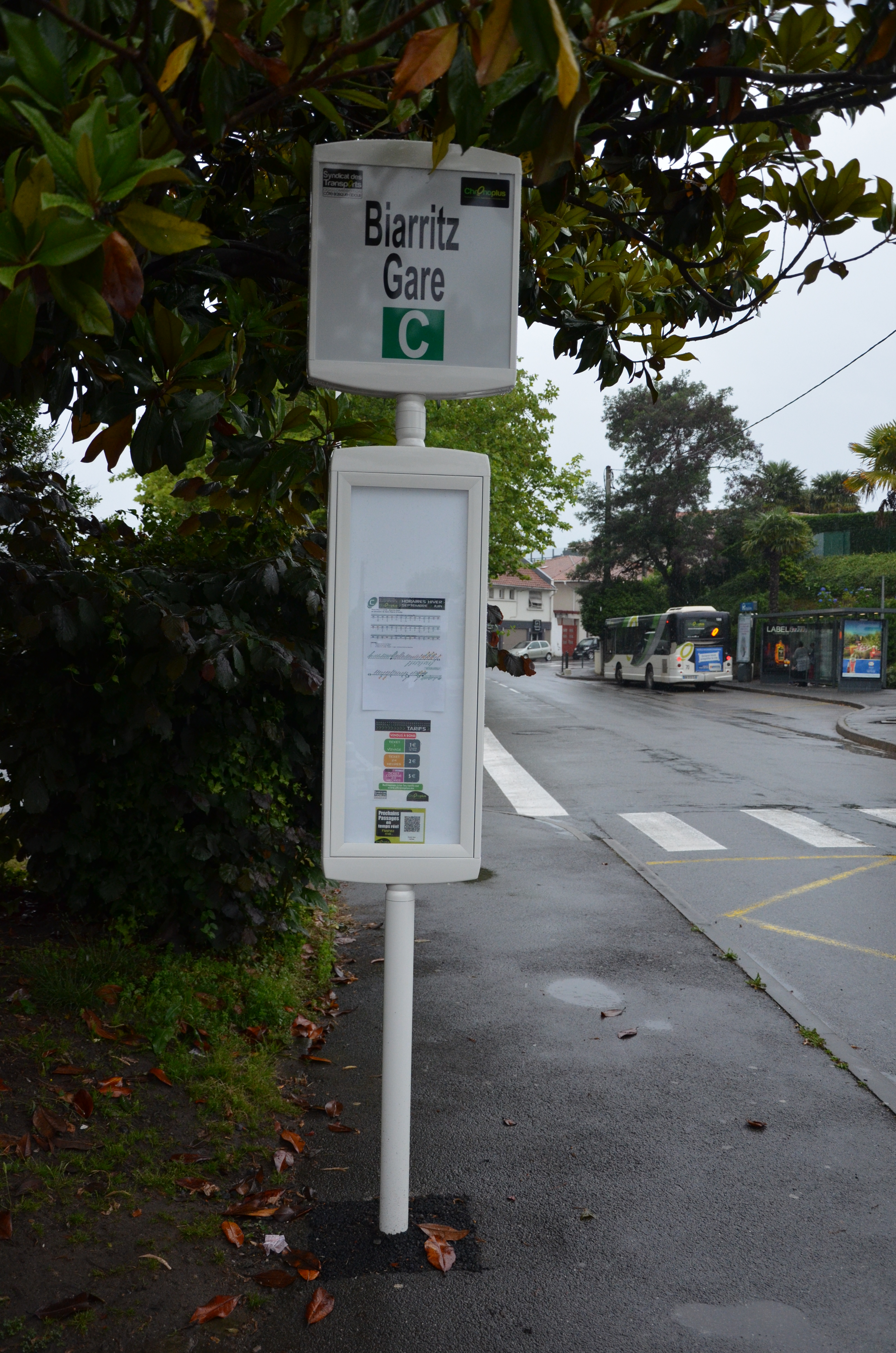
Poteau d'arrêt nouveau modèle (à partir de 2015).

Le réseau littoral, comprenant l’ancien réseau Hegobus et la ligne 3 est exploité par RATP Dev depuis le 1er septembre 2024.

### Fréquentation
En 2012, la fréquentation est de 8 000 000 de voyageurs. Elle est de 9 328 351 voyageurs en 2016.

### Tarification

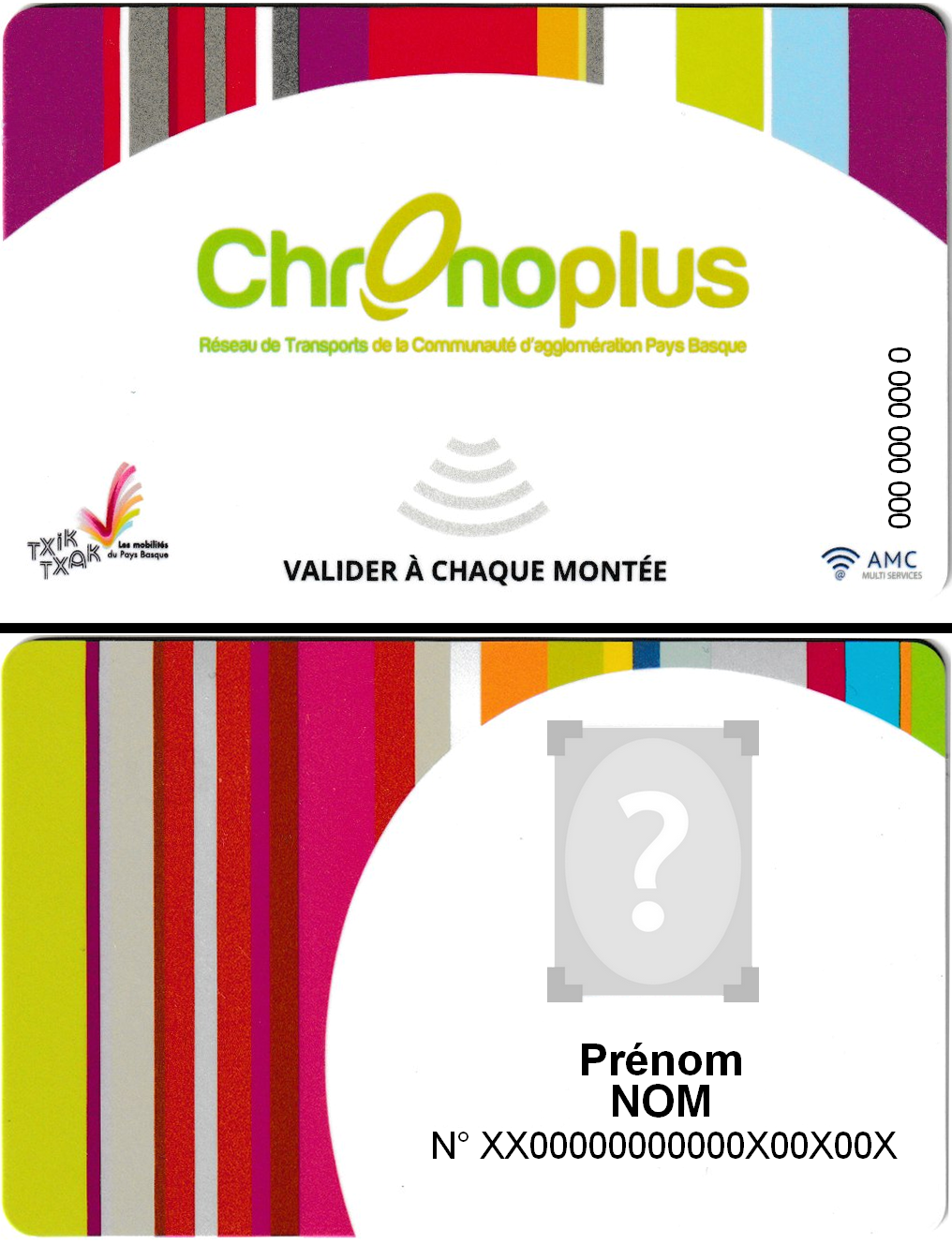
Une carte d'abonnement au réseau Chronoplus en 2020 (valable sur les autres lignes du réseau Txik Txak).

Le tarif unitaire, autorisant les correspondances durant une heure, est de 1 €. Comme le titre de transport valable 24 heures après validation et coûtant 2 €, il est vendu à bord des bus. Il existe également des tickets 10 voyages à 8 €, des tickets de plus longue durée et des abonnements. Le transport à la demande et les lignes nocturnes suivent la même tarification, à l'exception des lignes nocturnes spéciales mises en place durant les Fêtes de Bayonne.
Il existe une tarification combinée avec les cars du réseau Transports 64.

### Intermodalité
Le réseau est en correspondance avec des lignes ferroviaires en gares de Bayonne, Biarritz et Boucau. Il n'est plus possible d'emprunter les lignes du réseau de car des Pyrénées-Atlantiques Transports 64 comme ce fut le cas après la restructuration de ce dernier, mais les réseaux sont largement en correspondance, notamment à l'arrêt Place des Basques. Le réseau landais XL'R dessert également Tarnos et Bayonne. Des lignes interurbaines de longue distance existent également ; enfin, l'arrivée de Chronoplus a permis de renforcer largement l'offre de transport à l'aéroport de Biarritz Pays Basque, desservi par les lignes 4, 6 et 36. Le réseau est également connexe avec un autre réseau urbain situé plus au sud, Hegobus.

## Lignes

### Lignes actuelles après le 2 septembre 2019

#### Bus à haut niveau de service
Au nombre de deux, T1 et T2 (mise en service au premier trimestre 2020 pour la ligne T2) elles desservent les lieux les plus importants de l'agglomération avec une circulation aménagée.
| Ligne | Caractéristiques | Caractéristiques                                                         | Caractéristiques                                                         | Caractéristiques                                                         | Caractéristiques                                                         | Caractéristiques                                                         | Caractéristiques                                                         | Caractéristiques                                                         | Caractéristiques                                                         |
| T1    | Bayonne — Hauts de Bayonne ⥋ Biarritz — Mairie de Biarritz—Louis Barthou | Bayonne — Hauts de Bayonne ⥋ Biarritz — Mairie de Biarritz—Louis Barthou | Bayonne — Hauts de Bayonne ⥋ Biarritz — Mairie de Biarritz—Louis Barthou | Bayonne — Hauts de Bayonne ⥋ Biarritz — Mairie de Biarritz—Louis Barthou | Bayonne — Hauts de Bayonne ⥋ Biarritz — Mairie de Biarritz—Louis Barthou | Bayonne — Hauts de Bayonne ⥋ Biarritz — Mairie de Biarritz—Louis Barthou | Bayonne — Hauts de Bayonne ⥋ Biarritz — Mairie de Biarritz—Louis Barthou | Bayonne — Hauts de Bayonne ⥋ Biarritz — Mairie de Biarritz—Louis Barthou | Bayonne — Hauts de Bayonne ⥋ Biarritz — Mairie de Biarritz—Louis Barthou |
| ----- | --- | ------------------------------------------------------------------------ | ------------------------------------------------------------------------ | ------------------------------------------------------------------------ | ------------------------------------------------------------------------ | ------------------------------------------------------------------------ | ------------------------------------------------------------------------ | ------------------------------------------------------------------------ | ------------------------------------------------------------------------ |
| T1    | Ouverture / Fermeture 2 septembre 2019 / — | Longueur 12 km                                                           | Durée 53 min                                                             | Nb. d’arrêts 30                                                          | Matériel ie.tram                                                         | Jours de fonctionnement L, Ma, Me, J, V, S, D                            | Jour / Soir / Nuit / Fêtes O / O / N / O                                 | Voy. / an —                                                              | Exploitant KCBA                                                          |
| T1    | Desserte : - Villes et lieux desservis : Bayonne (Hauts de Bayonne, Place des Gascons, Caradoc, Tourettes, Gare de Bayonne, Mairie de Bayonne, Place des Basques, Sous-Préfecture, CCI), Anglet (Forum, BAB2, Les Barthes, Bernain—Montòri, Mairie d'Anglet, Chassin), Biarritz (Aguilera, Saint-Charles, Continental, Le Palais, Mairie de Biarritz—Louis Barthou). - Gares desservies : Gare de Bayonne |                                                                          |                                                                          |                                                                          |                                                                          |                                                                          |                                                                          |                                                                          |                                                                          |
| T1    | Autre : - Arrêts non accessibles aux UFR : — - Fréquences (Heures Pointe/ Heures Creuses) : HP : 15 min / HC : 30 min - Particularités : - Date de dernière mise à jour : 25 janvier 2021. |                                                                          |                                                                          |                                                                          |                                                                          |                                                                          |                                                                          |                                                                          |                                                                          |
| T1    | Dernière actualisation : — |                                                                          |                                                                          |                                                                          |                                                                          |                                                                          |                                                                          |                                                                          |                                                                          |

#### Lignes structurantes
| Ligne | Caractéristiques | Caractéristiques                                                                                               | Caractéristiques                                                                                               | Caractéristiques                                                                                               | Caractéristiques                                                                                               | Caractéristiques                                                                                               | Caractéristiques                                                                                               | Caractéristiques                                                                                               | Caractéristiques                                                                                               |
| 2     | Tarnos — Femme d'un Siècle ⥋ Bayonne — Technocité | Tarnos — Femme d'un Siècle ⥋ Bayonne — Technocité                                                              | Tarnos — Femme d'un Siècle ⥋ Bayonne — Technocité                                                              | Tarnos — Femme d'un Siècle ⥋ Bayonne — Technocité                                                              | Tarnos — Femme d'un Siècle ⥋ Bayonne — Technocité                                                              | Tarnos — Femme d'un Siècle ⥋ Bayonne — Technocité                                                              | Tarnos — Femme d'un Siècle ⥋ Bayonne — Technocité                                                              | Tarnos — Femme d'un Siècle ⥋ Bayonne — Technocité                                                              | Tarnos — Femme d'un Siècle ⥋ Bayonne — Technocité                                                              |
| ----- | --- | --- | --- | --- | --- | --- | --- | --- | --- |
| 2     | Ouverture / Fermeture 2 septembre 2019 / — | Longueur — | Durée 37 min                                                                                                   | Nb. d’arrêts —                                                                                                 | Matériel Articulés Standards                                                                                   | Jours de fonctionnement L, Ma, Me, J, V, S, D                                                                  | Jour / Soir / Nuit / Fêtes O / O / N / O                                                                       | Voy. / an — | Exploitant KCBA                                                                                                |
| 2     | Desserte : - Villes et lieux desservis :Tarnos,Bayonne - Gare(s) desservie(s) : Gare de Bayonne | | | | | | | | |
| 2     | Autre : - Arrêts non accessibles aux UFR : — - Particularités : - Date de dernière mise à jour : 2 septembre 2019.                                                                                    | | | | | | | | |
| 2     | Dernière actualisation : — | | | | | | | | |
| 3     | Bayonne — Place des basques ⥋ Saint Jean de Luz — Halte Routière / Hendaye — Grande Plage | Bayonne — Place des basques ⥋ Saint Jean de Luz — Halte Routière / Hendaye — Grande Plage                      | Bayonne — Place des basques ⥋ Saint Jean de Luz — Halte Routière / Hendaye — Grande Plage                      | Bayonne — Place des basques ⥋ Saint Jean de Luz — Halte Routière / Hendaye — Grande Plage                      | Bayonne — Place des basques ⥋ Saint Jean de Luz — Halte Routière / Hendaye — Grande Plage                      | Bayonne — Place des basques ⥋ Saint Jean de Luz — Halte Routière / Hendaye — Grande Plage                      | Bayonne — Place des basques ⥋ Saint Jean de Luz — Halte Routière / Hendaye — Grande Plage                      | Bayonne — Place des basques ⥋ Saint Jean de Luz — Halte Routière / Hendaye — Grande Plage                      | Bayonne — Place des basques ⥋ Saint Jean de Luz — Halte Routière / Hendaye — Grande Plage                      |
| 3     | Ouverture / Fermeture 2 septembre 2019 / — | Longueur — | Durée 50 / 85 min                                                                                              | Nb. d’arrêts —                                                                                                 | Matériel Standards (interurbain)                                                                               | Jours de fonctionnement L, Ma, Me, J, V, S, D                                                                  | Jour / Soir / Nuit / Fêtes O / O / N / O                                                                       | Voy. / an — | Exploitant ATCRB Txik Txak                                                                                     |
| 3     | Desserte : - Villes et lieux desservis : Bayonne,Anglet,Biarritz,Bidart,St Jean de Luz,Hendaye - Gare(s) desservie(s) :                                                                               | | | | | | | | |
| 3     | Autre : - Arrêts non accessibles aux UFR : — - Particularités : En correspondance avec les lignes du réseau Chronoplus , Hego Bus et Transports 64 - Date de dernière mise à jour : 2 septembre 2019. | | | | | | | | |
| 3     | Dernière actualisation : — | | | | | | | | |
| 4     | Bayonne — Sainsontan ⥋ Anglet — Aéroport / Bidart — Izarbel | Bayonne — Sainsontan ⥋ Anglet — Aéroport / Bidart — Izarbel                                                    | Bayonne — Sainsontan ⥋ Anglet — Aéroport / Bidart — Izarbel                                                    | Bayonne — Sainsontan ⥋ Anglet — Aéroport / Bidart — Izarbel                                                    | Bayonne — Sainsontan ⥋ Anglet — Aéroport / Bidart — Izarbel                                                    | Bayonne — Sainsontan ⥋ Anglet — Aéroport / Bidart — Izarbel                                                    | Bayonne — Sainsontan ⥋ Anglet — Aéroport / Bidart — Izarbel                                                    | Bayonne — Sainsontan ⥋ Anglet — Aéroport / Bidart — Izarbel                                                    | Bayonne — Sainsontan ⥋ Anglet — Aéroport / Bidart — Izarbel                                                    |
| 4     | Ouverture / Fermeture 2 septembre 2019 / — | Longueur — | Durée 45 / 61 min                                                                                              | Nb. d’arrêts —                                                                                                 | Matériel Articulés Standards                                                                                   | Jours de fonctionnement L, Ma, Me, J, V, S, D                                                                  | Jour / Soir / Nuit / Fêtes O / O / N / O                                                                       | Voy. / an — | Exploitant KCBA                                                                                                |
| 4     | Desserte : - Villes et lieux desservis :Bayonne,Anglet,Biarritz,Bidart - Gare(s) desservie(s) :Gare de Bayonne et Biarritz                                                                            | | | | | | | | |
| 4     | Autre : - Arrêts non accessibles aux UFR : — - Particularités : - Date de dernière mise à jour : 2 septembre 2019.                                                                                    | | | | | | | | |
| 4     | Dernière actualisation : — | | | | | | | | |
| 5     | Bayonne — Gare de Bayonne ⥋ Biarritz — Gare de Biarritz / Biarritz — P+R Halle Iraty | Bayonne — Gare de Bayonne ⥋ Biarritz — Gare de Biarritz / Biarritz — P+R Halle Iraty                           | Bayonne — Gare de Bayonne ⥋ Biarritz — Gare de Biarritz / Biarritz — P+R Halle Iraty                           | Bayonne — Gare de Bayonne ⥋ Biarritz — Gare de Biarritz / Biarritz — P+R Halle Iraty                           | Bayonne — Gare de Bayonne ⥋ Biarritz — Gare de Biarritz / Biarritz — P+R Halle Iraty                           | Bayonne — Gare de Bayonne ⥋ Biarritz — Gare de Biarritz / Biarritz — P+R Halle Iraty                           | Bayonne — Gare de Bayonne ⥋ Biarritz — Gare de Biarritz / Biarritz — P+R Halle Iraty                           | Bayonne — Gare de Bayonne ⥋ Biarritz — Gare de Biarritz / Biarritz — P+R Halle Iraty                           | Bayonne — Gare de Bayonne ⥋ Biarritz — Gare de Biarritz / Biarritz — P+R Halle Iraty                           |
| 5     | Ouverture / Fermeture 2 septembre 2019 / — | Longueur — | Durée 74 / 79 min                                                                                              | Nb. d’arrêts —                                                                                                 | Matériel Standards                                                                                             | Jours de fonctionnement L, Ma, Me, J, V, S, D                                                                  | Jour / Soir / Nuit / Fêtes O / O / N / O                                                                       | Voy. / an — | Exploitant KCBA                                                                                                |
| 5     | Desserte : - Villes et lieux desservis :Bayonne,anglet,biarritz - Gare(s) desservie(s) :Bayonne gare, Biarritz gare                                                                                   | | | | | | | | |
| 5     | Autre : - Arrêts non accessibles aux UFR : — - Particularités : - Date de dernière mise à jour : 2 septembre 2019.                                                                                    | | | | | | | | |
| 5     | Dernière actualisation : — | | | | | | | | |
| 6     | Saint-Pierre-d'Irube — Centre Commercial Ametzondo ⥋ Bayonne — Place des basques / Biarritz — Gare de Biarritz                                                                                        | Saint-Pierre-d'Irube — Centre Commercial Ametzondo ⥋ Bayonne — Place des basques / Biarritz — Gare de Biarritz | Saint-Pierre-d'Irube — Centre Commercial Ametzondo ⥋ Bayonne — Place des basques / Biarritz — Gare de Biarritz | Saint-Pierre-d'Irube — Centre Commercial Ametzondo ⥋ Bayonne — Place des basques / Biarritz — Gare de Biarritz | Saint-Pierre-d'Irube — Centre Commercial Ametzondo ⥋ Bayonne — Place des basques / Biarritz — Gare de Biarritz | Saint-Pierre-d'Irube — Centre Commercial Ametzondo ⥋ Bayonne — Place des basques / Biarritz — Gare de Biarritz | Saint-Pierre-d'Irube — Centre Commercial Ametzondo ⥋ Bayonne — Place des basques / Biarritz — Gare de Biarritz | Saint-Pierre-d'Irube — Centre Commercial Ametzondo ⥋ Bayonne — Place des basques / Biarritz — Gare de Biarritz | Saint-Pierre-d'Irube — Centre Commercial Ametzondo ⥋ Bayonne — Place des basques / Biarritz — Gare de Biarritz |
| 6     | Ouverture / Fermeture 2 septembre 2019 / — | Longueur — | Durée 27 / 51 min                                                                                              | Nb. d’arrêts —                                                                                                 | Matériel Standards Midibus                                                                                     | Jours de fonctionnement L, Ma, Me, J, V, S, D                                                                  | Jour / Soir / Nuit / Fêtes O / O / N / O                                                                       | Voy. / an — | Exploitant KCBA                                                                                                |
| 6     | Desserte : - Villes et lieux desservis : St Pierre d'Irube, Bayonne, Anglet, Biarritz - Gare(s) desservie(s) :                                                                                        | | | | | | | | |
| 6     | Autre : - Arrêts non accessibles aux UFR : — - Particularités : - Date de dernière mise à jour : 2 septembre 2019.                                                                                    | | | | | | | | |
| 6     | Dernière actualisation : — | | | | | | | | |

#### Lignes complémentaires
| Ligne | Caractéristiques                                                                                                   | Caractéristiques                                                 | Caractéristiques                                                 | Caractéristiques                                                 | Caractéristiques                                                 | Caractéristiques                                                 | Caractéristiques                                                 | Caractéristiques                                                 | Caractéristiques                                                 |
| 30    | Anglet — Endarra Quintaou ⥋ Tarnos — Square Mora                                                                   | Anglet — Endarra Quintaou ⥋ Tarnos — Square Mora                 | Anglet — Endarra Quintaou ⥋ Tarnos — Square Mora                 | Anglet — Endarra Quintaou ⥋ Tarnos — Square Mora                 | Anglet — Endarra Quintaou ⥋ Tarnos — Square Mora                 | Anglet — Endarra Quintaou ⥋ Tarnos — Square Mora                 | Anglet — Endarra Quintaou ⥋ Tarnos — Square Mora                 | Anglet — Endarra Quintaou ⥋ Tarnos — Square Mora                 | Anglet — Endarra Quintaou ⥋ Tarnos — Square Mora                 |
| ----- | --- | ---------------------------------------------------------------- | ---------------------------------------------------------------- | ---------------------------------------------------------------- | ---------------------------------------------------------------- | ---------------------------------------------------------------- | ---------------------------------------------------------------- | ---------------------------------------------------------------- | ---------------------------------------------------------------- |
| 30    | Ouverture / Fermeture 2 septembre 2019 / —                                                                         | Longueur —                                                       | Durée 55 min                                                     | Nb. d’arrêts —                                                   | Matériel Standards Midibus                                       | Jours de fonctionnement L, Ma, Me, J, V, S, D                    | Jour / Soir / Nuit / Fêtes O / N / N / O                         | Voy. / an —                                                      | Exploitant KCBA                                                  |
| 30    | Desserte : - Villes et lieux desservis : Anglet, Bayonne, Boucau, Tarnos - Gare(s) desservie(s) : Gare de Bayonne  |                                                                  |                                                                  |                                                                  |                                                                  |                                                                  |                                                                  |                                                                  |                                                                  |

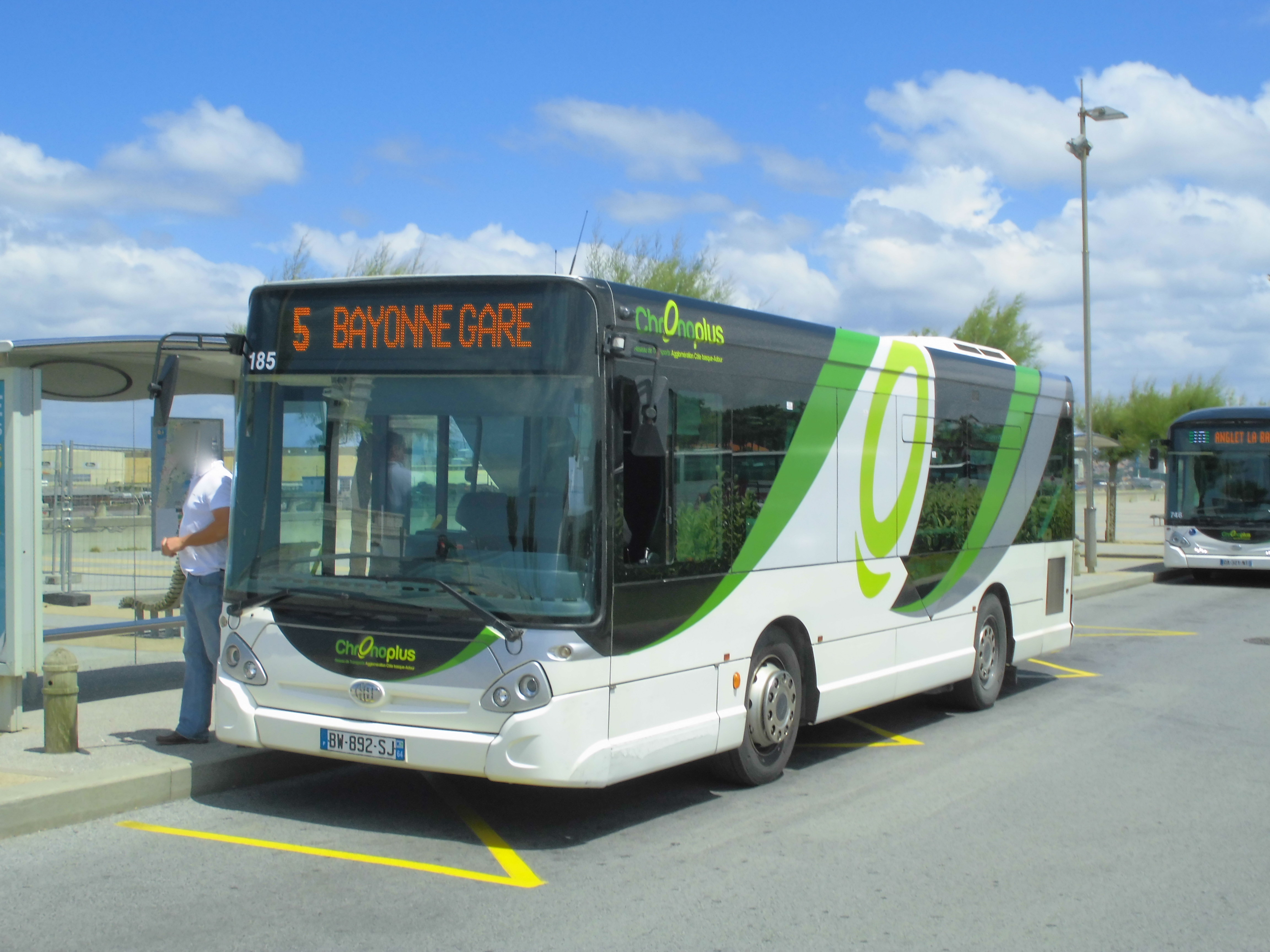
Ligne 5
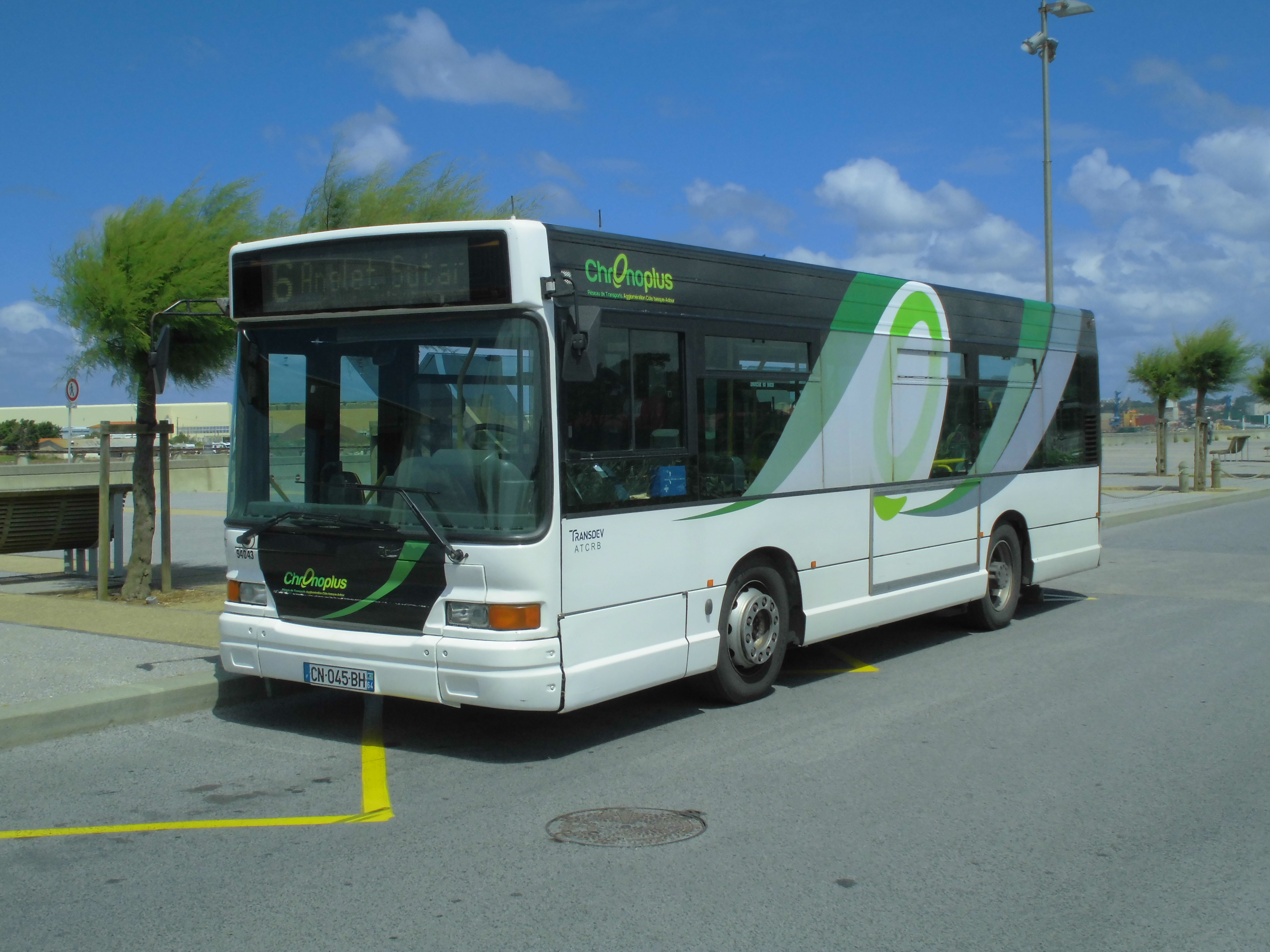
Ligne 6
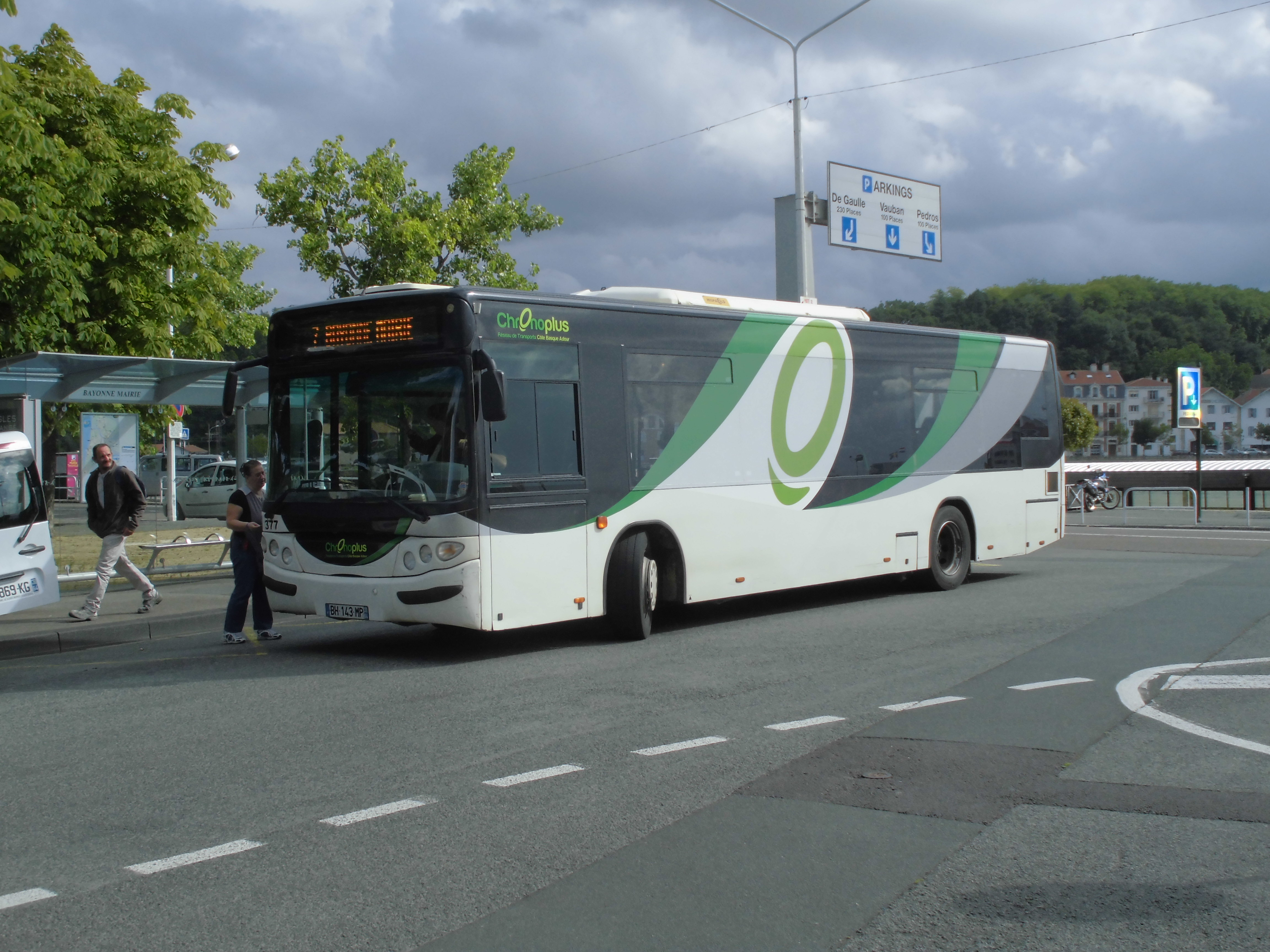
Ligne 7
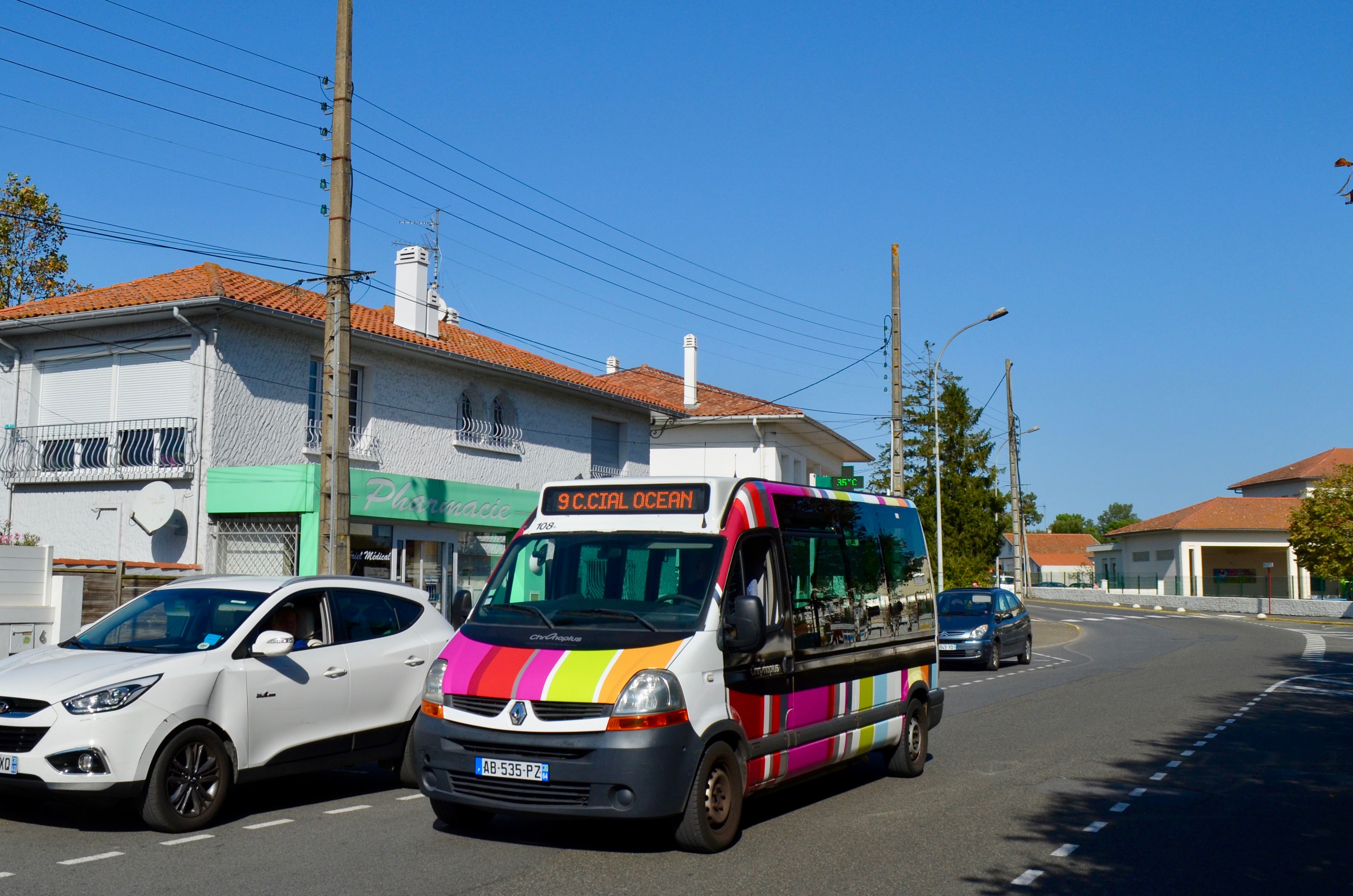
Ligne 9
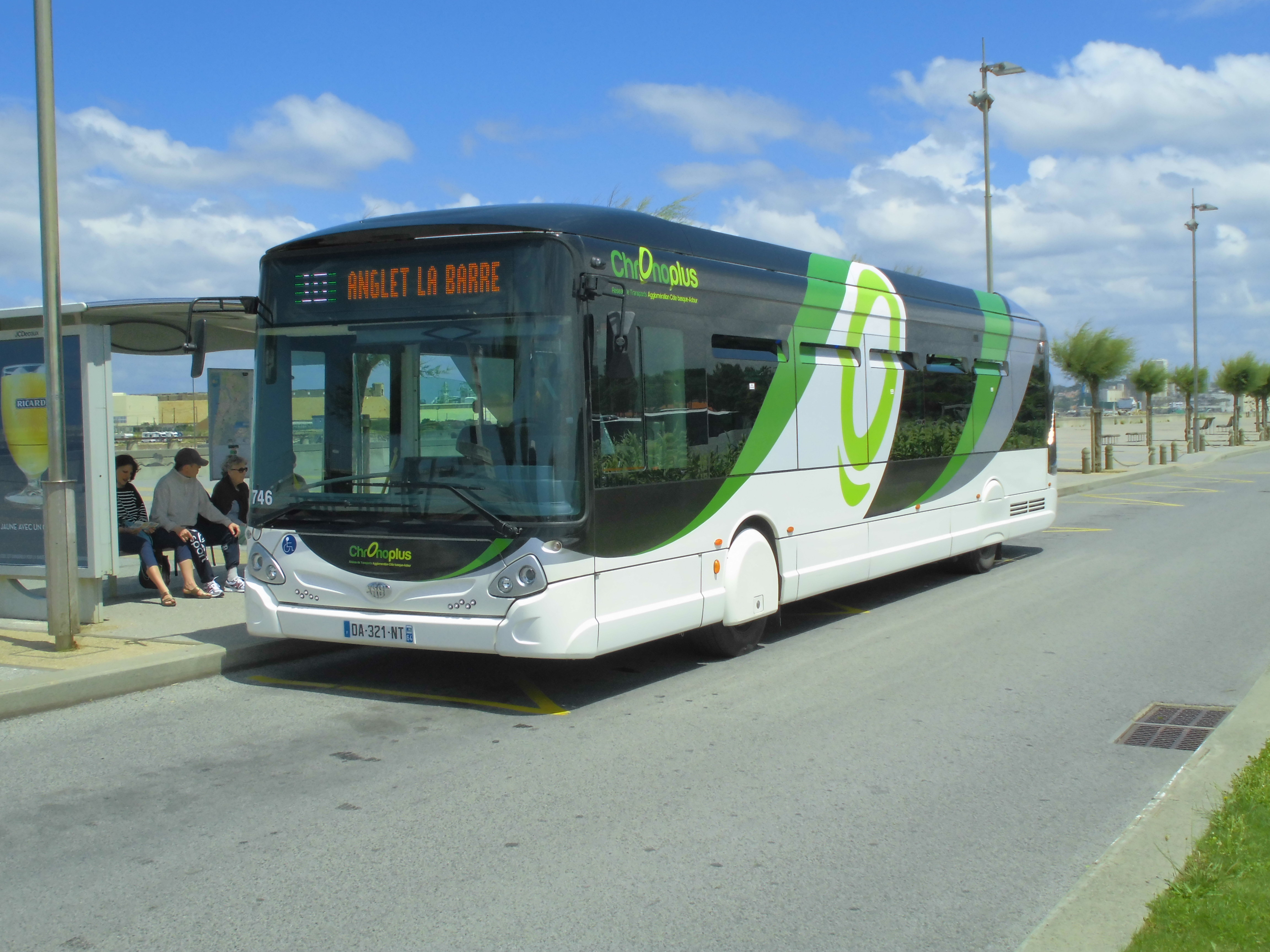
Ligne 10
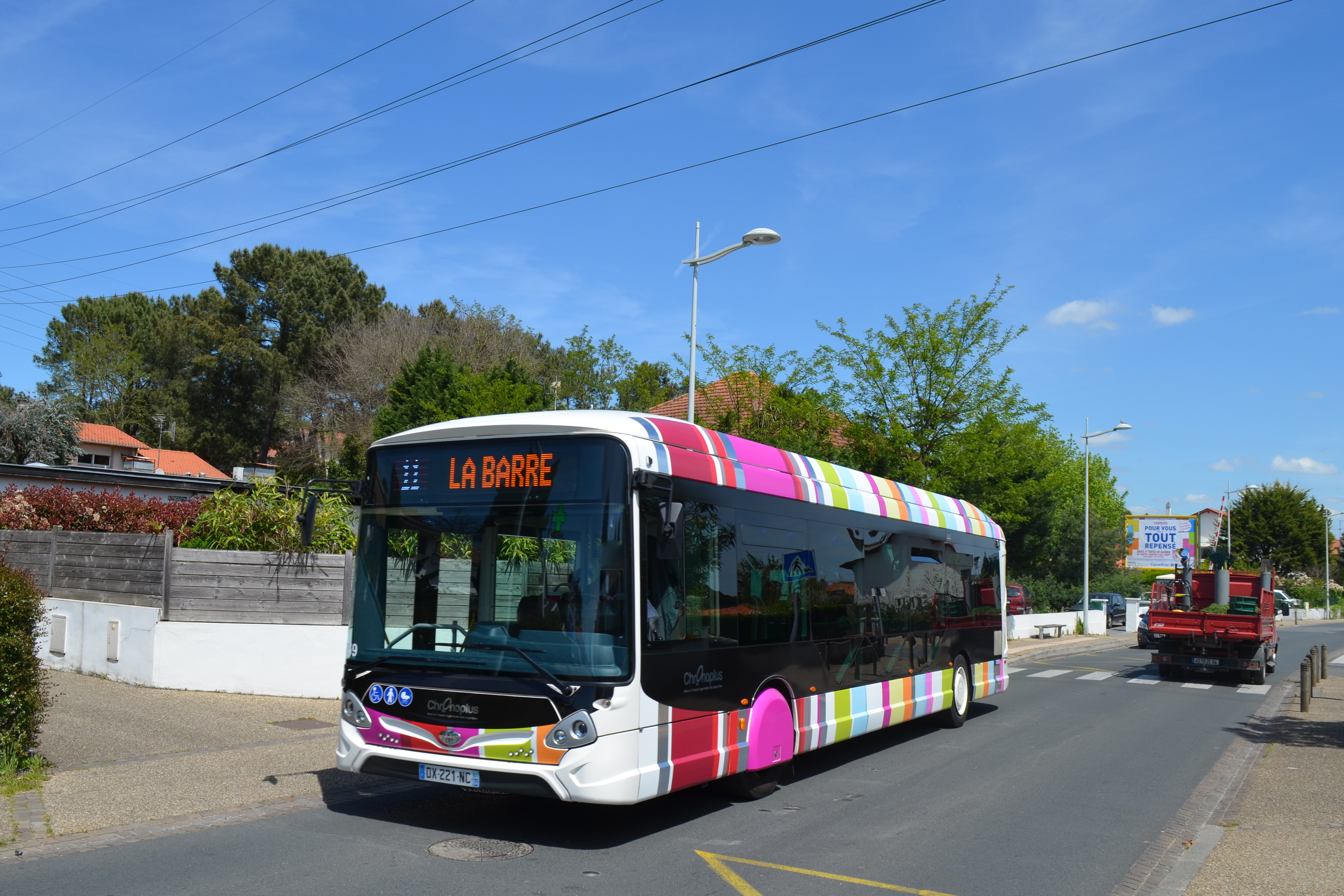
Ligne 11
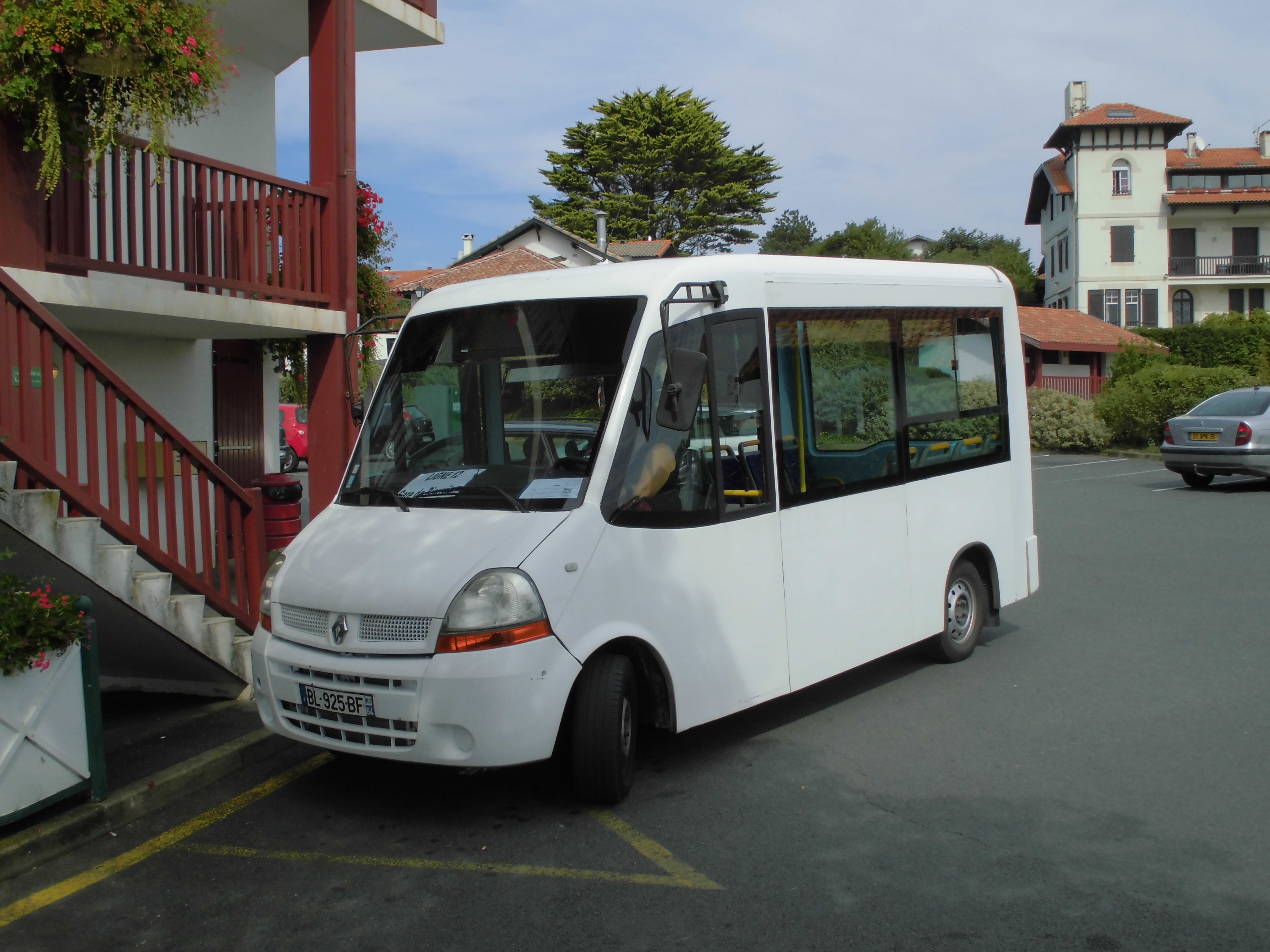
Ligne 12
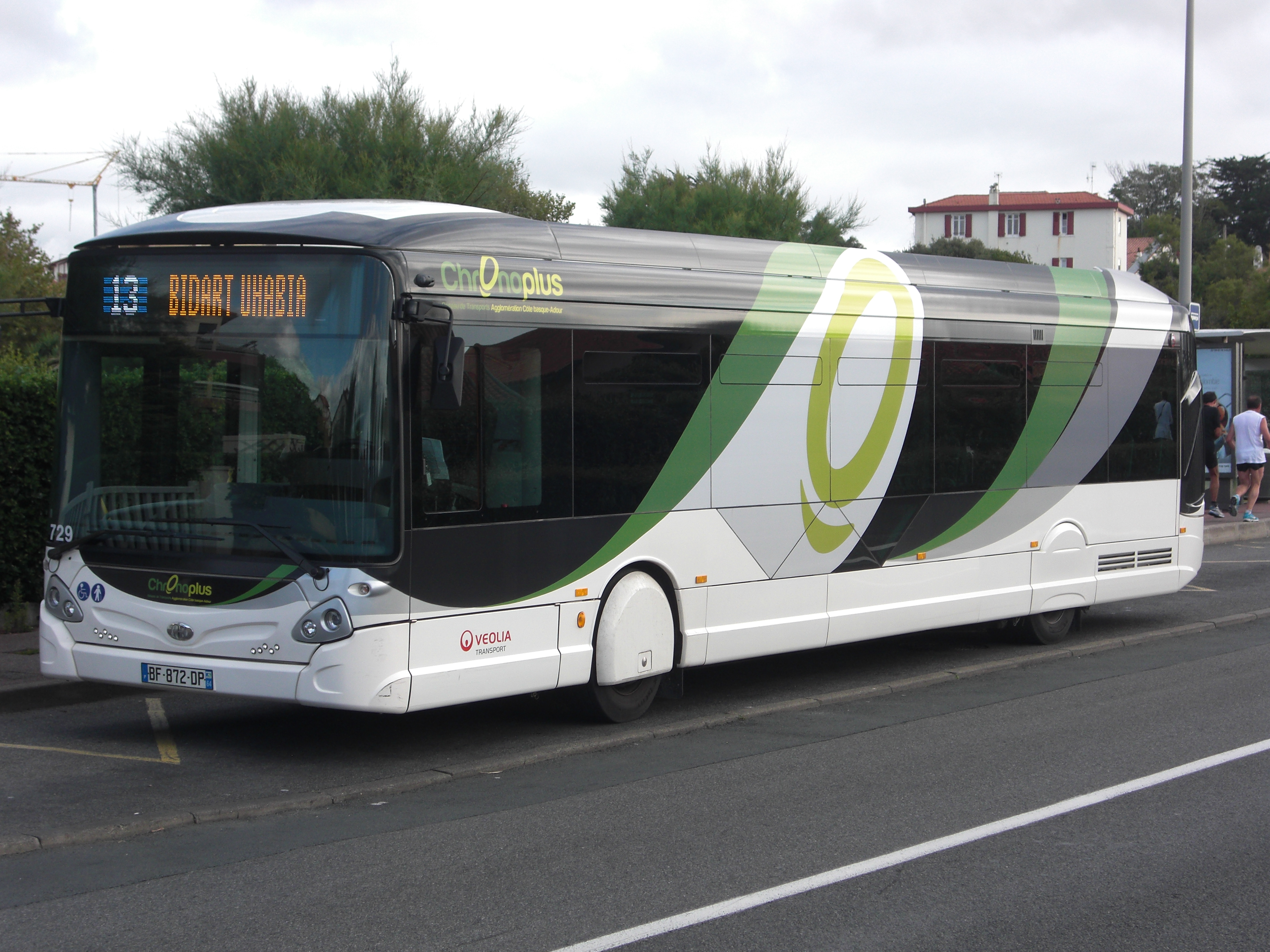
Ligne 13
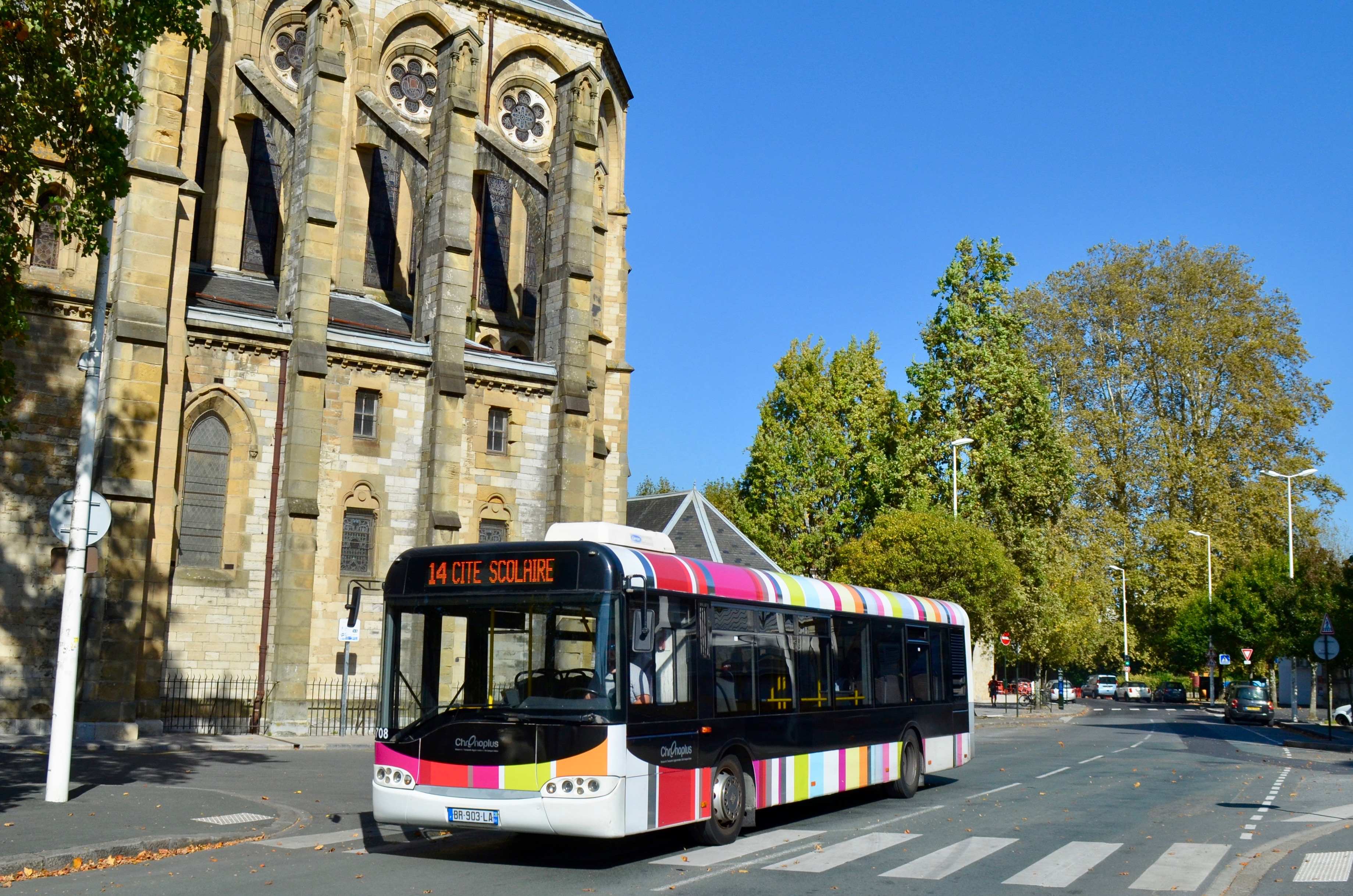
Ligne 14

| 30    | Autre : - Arrêts non accessibles aux UFR : — - Particularités :                                                    |                                                                  |                                                                  |                                                                  |                                                                  |                                                                  |                                                                  |                                                                  |                                                                  |
| 30    | Dernière actualisation : —                                                                                         |                                                                  |                                                                  |                                                                  |                                                                  |                                                                  |                                                                  |                                                                  |                                                                  |
| 32    | Bayonne — hauts de Bayonne ⥋ Anglet — Chambre d'Amour                                                              | Bayonne — hauts de Bayonne ⥋ Anglet — Chambre d'Amour            | Bayonne — hauts de Bayonne ⥋ Anglet — Chambre d'Amour            | Bayonne — hauts de Bayonne ⥋ Anglet — Chambre d'Amour            | Bayonne — hauts de Bayonne ⥋ Anglet — Chambre d'Amour            | Bayonne — hauts de Bayonne ⥋ Anglet — Chambre d'Amour            | Bayonne — hauts de Bayonne ⥋ Anglet — Chambre d'Amour            | Bayonne — hauts de Bayonne ⥋ Anglet — Chambre d'Amour            | Bayonne — hauts de Bayonne ⥋ Anglet — Chambre d'Amour            |
| 32    | Ouverture / Fermeture 2 septembre 2019 / —                                                                         | Longueur —                                                       | Durée 58 min                                                     | Nb. d’arrêts —                                                   | Matériel Standards Midibus                                       | Jours de fonctionnement L, Ma, Me, J, V, S, D                    | Jour / Soir / Nuit / Fêtes O / N / N / O                         | Voy. / an —                                                      | Exploitant KCBA                                                  |
| 32    | Desserte : - Villes et lieux desservis : Anglet et Bayonne - Gare(s) desservie(s) :                                |                                                                  |                                                                  |                                                                  |                                                                  |                                                                  |                                                                  |                                                                  |                                                                  |
| 32    | Autre : - Arrêts non accessibles aux UFR : — - Particularités : - Date de dernière mise à jour : 2 septembre 2019. |                                                                  |                                                                  |                                                                  |                                                                  |                                                                  |                                                                  |                                                                  |                                                                  |

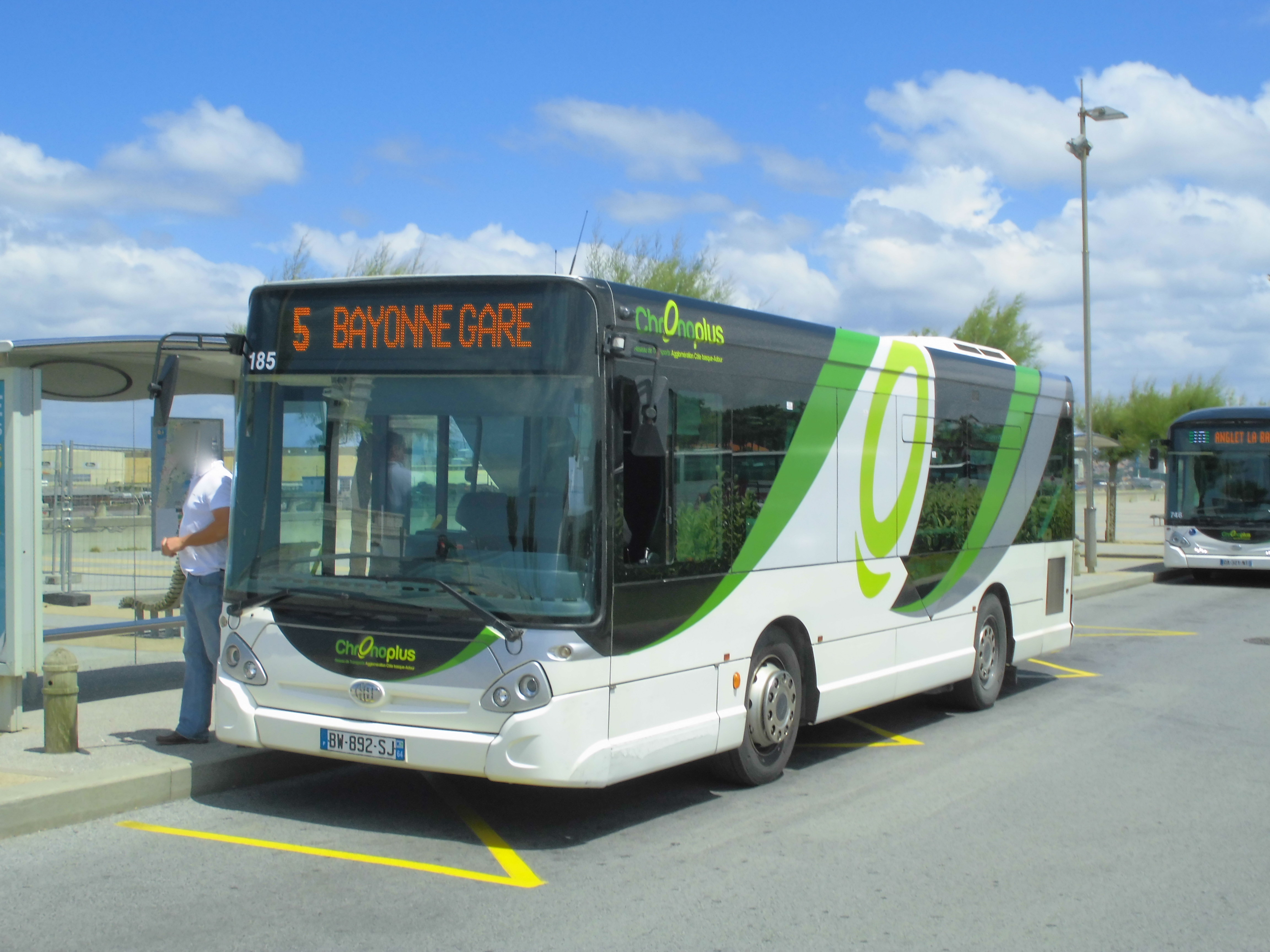
Ligne 5
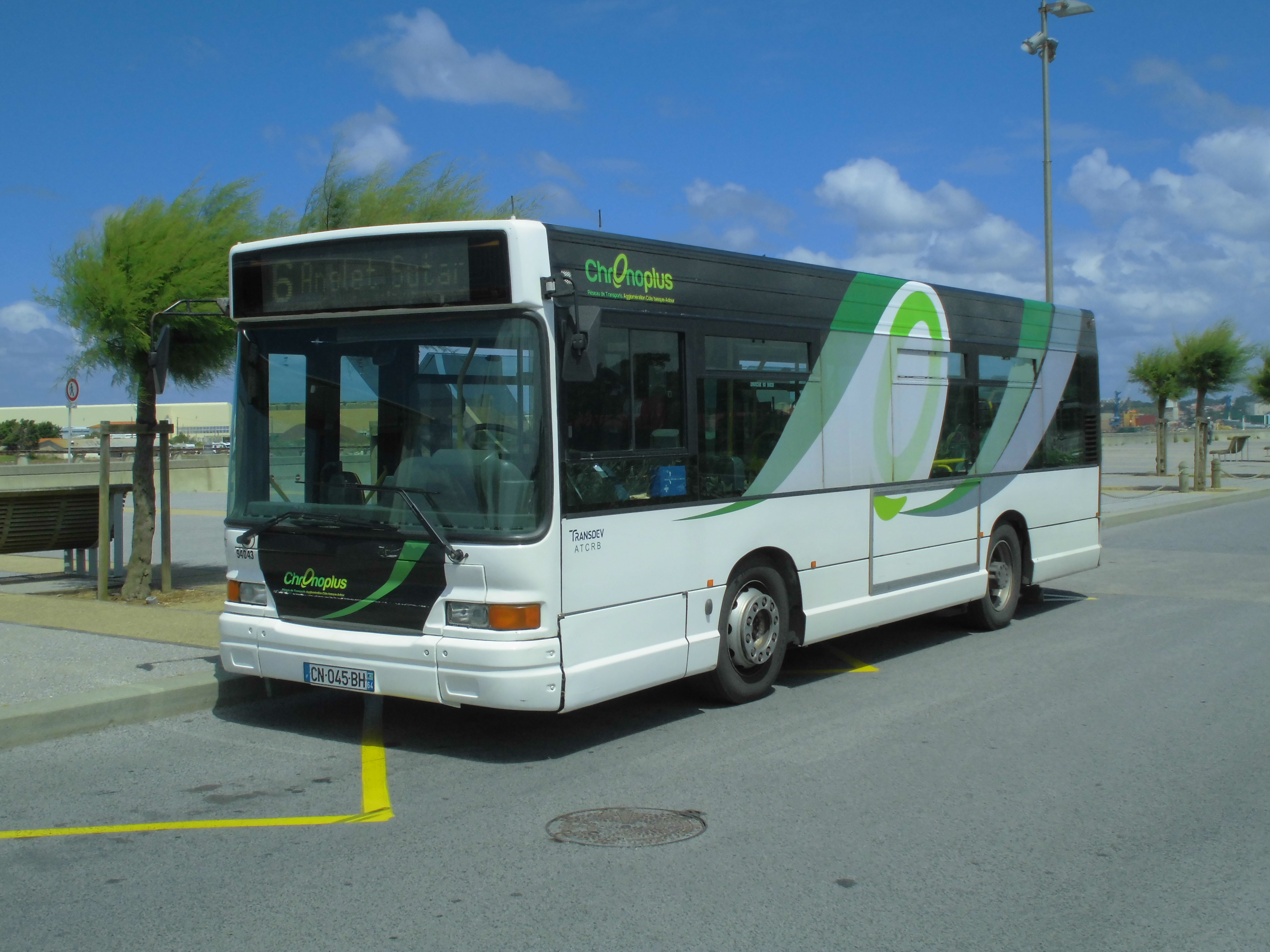
Ligne 6
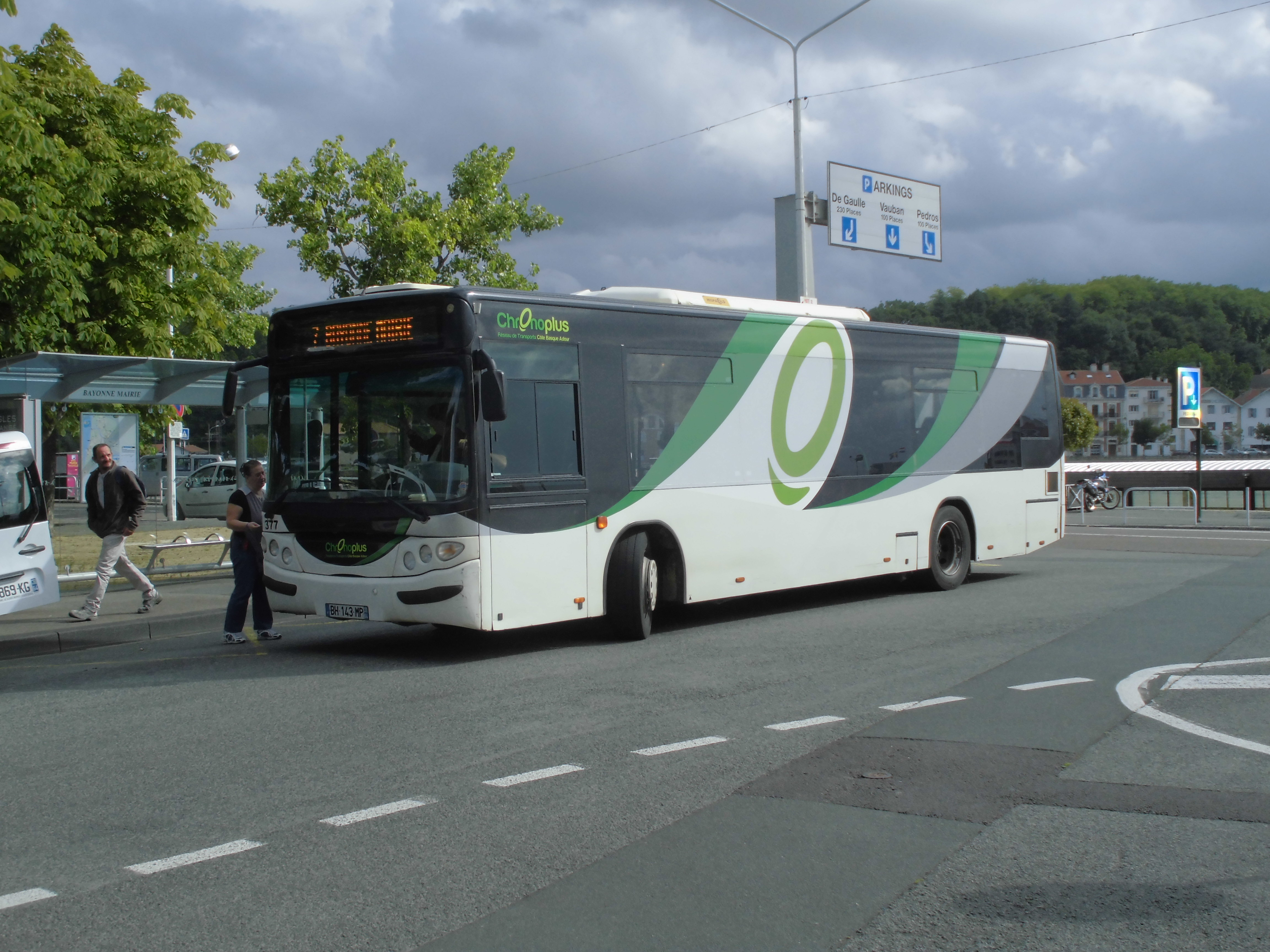
Ligne 7
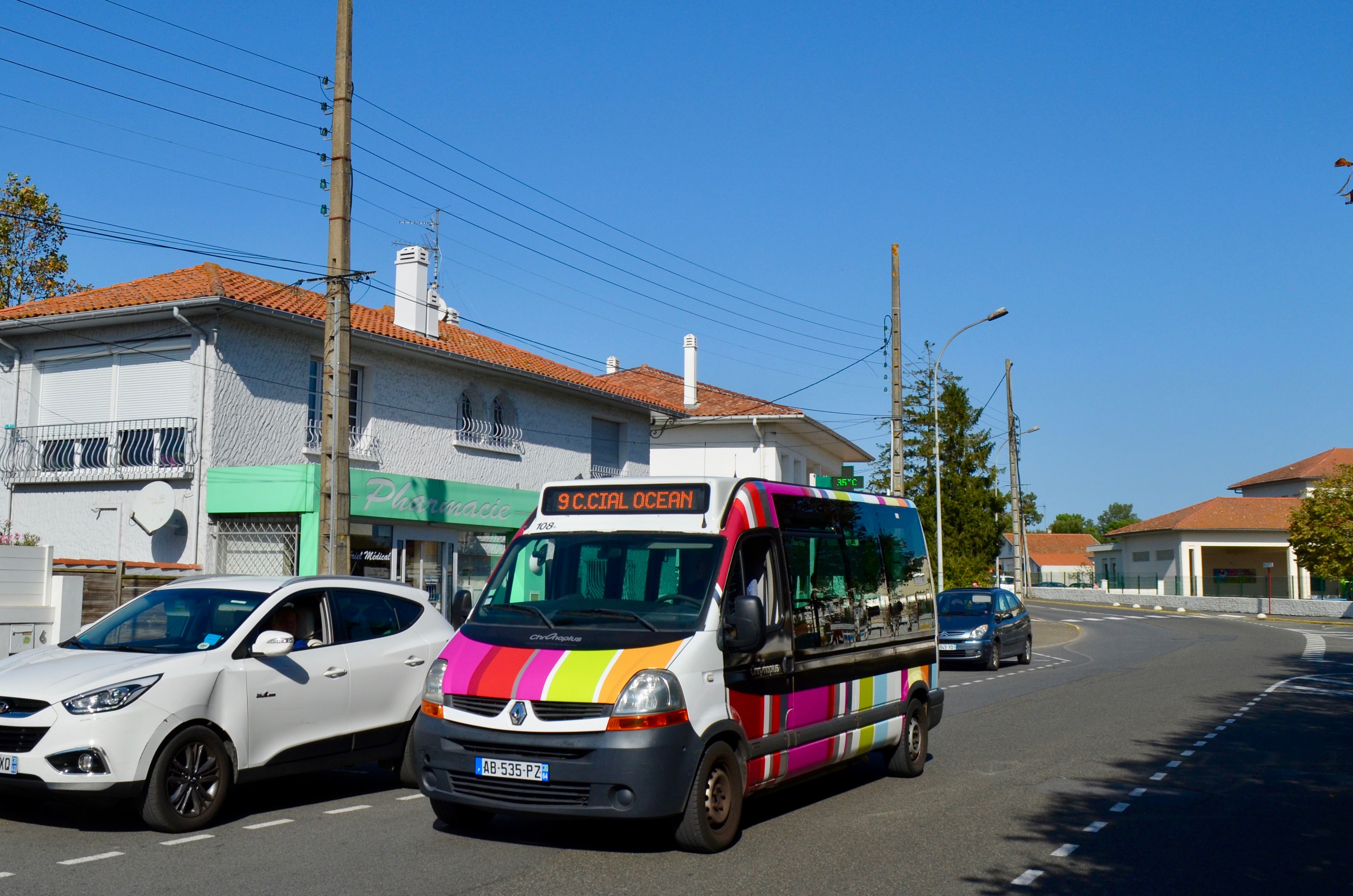
Ligne 9
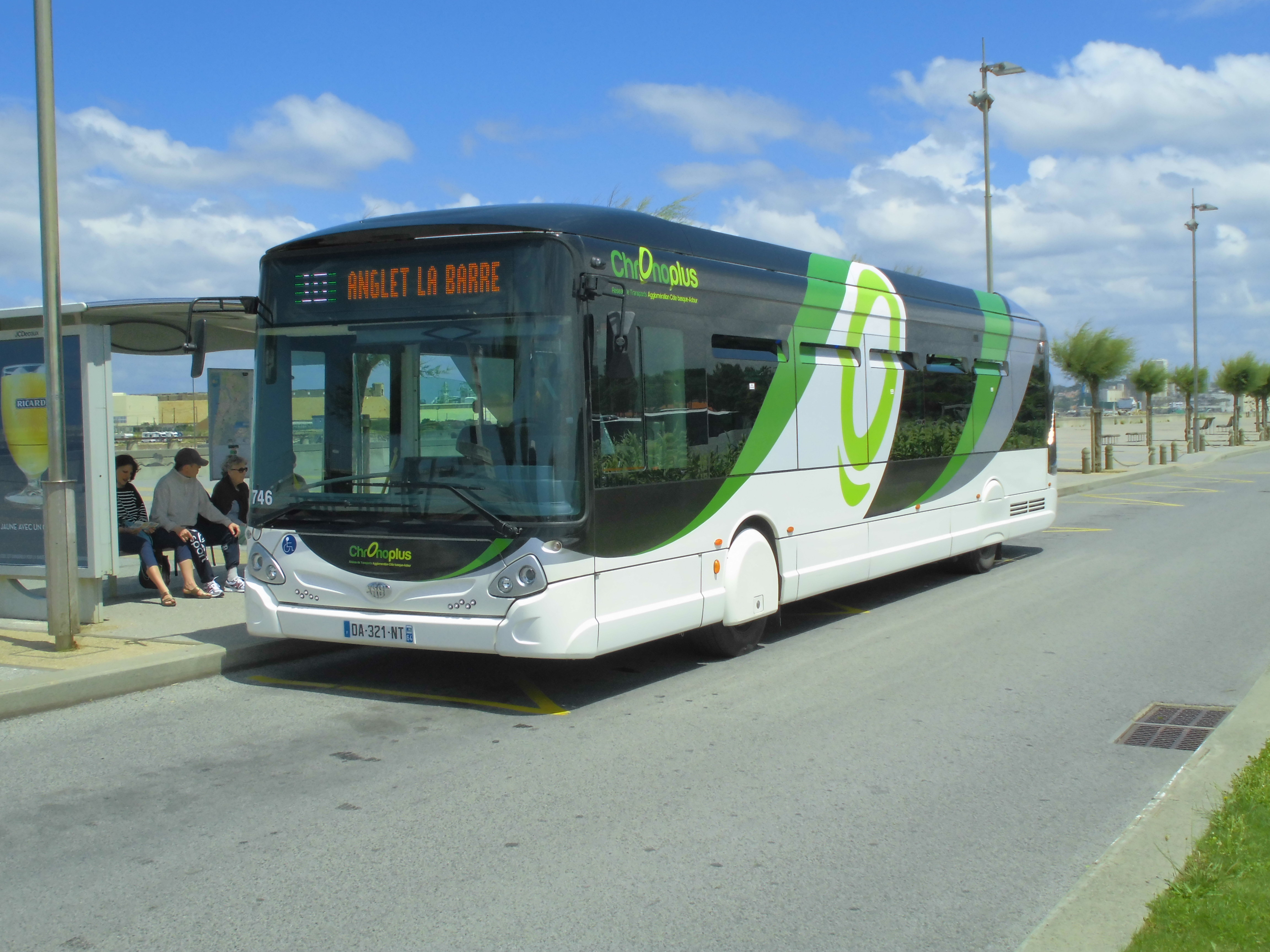
Ligne 10
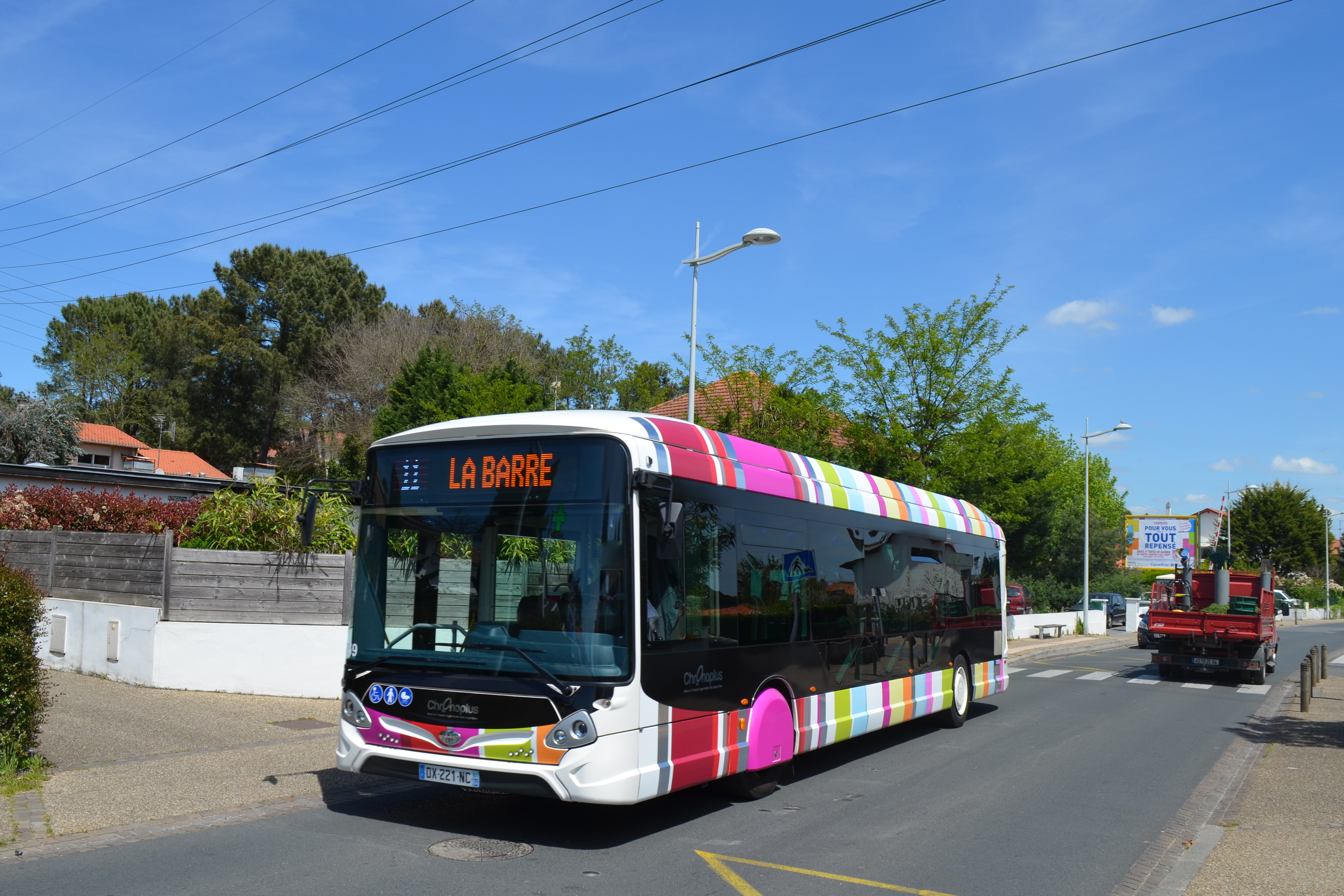
Ligne 11
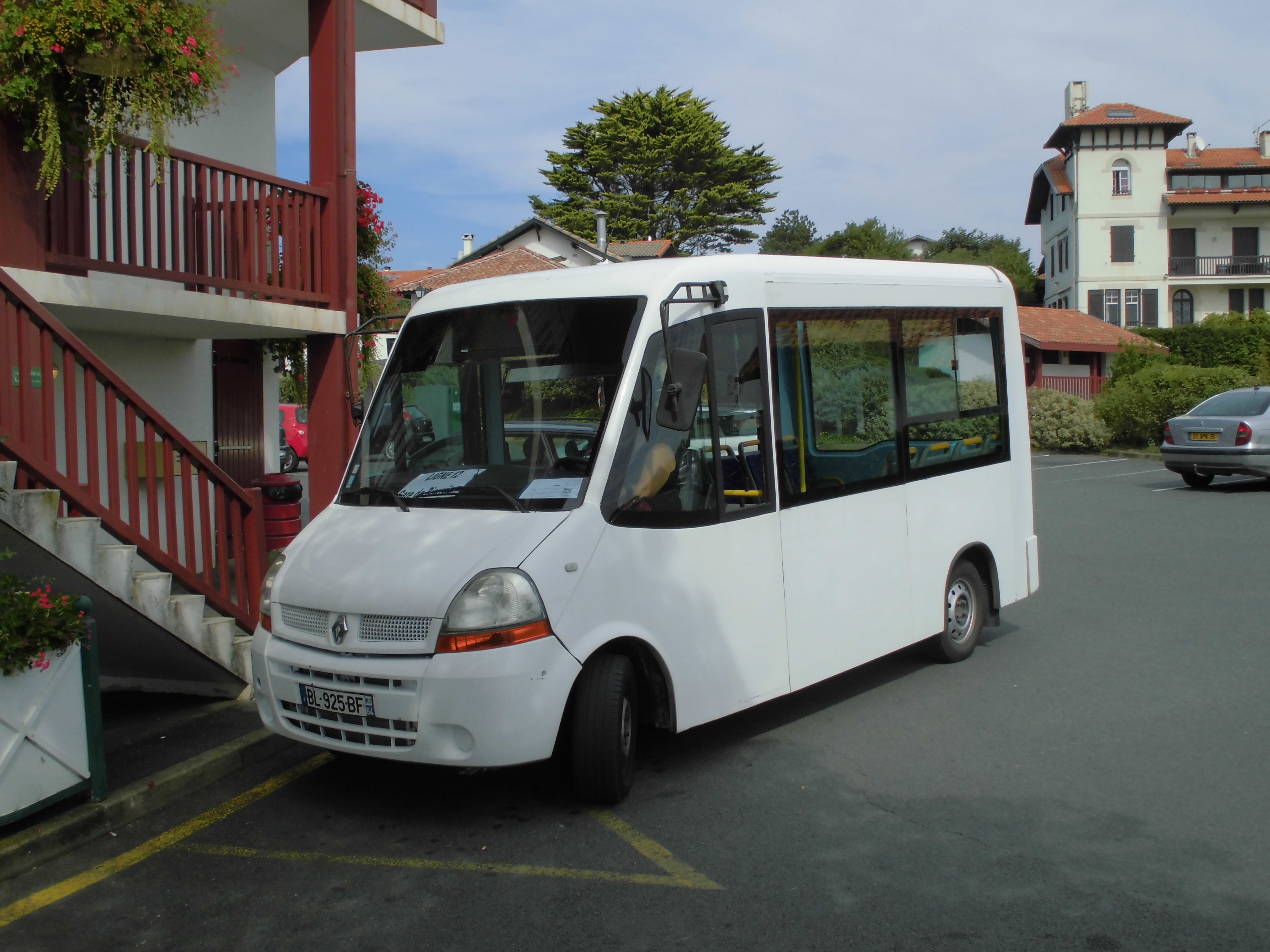
Ligne 12
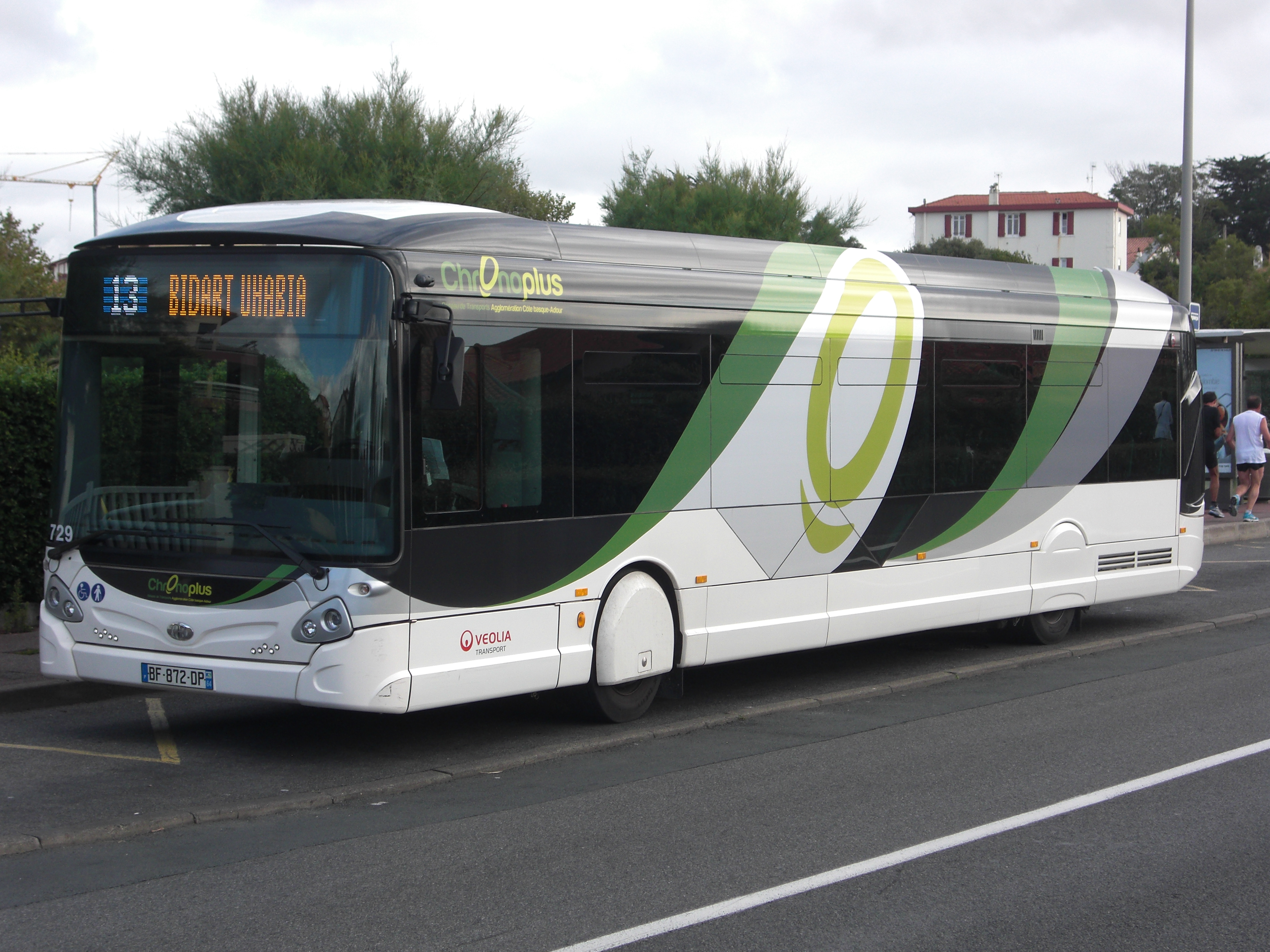
Ligne 13
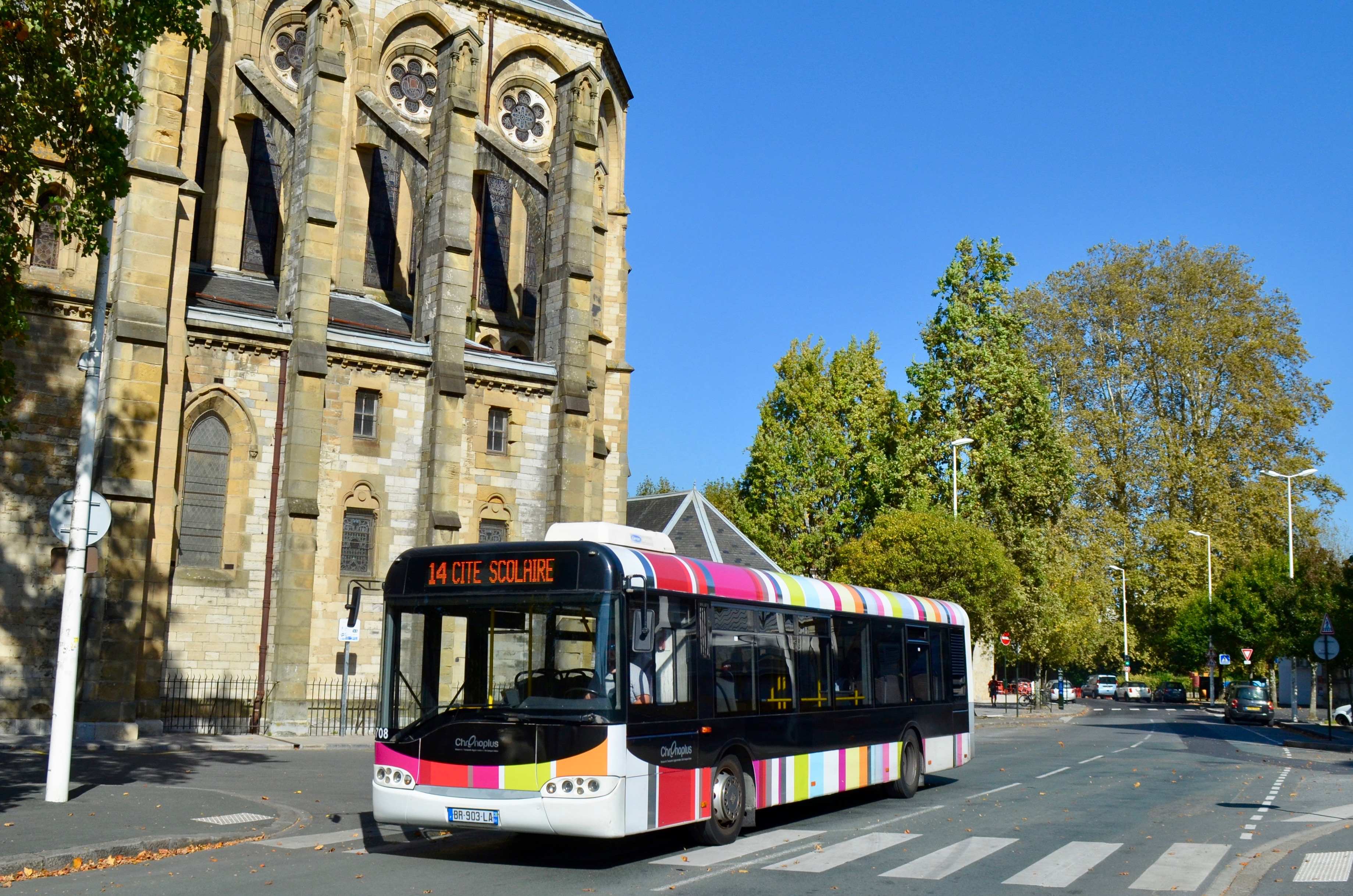
Ligne 14

| 32    | Dernière actualisation : —                                                                                         |                                                                  |                                                                  |                                                                  |                                                                  |                                                                  |                                                                  |                                                                  |                                                                  |
| 34    | Anglet — Chambre D'amour ⥋ Anglet — Sutar / Trois Croix                                                            | Anglet — Chambre D'amour ⥋ Anglet — Sutar / Trois Croix          | Anglet — Chambre D'amour ⥋ Anglet — Sutar / Trois Croix          | Anglet — Chambre D'amour ⥋ Anglet — Sutar / Trois Croix          | Anglet — Chambre D'amour ⥋ Anglet — Sutar / Trois Croix          | Anglet — Chambre D'amour ⥋ Anglet — Sutar / Trois Croix          | Anglet — Chambre D'amour ⥋ Anglet — Sutar / Trois Croix          | Anglet — Chambre D'amour ⥋ Anglet — Sutar / Trois Croix          | Anglet — Chambre D'amour ⥋ Anglet — Sutar / Trois Croix          |
| 34    | Ouverture / Fermeture 2 septembre 2019 / —                                                                         | Longueur —                                                       | Durée 26 / 29 min                                                | Nb. d’arrêts —                                                   | Matériel Midibus                                                 | Jours de fonctionnement L, Ma, Me, J, V, S, D                    | Jour / Soir / Nuit / Fêtes O / N / N / O                         | Voy. / an —                                                      | Exploitant Keolis Pays Basque                                    |
| 34    | Desserte : - Villes et lieux desservis : Anglet - Gare(s) desservie(s) :                                           |                                                                  |                                                                  |                                                                  |                                                                  |                                                                  |                                                                  |                                                                  |                                                                  |
| 34    | Autre : - Arrêts non accessibles aux UFR : — - Particularités : - Date de dernière mise à jour : 2 septembre 2019. |                                                                  |                                                                  |                                                                  |                                                                  |                                                                  |                                                                  |                                                                  |                                                                  |
| 34    | Dernière actualisation : —                                                                                         |                                                                  |                                                                  |                                                                  |                                                                  |                                                                  |                                                                  |                                                                  |                                                                  |
| 36    | Anglet — Redon / Aéroport (en soirée) ⥋ Biarritz — Cité Scolaire                                                   | Anglet — Redon / Aéroport (en soirée) ⥋ Biarritz — Cité Scolaire | Anglet — Redon / Aéroport (en soirée) ⥋ Biarritz — Cité Scolaire | Anglet — Redon / Aéroport (en soirée) ⥋ Biarritz — Cité Scolaire | Anglet — Redon / Aéroport (en soirée) ⥋ Biarritz — Cité Scolaire | Anglet — Redon / Aéroport (en soirée) ⥋ Biarritz — Cité Scolaire | Anglet — Redon / Aéroport (en soirée) ⥋ Biarritz — Cité Scolaire | Anglet — Redon / Aéroport (en soirée) ⥋ Biarritz — Cité Scolaire | Anglet — Redon / Aéroport (en soirée) ⥋ Biarritz — Cité Scolaire |
| 36    | Ouverture / Fermeture 2 septembre 2019 / —                                                                         | Longueur —                                                       | Durée 20 / 62 min                                                | Nb. d’arrêts —                                                   | Matériel Standards Midibus                                       | Jours de fonctionnement L, Ma, Me, J, V, S, D                    | Jour / Soir / Nuit / Fêtes O / O / N / O                         | Voy. / an —                                                      | Exploitant KCBA                                                  |
| 36    | Desserte : - Villes et lieux desservis : Anglet et Biarritz - Gare(s) desservie(s) :                               |                                                                  |                                                                  |                                                                  |                                                                  |                                                                  |                                                                  |                                                                  |                                                                  |
| 36    | Autre : - Arrêts non accessibles aux UFR : — - Particularités : - Date de dernière mise à jour : 2 septembre 2019. |                                                                  |                                                                  |                                                                  |                                                                  |                                                                  |                                                                  |                                                                  |                                                                  |
| 36    | Dernière actualisation : —                                                                                         |                                                                  |                                                                  |                                                                  |                                                                  |                                                                  |                                                                  |                                                                  |                                                                  |
| 38    | Bayonne — Place des Basques ⥋ Bidart — Lore Landa                                                                  | Bayonne — Place des Basques ⥋ Bidart — Lore Landa                | Bayonne — Place des Basques ⥋ Bidart — Lore Landa                | Bayonne — Place des Basques ⥋ Bidart — Lore Landa                | Bayonne — Place des Basques ⥋ Bidart — Lore Landa                | Bayonne — Place des Basques ⥋ Bidart — Lore Landa                | Bayonne — Place des Basques ⥋ Bidart — Lore Landa                | Bayonne — Place des Basques ⥋ Bidart — Lore Landa                | Bayonne — Place des Basques ⥋ Bidart — Lore Landa                |
| 38    | Ouverture / Fermeture 2 septembre 2019 / —                                                                         | Longueur —                                                       | Durée 75 min                                                     | Nb. d’arrêts —                                                   | Matériel Standards Midibus                                       | Jours de fonctionnement L, Ma, Me, J, V, S, D                    | Jour / Soir / Nuit / Fêtes O / N / N / O                         | Voy. / an —                                                      | Exploitant KCBA                                                  |
| 38    | Desserte : - Villes et lieux desservis : Bayonne, Anglet, Biarritz, Bidart - Gare(s) desservie(s) :                |                                                                  |                                                                  |                                                                  |                                                                  |                                                                  |                                                                  |                                                                  |                                                                  |
| 38    | Autre : - Arrêts non accessibles aux UFR : — - Particularités : - Date de dernière mise à jour : 2 septembre 2019. |                                                                  |                                                                  |                                                                  |                                                                  |                                                                  |                                                                  |                                                                  |                                                                  |
| 38    | Dernière actualisation : —                                                                                         |                                                                  |                                                                  |                                                                  |                                                                  |                                                                  |                                                                  |                                                                  |                                                                  |
| 40    | Tarnos — Grimau / La Baye ⥋ Boucau — Castillon                                                                     | Tarnos — Grimau / La Baye ⥋ Boucau — Castillon                   | Tarnos — Grimau / La Baye ⥋ Boucau — Castillon                   | Tarnos — Grimau / La Baye ⥋ Boucau — Castillon                   | Tarnos — Grimau / La Baye ⥋ Boucau — Castillon                   | Tarnos — Grimau / La Baye ⥋ Boucau — Castillon                   | Tarnos — Grimau / La Baye ⥋ Boucau — Castillon                   | Tarnos — Grimau / La Baye ⥋ Boucau — Castillon                   | Tarnos — Grimau / La Baye ⥋ Boucau — Castillon                   |
| 40    | Ouverture / Fermeture 2 septembre 2019 / —                                                                         | Longueur —                                                       | Durée 25 / 30 min                                                | Nb. d’arrêts —                                                   | Matériel Minibus                                                 | Jours de fonctionnement L, Ma, Me, J, V, S, D                    | Jour / Soir / Nuit / Fêtes O / N / N / O                         | Voy. / an —                                                      | Exploitant Le Basque bondissant                                  |
| 40    | Desserte : - Villes et lieux desservis : - Gare(s) desservie(s) :                                                  |                                                                  |                                                                  |                                                                  |                                                                  |                                                                  |                                                                  |                                                                  |                                                                  |
| 40    | Autre : - Arrêts non accessibles aux UFR : — - Particularités : - Date de dernière mise à jour : 2 septembre 2019. |                                                                  |                                                                  |                                                                  |                                                                  |                                                                  |                                                                  |                                                                  |                                                                  |
| 40    | Dernière actualisation : —                                                                                         |                                                                  |                                                                  |                                                                  |                                                                  |                                                                  |                                                                  |                                                                  |                                                                  |
| 42    | Boucau — Lacouture ⥋ Tarnos — Square Mora                                                                          | Boucau — Lacouture ⥋ Tarnos — Square Mora                        | Boucau — Lacouture ⥋ Tarnos — Square Mora                        | Boucau — Lacouture ⥋ Tarnos — Square Mora                        | Boucau — Lacouture ⥋ Tarnos — Square Mora                        | Boucau — Lacouture ⥋ Tarnos — Square Mora                        | Boucau — Lacouture ⥋ Tarnos — Square Mora                        | Boucau — Lacouture ⥋ Tarnos — Square Mora                        | Boucau — Lacouture ⥋ Tarnos — Square Mora                        |
| 42    | Ouverture / Fermeture 2 septembre 2019 / —                                                                         | Longueur —                                                       | Durée 32 min                                                     | Nb. d’arrêts —                                                   | Matériel Midibus                                                 | Jours de fonctionnement L, Ma, Me, J, V, S, D                    | Jour / Soir / Nuit / Fêtes O / N / N / O                         | Voy. / an —                                                      | Exploitant Le Basque bondissant                                  |
| 42    | Desserte : - Villes et lieux desservis : - Gare(s) desservie(s) :                                                  |                                                                  |                                                                  |                                                                  |                                                                  |                                                                  |                                                                  |                                                                  |                                                                  |
| 42    | Autre : - Arrêts non accessibles aux UFR : — - Particularités : - Date de dernière mise à jour : 2 septembre 2019. |                                                                  |                                                                  |                                                                  |                                                                  |                                                                  |                                                                  |                                                                  |                                                                  |
| 42    | Dernière actualisation : —                                                                                         |                                                                  |                                                                  |                                                                  |                                                                  |                                                                  |                                                                  |                                                                  |                                                                  |
| 44    | Biarritz — Mairie de Biarritz / Cité Scolaire ⥋ Bidart — Uhabia                                                    | Biarritz — Mairie de Biarritz / Cité Scolaire ⥋ Bidart — Uhabia  | Biarritz — Mairie de Biarritz / Cité Scolaire ⥋ Bidart — Uhabia  | Biarritz — Mairie de Biarritz / Cité Scolaire ⥋ Bidart — Uhabia  | Biarritz — Mairie de Biarritz / Cité Scolaire ⥋ Bidart — Uhabia  | Biarritz — Mairie de Biarritz / Cité Scolaire ⥋ Bidart — Uhabia  | Biarritz — Mairie de Biarritz / Cité Scolaire ⥋ Bidart — Uhabia  | Biarritz — Mairie de Biarritz / Cité Scolaire ⥋ Bidart — Uhabia  | Biarritz — Mairie de Biarritz / Cité Scolaire ⥋ Bidart — Uhabia  |
| 44    | Ouverture / Fermeture 2 septembre 2019 / —                                                                         | Longueur —                                                       | Durée 20 / 28 min                                                | Nb. d’arrêts —                                                   | Matériel Standars Midibus                                        | Jours de fonctionnement L, Ma, Me, J, V, S, D                    | Jour / Soir / Nuit / Fêtes O / N / N / O                         | Voy. / an —                                                      | Exploitant KCBA                                                  |
| 44    | Desserte : - Villes et lieux desservis : - Gare(s) desservie(s) :                                                  |                                                                  |                                                                  |                                                                  |                                                                  |                                                                  |                                                                  |                                                                  |                                                                  |
| 44    | Autre : - Arrêts non accessibles aux UFR : — - Particularités : - Date de dernière mise à jour : 2 septembre 2019. |                                                                  |                                                                  |                                                                  |                                                                  |                                                                  |                                                                  |                                                                  |                                                                  |
| 44    | Dernière actualisation : —                                                                                         |                                                                  |                                                                  |                                                                  |                                                                  |                                                                  |                                                                  |                                                                  |                                                                  |
| 46    | Bayonne — technocité ⥋ Bidart — Mairie de Bidart                                                                   | Bayonne — technocité ⥋ Bidart — Mairie de Bidart                 | Bayonne — technocité ⥋ Bidart — Mairie de Bidart                 | Bayonne — technocité ⥋ Bidart — Mairie de Bidart                 | Bayonne — technocité ⥋ Bidart — Mairie de Bidart                 | Bayonne — technocité ⥋ Bidart — Mairie de Bidart                 | Bayonne — technocité ⥋ Bidart — Mairie de Bidart                 | Bayonne — technocité ⥋ Bidart — Mairie de Bidart                 | Bayonne — technocité ⥋ Bidart — Mairie de Bidart                 |
| 46    | Ouverture / Fermeture 2 septembre 2019 / —                                                                         | Longueur —                                                       | Durée 43 min                                                     | Nb. d’arrêts 14                                                  | Matériel Minibus                                                 | Jours de fonctionnement L, Ma, Me, J, V, S                       | Jour / Soir / Nuit / Fêtes O / N / N / N                         | Voy. / an —                                                      | Exploitant Keolis Pays Basque                                    |
| 46    | Desserte : - Villes et lieux desservis : Bayonne, Anglet, Biarritz, Bidart - Gare(s) desservie(s) :                |                                                                  |                                                                  |                                                                  |                                                                  |                                                                  |                                                                  |                                                                  |                                                                  |
| 46    | Autre : - Arrêts non accessibles aux UFR : — - Particularités : - Date de dernière mise à jour : 2 septembre 2019. |                                                                  |                                                                  |                                                                  |                                                                  |                                                                  |                                                                  |                                                                  |                                                                  |
| 46    | Dernière actualisation : —                                                                                         |                                                                  |                                                                  |                                                                  |                                                                  |                                                                  |                                                                  |                                                                  |                                                                  |
| 48    | Tarnos — La Plaine ⥋ Mouguerre — Cigaro                                                                            | Tarnos — La Plaine ⥋ Mouguerre — Cigaro                          | Tarnos — La Plaine ⥋ Mouguerre — Cigaro                          | Tarnos — La Plaine ⥋ Mouguerre — Cigaro                          | Tarnos — La Plaine ⥋ Mouguerre — Cigaro                          | Tarnos — La Plaine ⥋ Mouguerre — Cigaro                          | Tarnos — La Plaine ⥋ Mouguerre — Cigaro                          | Tarnos — La Plaine ⥋ Mouguerre — Cigaro                          | Tarnos — La Plaine ⥋ Mouguerre — Cigaro                          |
| 48    | Ouverture / Fermeture 2 septembre 2019 / —                                                                         | Longueur —                                                       | Durée 43 min                                                     | Nb. d’arrêts —                                                   | Matériel —                                                       | Jours de fonctionnement L, Ma, Me, J, V, S                       | Jour / Soir / Nuit / Fêtes O / N / N / N                         | Voy. / an —                                                      | Exploitant Le Basque bondissant                                  |
| 48    | Desserte : - Villes et lieux desservis : - Gare(s) desservie(s) : --                                               |                                                                  |                                                                  |                                                                  |                                                                  |                                                                  |                                                                  |                                                                  |                                                                  |
| 48    | Autre : - Arrêts non accessibles aux UFR : — - Particularités : - Date de dernière mise à jour : 2 septembre 2019  |                                                                  |                                                                  |                                                                  |                                                                  |                                                                  |                                                                  |                                                                  |                                                                  |
| 48    | Dernière actualisation : —                                                                                         |                                                                  |                                                                  |                                                                  |                                                                  |                                                                  |                                                                  |                                                                  |                                                                  |
| 50    | Bayonne — Place des Basques ⥋ Villefranque — Mendiburua                                                            | Bayonne — Place des Basques ⥋ Villefranque — Mendiburua          | Bayonne — Place des Basques ⥋ Villefranque — Mendiburua          | Bayonne — Place des Basques ⥋ Villefranque — Mendiburua          | Bayonne — Place des Basques ⥋ Villefranque — Mendiburua          | Bayonne — Place des Basques ⥋ Villefranque — Mendiburua          | Bayonne — Place des Basques ⥋ Villefranque — Mendiburua          | Bayonne — Place des Basques ⥋ Villefranque — Mendiburua          | Bayonne — Place des Basques ⥋ Villefranque — Mendiburua          |
| 50    | Ouverture / Fermeture 2 septembre 2019 / —                                                                         | Longueur —                                                       | Durée 34 min                                                     | Nb. d’arrêts —                                                   | Matériel Midibus                                                 | Jours de fonctionnement L, Ma, Me, J, V, S                       | Jour / Soir / Nuit / Fêtes O / N / N / N                         | Voy. / an —                                                      | Exploitant Keolis Pays Basque                                    |
| 50    | Desserte : - Communes : - Principaux arrêts desservis :                                                            |                                                                  |                                                                  |                                                                  |                                                                  |                                                                  |                                                                  |                                                                  |                                                                  |
| 50    | Autre : - Arrêts non accessibles aux UFR : — - Particularités :                                                    |                                                                  |                                                                  |                                                                  |                                                                  |                                                                  |                                                                  |                                                                  |                                                                  |
| 50    | Dernière actualisation : —                                                                                         |                                                                  |                                                                  |                                                                  |                                                                  |                                                                  |                                                                  |                                                                  |                                                                  |
| 52    | Bayonne — Place des Basques ⥋ Biarritz — Gare de Biarritz                                                          | Bayonne — Place des Basques ⥋ Biarritz — Gare de Biarritz        | Bayonne — Place des Basques ⥋ Biarritz — Gare de Biarritz        | Bayonne — Place des Basques ⥋ Biarritz — Gare de Biarritz        | Bayonne — Place des Basques ⥋ Biarritz — Gare de Biarritz        | Bayonne — Place des Basques ⥋ Biarritz — Gare de Biarritz        | Bayonne — Place des Basques ⥋ Biarritz — Gare de Biarritz        | Bayonne — Place des Basques ⥋ Biarritz — Gare de Biarritz        | Bayonne — Place des Basques ⥋ Biarritz — Gare de Biarritz        |
| 52    | Ouverture / Fermeture 2 septembre 2019 / —                                                                         | Longueur —                                                       | Durée 45 min                                                     | Nb. d’arrêts —                                                   | Matériel Minibus                                                 | Jours de fonctionnement L, Ma, Me, J, V, S                       | Jour / Soir / Nuit / Fêtes O / N / N / N                         | Voy. / an —                                                      | Exploitant Keolis Pays Basque                                    |
| 52    | Desserte : - Villes et lieux desservis : - Gare(s) desservie(s) : -                                                |                                                                  |                                                                  |                                                                  |                                                                  |                                                                  |                                                                  |                                                                  |                                                                  |
| 52    | Autre : - Arrêts non accessibles aux UFR : — - Particularités : - Date de dernière mise à jour : 2 septembre 2019. |                                                                  |                                                                  |                                                                  |                                                                  |                                                                  |                                                                  |                                                                  |                                                                  |
| 52    | Dernière actualisation : —                                                                                         |                                                                  |                                                                  |                                                                  |                                                                  |                                                                  |                                                                  |                                                                  |                                                                  |
| 54    | Bidart — Lore Landa ⥋ Bidart — Uhabia                                                                              | Bidart — Lore Landa ⥋ Bidart — Uhabia                            | Bidart — Lore Landa ⥋ Bidart — Uhabia                            | Bidart — Lore Landa ⥋ Bidart — Uhabia                            | Bidart — Lore Landa ⥋ Bidart — Uhabia                            | Bidart — Lore Landa ⥋ Bidart — Uhabia                            | Bidart — Lore Landa ⥋ Bidart — Uhabia                            | Bidart — Lore Landa ⥋ Bidart — Uhabia                            | Bidart — Lore Landa ⥋ Bidart — Uhabia                            |
| 54    | Ouverture / Fermeture 29 juin 2020 / —                                                                             | Longueur —                                                       | Durée —                                                          | Nb. d’arrêts 17                                                  | Matériel Minibus                                                 | Jours de fonctionnement L, Ma, Me, J, V, S, D                    | Jour / Soir / Nuit / Fêtes O / N / N / O                         | Voy. / an —                                                      | Exploitant Keolis Pays Basque                                    |
| 54    | Desserte : - Villes et lieux desservis : - Gare(s) desservie(s) : -                                                |                                                                  |                                                                  |                                                                  |                                                                  |                                                                  |                                                                  |                                                                  |                                                                  |
| 54    | Autre : - Arrêts non accessibles aux UFR : — - Particularités : - Date de dernière mise à jour : 3 novembre 2020.  |                                                                  |                                                                  |                                                                  |                                                                  |                                                                  |                                                                  |                                                                  |                                                                  |
| 54    | Dernière actualisation : —                                                                                         |                                                                  |                                                                  |                                                                  |                                                                  |                                                                  |                                                                  |                                                                  |                                                                  |

- Ligne 5
- Ligne 6
- Ligne 7
- Ligne 9
- Ligne 10
- Ligne 11
- Ligne 12
- Ligne 13
- Ligne 14

#### Navette fluviale
| Ligne | Caractéristiques                                                                                                   | Caractéristiques                                                                     | Caractéristiques                                                                     | Caractéristiques                                                                     | Caractéristiques                                                                     | Caractéristiques                                                                     | Caractéristiques                                                                     | Caractéristiques                                                                     | Caractéristiques                                                                     |
| ADO 1 | Adour 1 | Adour 1                                                                              | Adour 1                                                                              | Adour 1                                                                              | Adour 1                                                                              | Adour 1                                                                              | Adour 1                                                                              | Adour 1                                                                              | Adour 1                                                                              |
| ADO 1 | Bayonne — Hotel de Ville de Bayonne ⥋ Boucau — Cale du Boucau / Anglet — Brise Lames                               | Bayonne — Hotel de Ville de Bayonne ⥋ Boucau — Cale du Boucau / Anglet — Brise Lames | Bayonne — Hotel de Ville de Bayonne ⥋ Boucau — Cale du Boucau / Anglet — Brise Lames | Bayonne — Hotel de Ville de Bayonne ⥋ Boucau — Cale du Boucau / Anglet — Brise Lames | Bayonne — Hotel de Ville de Bayonne ⥋ Boucau — Cale du Boucau / Anglet — Brise Lames | Bayonne — Hotel de Ville de Bayonne ⥋ Boucau — Cale du Boucau / Anglet — Brise Lames | Bayonne — Hotel de Ville de Bayonne ⥋ Boucau — Cale du Boucau / Anglet — Brise Lames | Bayonne — Hotel de Ville de Bayonne ⥋ Boucau — Cale du Boucau / Anglet — Brise Lames | Bayonne — Hotel de Ville de Bayonne ⥋ Boucau — Cale du Boucau / Anglet — Brise Lames |
| ----- | --- | ------------------------------------------------------------------------------------ | ------------------------------------------------------------------------------------ | ------------------------------------------------------------------------------------ | ------------------------------------------------------------------------------------ | ------------------------------------------------------------------------------------ | ------------------------------------------------------------------------------------ | ------------------------------------------------------------------------------------ | ------------------------------------------------------------------------------------ |
| ADO 1 | Ouverture / Fermeture 2 septembre 2019 / —                                                                         | Longueur —                                                                           | Durée 17 / 28 min                                                                    | Nb. d’arrêts 3 / 4                                                                   | Matériel bateau                                                                      | Jours de fonctionnement L, Ma, Me, J, V, S, D                                        | Jour / Soir / Nuit / Fêtes O / N / N / O                                             | Voy. / an —                                                                          | Exploitant KCBA                                                                      |
| ADO 1 | Desserte : - Villes et lieux desservis : - Gare(s) desservie(s) :                                                  |                                                                                      |                                                                                      |                                                                                      |                                                                                      |                                                                                      |                                                                                      |                                                                                      |                                                                                      |
| ADO 1 | Autre : - Arrêts non accessibles aux UFR : — - Particularités : - Date de dernière mise à jour : 2 septembre 2019. |                                                                                      |                                                                                      |                                                                                      |                                                                                      |                                                                                      |                                                                                      |                                                                                      |                                                                                      |
| ADO 1 | Dernière actualisation : —                                                                                         |                                                                                      |                                                                                      |                                                                                      |                                                                                      |                                                                                      |                                                                                      |                                                                                      |                                                                                      |

#### Navettes gratuites
| Ligne | Caractéristiques | Caractéristiques                                            | Caractéristiques                                            | Caractéristiques                                            | Caractéristiques                                            | Caractéristiques                                            | Caractéristiques                                            | Caractéristiques                                            | Caractéristiques                                            |
| N1    | Bayonne — Mairie de Bayonne ⥋ Bayonne — Glain | Bayonne — Mairie de Bayonne ⥋ Bayonne — Glain               | Bayonne — Mairie de Bayonne ⥋ Bayonne — Glain               | Bayonne — Mairie de Bayonne ⥋ Bayonne — Glain               | Bayonne — Mairie de Bayonne ⥋ Bayonne — Glain               | Bayonne — Mairie de Bayonne ⥋ Bayonne — Glain               | Bayonne — Mairie de Bayonne ⥋ Bayonne — Glain               | Bayonne — Mairie de Bayonne ⥋ Bayonne — Glain               | Bayonne — Mairie de Bayonne ⥋ Bayonne — Glain               |
| ----- | --- | ----------------------------------------------------------- | ----------------------------------------------------------- | ----------------------------------------------------------- | ----------------------------------------------------------- | ----------------------------------------------------------- | ----------------------------------------------------------- | ----------------------------------------------------------- | ----------------------------------------------------------- |
| N1    | Ouverture / Fermeture 30 août 2021 / — | Longueur —                                                  | Durée —                                                     | Nb. d’arrêts —                                              | Matériel Minibus                                            | Jours de fonctionnement L, Ma, Me, J, V, S                  | Jour / Soir / Nuit / Fêtes O / N / N / N                    | Voy. / an —                                                 | Exploitant KCBA                                             |
| N1    | Desserte : - Villes et lieux desservis : Bayonne (Bayonne Mairie, Pont Mayou, Halles, Cathédrale, Pannecau, Eglise Saint-André, Les Musées, Sainte-Claire, Conseil Départemental, Glain) - Gare(s) desservie(s) : - |                                                             |                                                             |                                                             |                                                             |                                                             |                                                             |                                                             |                                                             |
| N1    | Autre : - Arrêts non accessibles aux UFR : — - Particularités : Navette gratuite, desservant le centre-ville de Bayonne et reliant entre eux les différents parkings. - Date de dernière mise à jour : 25 août 2021. |                                                             |                                                             |                                                             |                                                             |                                                             |                                                             |                                                             |                                                             |
| N1    | Dernière actualisation : — |                                                             |                                                             |                                                             |                                                             |                                                             |                                                             |                                                             |                                                             |
| N2    | Bayonne — Quartier Arènes ⥋ Bayonne — Quartier Saint-Esprit | Bayonne — Quartier Arènes ⥋ Bayonne — Quartier Saint-Esprit | Bayonne — Quartier Arènes ⥋ Bayonne — Quartier Saint-Esprit | Bayonne — Quartier Arènes ⥋ Bayonne — Quartier Saint-Esprit | Bayonne — Quartier Arènes ⥋ Bayonne — Quartier Saint-Esprit | Bayonne — Quartier Arènes ⥋ Bayonne — Quartier Saint-Esprit | Bayonne — Quartier Arènes ⥋ Bayonne — Quartier Saint-Esprit | Bayonne — Quartier Arènes ⥋ Bayonne — Quartier Saint-Esprit | Bayonne — Quartier Arènes ⥋ Bayonne — Quartier Saint-Esprit |
| N2    | Ouverture / Fermeture — / — | Longueur —                                                  | Durée —                                                     | Nb. d’arrêts —                                              | Matériel Minibus                                            | Jours de fonctionnement L, Ma, Me, J, V, S                  | Jour / Soir / Nuit / Fêtes O / N / N / N                    | Voy. / an —                                                 | Exploitant —                                                |
| N2    | Desserte : - Villes et lieux desservis : Bayonne - Gare(s) desservie(s) : - |                                                             |                                                             |                                                             |                                                             |                                                             |                                                             |                                                             |                                                             |
| N2    | Autre : - Arrêts non accessibles aux UFR : — - Particularités : — - Date de dernière mise à jour : 25 août 2021. |                                                             |                                                             |                                                             |                                                             |                                                             |                                                             |                                                             |                                                             |
| N2    | Dernière actualisation : — |                                                             |                                                             |                                                             |                                                             |                                                             |                                                             |                                                             |                                                             |
| N3    | Bayonne — Château Vieux ⥋ Bayonne — Tour de Sault | Bayonne — Château Vieux ⥋ Bayonne — Tour de Sault           | Bayonne — Château Vieux ⥋ Bayonne — Tour de Sault           | Bayonne — Château Vieux ⥋ Bayonne — Tour de Sault           | Bayonne — Château Vieux ⥋ Bayonne — Tour de Sault           | Bayonne — Château Vieux ⥋ Bayonne — Tour de Sault           | Bayonne — Château Vieux ⥋ Bayonne — Tour de Sault           | Bayonne — Château Vieux ⥋ Bayonne — Tour de Sault           | Bayonne — Château Vieux ⥋ Bayonne — Tour de Sault           |
| N3    | Ouverture / Fermeture 30 août 2021 / — | Longueur —                                                  | Durée —                                                     | Nb. d’arrêts 19                                             | Matériel Minibus                                            | Jours de fonctionnement L, Ma, Me, J, V, S                  | Jour / Soir / Nuit / Fêtes O / N / N / N                    | Voy. / an —                                                 | Exploitant KCBA                                             |
| N3    | Desserte : - Villes et lieux desservis : Bayonne (Porte d'Espagne, Champ de Foire, Glacis, Paulmy, Poterne, Jardin Botanique, Château Vieux) - Gare(s) desservie(s) : - |                                                             |                                                             |                                                             |                                                             |                                                             |                                                             |                                                             |                                                             |
| N3    | Autre : - Arrêts non accessibles aux UFR : — - Particularités : Navette gratuite, desservant le centre-ville de Bayonne et reliant entre eux les différents parkings. - Date de dernière mise à jour : 25 août 2021. |                                                             |                                                             |                                                             |                                                             |                                                             |                                                             |                                                             |                                                             |
| N3    | Dernière actualisation : — |                                                             |                                                             |                                                             |                                                             |                                                             |                                                             |                                                             |                                                             |
| N6    | Bayonne — P+R Floride ⥋ Bayonne — Hôpital | Bayonne — P+R Floride ⥋ Bayonne — Hôpital                   | Bayonne — P+R Floride ⥋ Bayonne — Hôpital                   | Bayonne — P+R Floride ⥋ Bayonne — Hôpital                   | Bayonne — P+R Floride ⥋ Bayonne — Hôpital                   | Bayonne — P+R Floride ⥋ Bayonne — Hôpital                   | Bayonne — P+R Floride ⥋ Bayonne — Hôpital                   | Bayonne — P+R Floride ⥋ Bayonne — Hôpital                   | Bayonne — P+R Floride ⥋ Bayonne — Hôpital                   |
| N6    | Ouverture / Fermeture 4 janvier 2010 / — | Longueur —                                                  | Durée —                                                     | Nb. d’arrêts 3                                              | Matériel Minibus                                            | Jours de fonctionnement L, Ma, Me, J, V, S                  | Jour / Soir / Nuit / Fêtes O / O / N / N                    | Voy. / an —                                                 | Exploitant Sarro                                            |
| N6    | Desserte : - Villes et lieux desservis : Bayonne (P+R Floride, Cassin, Hôpital) - Gare(s) desservie(s) : - |                                                             |                                                             |                                                             |                                                             |                                                             |                                                             |                                                             |                                                             |
| N6    | Autre : - Arrêts non accessibles aux UFR : — - Particularités : Navette gratuite. - Date de dernière mise à jour : 25 août 2021. |                                                             |                                                             |                                                             |                                                             |                                                             |                                                             |                                                             |                                                             |
| N6    | Dernière actualisation : — |                                                             |                                                             |                                                             |                                                             |                                                             |                                                             |                                                             |                                                             |
| N11   | Biarritz — Saint-Charles ⥋ Biarritz — Milady | Biarritz — Saint-Charles ⥋ Biarritz — Milady                | Biarritz — Saint-Charles ⥋ Biarritz — Milady                | Biarritz — Saint-Charles ⥋ Biarritz — Milady                | Biarritz — Saint-Charles ⥋ Biarritz — Milady                | Biarritz — Saint-Charles ⥋ Biarritz — Milady                | Biarritz — Saint-Charles ⥋ Biarritz — Milady                | Biarritz — Saint-Charles ⥋ Biarritz — Milady                | Biarritz — Saint-Charles ⥋ Biarritz — Milady                |
| N11   | Ouverture / Fermeture 19 novembre 2012 / — | Longueur —                                                  | Durée —                                                     | Nb. d’arrêts 13                                             | Matériel Minibus                                            | Jours de fonctionnement L, Ma, Me, J, V, S                  | Jour / Soir / Nuit / Fêtes O / N / N / N                    | Voy. / an —                                                 | Exploitant KCBA                                             |
| N11   | Desserte : - Villes et lieux desservis : Biarritz (Saint-Charles, Alsace, Sarasate, Miramar, Le Palais, Pellot, Continenatl, Biarritz Mairie, Parking Bellevue, Gambetta, Croix des Champs, Victor Hugo, Jardin Public - Gare du Midi, Larralde, Héliante, Squarre Lassalle, Labordotte, Beaurivage, Madrid Milady, Thermes Marins) - Gare(s) desservie(s) : -                                                              |                                                             |                                                             |                                                             |                                                             |                                                             |                                                             |                                                             |                                                             |
| N11   | Autre : - Arrêts non accessibles aux UFR : — - Particularités : Navette gratuite, desservant le centre-ville, le quartier Saint-Charles, le quartier Milady et reliant entre eux différents parkings. - Date de dernière mise à jour : 25 août 2021. |                                                             |                                                             |                                                             |                                                             |                                                             |                                                             |                                                             |                                                             |
| N11   | Dernière actualisation : — |                                                             |                                                             |                                                             |                                                             |                                                             |                                                             |                                                             |                                                             |
| N     | Navette Centre-Ville | Navette Centre-Ville                                        | Navette Centre-Ville                                        | Navette Centre-Ville                                        | Navette Centre-Ville                                        | Navette Centre-Ville                                        | Navette Centre-Ville                                        | Navette Centre-Ville                                        | Navette Centre-Ville                                        |
| N     | (circulaire) Biarritz — Chélitz ⥋ Biarritz — Chélitz |                                                             |                                                             |                                                             |                                                             |                                                             |                                                             |                                                             |                                                             |
| N     | Ouverture / Fermeture 31 janvier 2011 / — | Longueur —                                                  | Durée —                                                     | Nb. d’arrêts 20                                             | Matériel Minibus                                            | Jours de fonctionnement L, Ma, Me, J, V, S                  | Jour / Soir / Nuit / Fêtes O / N / N / N                    | Voy. / an —                                                 | Exploitant KCBA                                             |
| N     | Desserte : - Villes et lieux desservis : Biarritz (Chélitz, Etche Churria, Super Privé, O'Shea, Fourquet, Serrano, Park - Larrivière, Frias - Médiathèque, Verdun, Biarritz Mairie, Clemenceau Parking, La Poste, Les Halles, Bellevue Parking, Gambetta, Hélianthe, Croix des Champs, Victor Hugo, Jardin Public - Gare du Midi, Jaurès - Foch, Parking Gare du Midi, Parking Floquet, Chélitz) - Gare(s) desservie(s) : - |                                                             |                                                             |                                                             |                                                             |                                                             |                                                             |                                                             |                                                             |
| N     | Autre : - Arrêts non accessibles aux UFR : — - Particularités : Navette gratuite, desservant le centre-ville de Biarritz et reliant entre eux les différents parkings. - Date de dernière mise à jour : 16 juillet 2015. |                                                             |                                                             |                                                             |                                                             |                                                             |                                                             |                                                             |                                                             |
| N     | Dernière actualisation : — |                                                             |                                                             |                                                             |                                                             |                                                             |                                                             |                                                             |                                                             |
| N     | Navette Quintaou | Navette Quintaou                                            | Navette Quintaou                                            | Navette Quintaou                                            | Navette Quintaou                                            | Navette Quintaou                                            | Navette Quintaou                                            | Navette Quintaou                                            | Navette Quintaou                                            |
| N     | Anglet — Décathlon ⥋ Anglet — Parking Relais Minerva |                                                             |                                                             |                                                             |                                                             |                                                             |                                                             |                                                             |                                                             |
| N     | Ouverture / Fermeture 18 mars 2012 / — | Longueur —                                                  | Durée 10 min                                                | Nb. d’arrêts 7                                              | Matériel Minibus                                            | Jours de fonctionnement J, D                                | Jour / Soir / Nuit / Fêtes O / N / N / N                    | Voy. / an —                                                 | Exploitant KCBA                                             |
| N     | Desserte : - Villes et lieux desservis : Anglet (Anglet - Décathlon, Monciné, Ker Maria, Marché Quintaou, Bernain, Minerva, Anglet - Parking Relais Minerva) - Gare(s) desservie(s) : - |                                                             |                                                             |                                                             |                                                             |                                                             |                                                             |                                                             |                                                             |
| N     | Autre : - Arrêts non accessibles aux UFR : — - Particularités : Navette gratuite fonctionnant le jeudi et dimanche de 10h à 13h toutes les 10 minutes. - Date de dernière mise à jour : 16 juillet 2015. |                                                             |                                                             |                                                             |                                                             |                                                             |                                                             |                                                             |                                                             |
| N     | Dernière actualisation : — |                                                             |                                                             |                                                             |                                                             |                                                             |                                                             |                                                             |                                                             |

#### Lignes estivales
| Ligne | Caractéristiques | Caractéristiques                                       | Caractéristiques                                       | Caractéristiques                                       | Caractéristiques                                       | Caractéristiques                                       | Caractéristiques                                       | Caractéristiques                                       | Caractéristiques                                       |
| 7     | Biarritz — Mairie de Biarritz ⥋ Biarritz — Halle Iraty | Biarritz — Mairie de Biarritz ⥋ Biarritz — Halle Iraty | Biarritz — Mairie de Biarritz ⥋ Biarritz — Halle Iraty | Biarritz — Mairie de Biarritz ⥋ Biarritz — Halle Iraty | Biarritz — Mairie de Biarritz ⥋ Biarritz — Halle Iraty | Biarritz — Mairie de Biarritz ⥋ Biarritz — Halle Iraty | Biarritz — Mairie de Biarritz ⥋ Biarritz — Halle Iraty | Biarritz — Mairie de Biarritz ⥋ Biarritz — Halle Iraty | Biarritz — Mairie de Biarritz ⥋ Biarritz — Halle Iraty |
| ----- | --- | ------------------------------------------------------ | ------------------------------------------------------ | ------------------------------------------------------ | ------------------------------------------------------ | ------------------------------------------------------ | ------------------------------------------------------ | ------------------------------------------------------ | ------------------------------------------------------ |
| 7     | Ouverture / Fermeture juillet 2021 / — | Longueur —                                             | Durée 10 min                                           | Nb. d’arrêts 4                                         | Matériel Minibus                                       | Jours de fonctionnement L, Ma, Me, J, V, S, D          | Jour / Soir / Nuit / Fêtes O / O / N / O               | Voy. / an —                                            | Exploitant —                                           |
| 7     | Desserte : - Villes et lieux desservis : Biarritz - Gare(s) desservie(s) : - |                                                        |                                                        |                                                        |                                                        |                                                        |                                                        |                                                        |                                                        |
| 7     | Autre : - Arrêts non accessibles aux UFR : — - Particularités : Ligne fonctionnant tous les jours du 28 juin au 30 août de 8h45 à 0h20 environ. - Date de dernière mise à jour : 25 août 2021. |                                                        |                                                        |                                                        |                                                        |                                                        |                                                        |                                                        |                                                        |
| 7     | Dernière actualisation : — |                                                        |                                                        |                                                        |                                                        |                                                        |                                                        |                                                        |                                                        |
| N13   | Biarritz — Lichtenberger ⥋ Biarritz — Côte des Basques | Biarritz — Lichtenberger ⥋ Biarritz — Côte des Basques | Biarritz — Lichtenberger ⥋ Biarritz — Côte des Basques | Biarritz — Lichtenberger ⥋ Biarritz — Côte des Basques | Biarritz — Lichtenberger ⥋ Biarritz — Côte des Basques | Biarritz — Lichtenberger ⥋ Biarritz — Côte des Basques | Biarritz — Lichtenberger ⥋ Biarritz — Côte des Basques | Biarritz — Lichtenberger ⥋ Biarritz — Côte des Basques | Biarritz — Lichtenberger ⥋ Biarritz — Côte des Basques |
| N13   | Ouverture / Fermeture juillet 2011 / — | Longueur —                                             | Durée —                                                | Nb. d’arrêts 5                                         | Matériel —                                             | Jours de fonctionnement L, Ma, Me, J, V, S, D          | Jour / Soir / Nuit / Fêtes O / N / N / O               | Voy. / an —                                            | Exploitant Sarro                                       |
| N13   | Desserte : - Villes et lieux desservis : Biarritz (Hélianthe, Perspective, Port-Vieux, Côte des Basques) - Gare(s) desservie(s) : - |                                                        |                                                        |                                                        |                                                        |                                                        |                                                        |                                                        |                                                        |
| N13   | Autre : - Arrêts non accessibles aux UFR : — - Particularités : Navette gratuite, fonctionnant tous les jours du 28 juin au 30 août, les samedis, dimanches, jours fériés entre le 25 avril et le 27 juin et entre le 05 et 27 septembre de 10h à 20h toutes les 15 minutes. - Date de dernière mise à jour : 25 août 2021. |                                                        |                                                        |                                                        |                                                        |                                                        |                                                        |                                                        |                                                        |
| N13   | Dernière actualisation : — |                                                        |                                                        |                                                        |                                                        |                                                        |                                                        |                                                        |                                                        |
| N20   | Océane | Océane                                                 | Océane                                                 | Océane                                                 | Océane                                                 | Océane                                                 | Océane                                                 | Océane                                                 | Océane                                                 |
| N20   | Anglet — Parc Relais Minerva ⥋ Anglet — Sables d'Or |                                                        |                                                        |                                                        |                                                        |                                                        |                                                        |                                                        |                                                        |
| N20   | Ouverture / Fermeture juillet 2011 / — | Longueur —                                             | Durée —                                                | Nb. d’arrêts 19                                        | Matériel Standards Midibus                             | Jours de fonctionnement L, Ma, Me, J, V, S, D          | Jour / Soir / Nuit / Fêtes O / N / N / O               | Voy. / an —                                            | Exploitant KCBA                                        |
| N20   | Desserte : - Villes et lieux desservis : Anglet (Parc Relais Minerva, Maison pour Tous, Anglet Mairie, Louillot, Lacoste, Mégnin, Pêcheurs, 5 Cantons, Place leclerc, Stella Maris, Douanes, Avenue de la Forêt, La Madrague, Les Corsaires, Sables d'Or) - Gare(s) desservie(s) : -                                        |                                                        |                                                        |                                                        |                                                        |                                                        |                                                        |                                                        |                                                        |
| N20   | Autre : - Arrêts non accessibles aux UFR : — - Particularités : Navette gratuite, circulant en juillet et août assurant la desserte des plages d'Anglet. - Date de dernière mise à jour : 25 août 2021. |                                                        |                                                        |                                                        |                                                        |                                                        |                                                        |                                                        |                                                        |
| N20   | Dernière actualisation : — |                                                        |                                                        |                                                        |                                                        |                                                        |                                                        |                                                        |                                                        |

#### Le transport à la demande

##### AccéOplus

AcceOplus permet aux personnes à mobilité réduite (PMR) de se déplacer toute l'année sur le territoire des 7 communes du STACBA (Anglet, Bayonne, Biarritz, Bidart, Boucau, Saint Pierre d'Irube, Tarnos).
Le transport est effectué d'arrêt à arrêt ou de porte à porte selon les cas, mais sans accompagnement.
Le service fonctionne du lundi au samedi de 7h30 à 19h30 ainsi que les dimanches et jours fériés (hors 1er mai) de 9h à 19h.

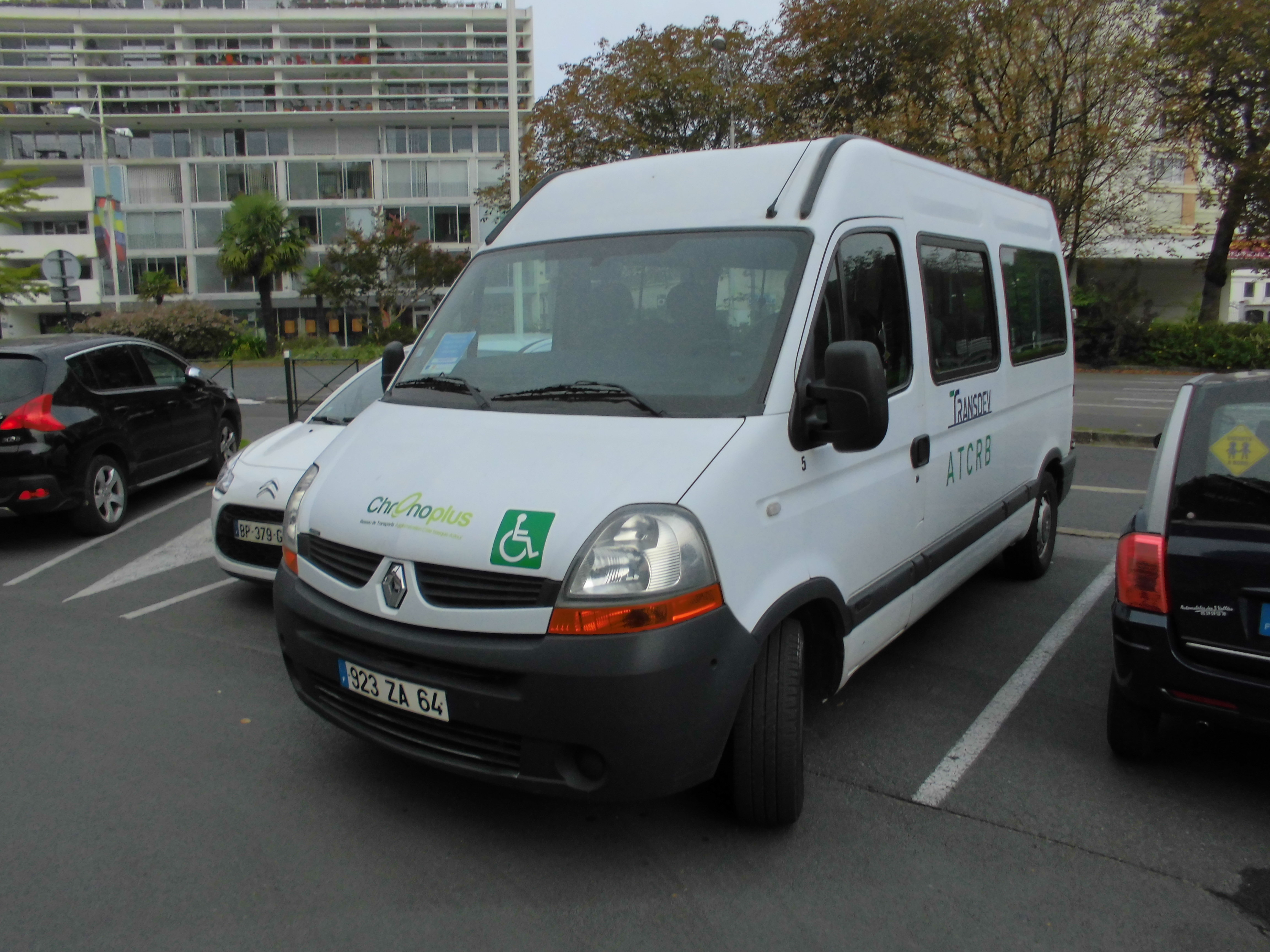
Service PMR

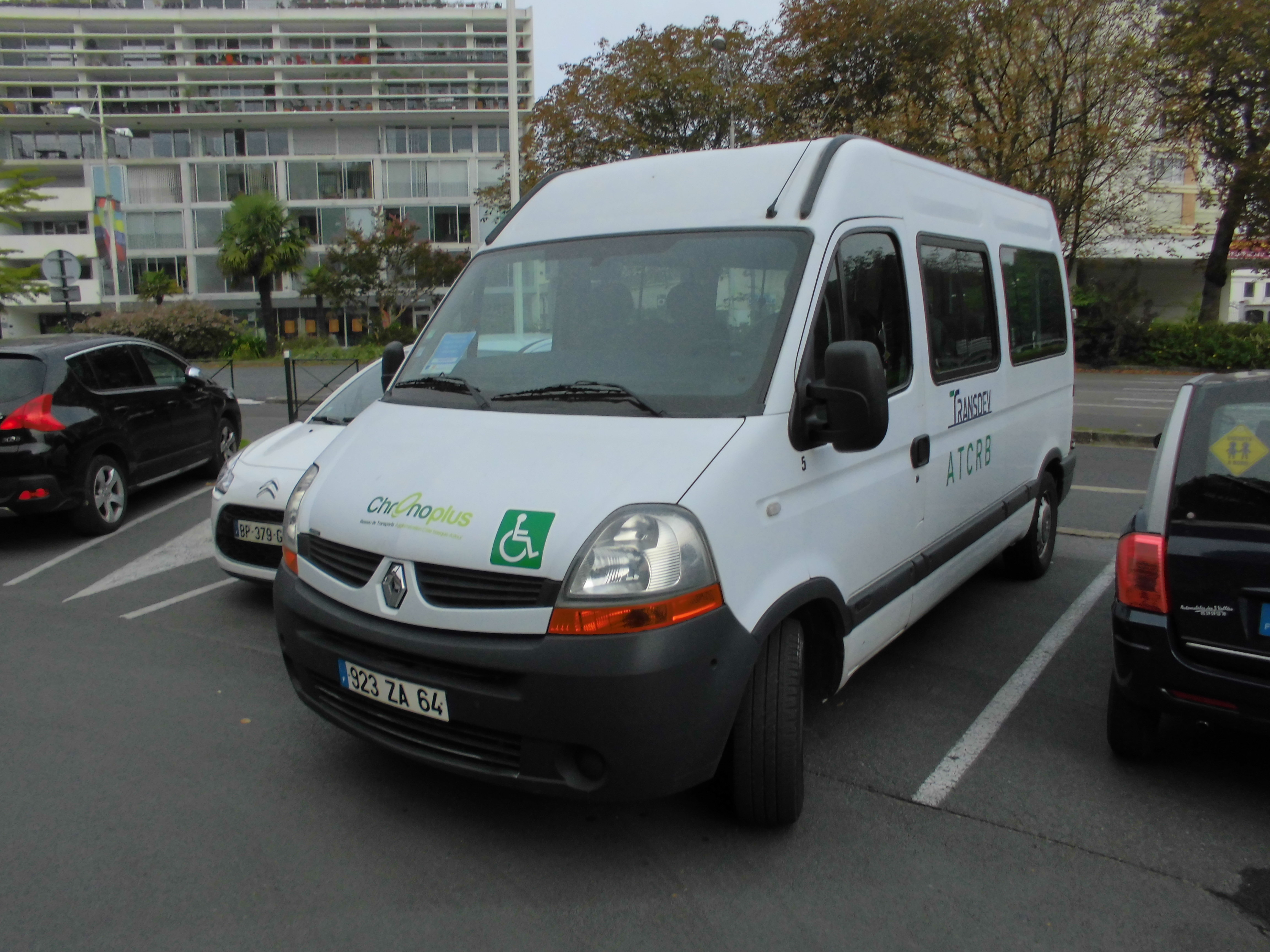
Service PMR

##### Flexo
En correspondance avec la ligne nocturne N/Noctoplus, un véhicule attend les passagers aux arrêts "Bayonne Mairie" et "Anglet L'Union". En montant l'usager s'acquitte du titre de transport, indique sa destination et le conducteur construit l’itinéraire le plus rapide en fonction des demandes.  Le service fonctionne uniquement l'été de 23h00 à 05h00.
- Depuis Bayonne Mairie 
  - Flexo Bleu (Boucau - Tarnos)
  - Flexo Vert (St Esprit, Ste Croix, Hauts de Bayonne, Sainsontan, Arrousets, Séqué, Cam de Prats, St Pierre d’Irube)
- Depuis Anglet L'Union
  - Flexo Rouge (Anglet)

#### Le réseau «Bus des Fêtes»
Le réseau "Bus des Fêtes" fonctionne pendant la période des Fêtes de Bayonne uniquement le soir entre 20h30 et 04h00. Les lignes numérotées de 20 à 27 desservent les principaux lieux de l'agglomération vers la place des Basques, la gare routière durant cette période.
Les tarifs en 2015 sont de 6 € pour un aller / retour et de 4 € pour un trajet simple.

#### Lignes scolaires
Le réseau scolaire a été modifié en même temps que le réseau régulier. De manière provisoire, les services scolaires ont été assurés par des services spéciaux sur les lignes B, C, 6, 7 et 10 jusqu'au vacances d'été 2011.
Depuis le 5 septembre 2011, un nouveau réseau de lignes scolaires a été mis en place, composé de 12 lignes ayant chacune des trajets allers et retour et ayant des horaires adaptés aux horaires d'entrée et de sortie des établissements desservis.

### Anciennes lignes (avant le 2 septembre 2019)

#### Lignes principales
Au nombre de quatre (A1, A2, B et C), elles desservent les lieux les plus importants de l'agglomération.
| Ligne | Caractéristiques | Caractéristiques                                                                      | Caractéristiques                                                                      | Caractéristiques                                                                      | Caractéristiques                                                                      | Caractéristiques                                                                      | Caractéristiques                                                                      | Caractéristiques                                                                      | Caractéristiques                                                                      |
| A1    | Bayonne — Navarre ⥋ Biarritz — Biarritz Mairie | Bayonne — Navarre ⥋ Biarritz — Biarritz Mairie                                        | Bayonne — Navarre ⥋ Biarritz — Biarritz Mairie                                        | Bayonne — Navarre ⥋ Biarritz — Biarritz Mairie                                        | Bayonne — Navarre ⥋ Biarritz — Biarritz Mairie                                        | Bayonne — Navarre ⥋ Biarritz — Biarritz Mairie                                        | Bayonne — Navarre ⥋ Biarritz — Biarritz Mairie                                        | Bayonne — Navarre ⥋ Biarritz — Biarritz Mairie                                        | Bayonne — Navarre ⥋ Biarritz — Biarritz Mairie                                        |
| ----- | --- | ------------------------------------------------------------------------------------- | ------------------------------------------------------------------------------------- | ------------------------------------------------------------------------------------- | ------------------------------------------------------------------------------------- | ------------------------------------------------------------------------------------- | ------------------------------------------------------------------------------------- | ------------------------------------------------------------------------------------- | ------------------------------------------------------------------------------------- |
| A1    | Ouverture / Fermeture 31 janvier 2011 / 1er septembre 2019 | Longueur —                                                                            | Durée 49 min                                                                          | Nb. d’arrêts 41                                                                       | Matériel Standards                                                                    | Jours de fonctionnement L, Ma, Me, J, V, S, D                                         | Jour / Soir / Nuit / Fêtes O / N / N / O                                              | Voy. / an —                                                                           | Exploitant KCBA                                                                       |
| A1    | Desserte : - Villes et lieux desservis : Bayonne (Navarre, Plein Ciel, Centre Médical, Mounédé, Caradoc, Les Tourettes, Gare SNCF, Echauguette, Mairie, Sous-Préfecture, Place des Basques, Colbert, Balichon, Sabalce), Anglet (Forum, Carrefour Anglet, BAB 2, Elkar, Mercure, L'Union, Lembeye, Bernain, Anglet Centre, Anglet Saint-Jean, Cazaux), Biarritz (Parc d'Hiver, Aguiléra, Lebas, Aillet, Thermes, Saint-Charles, Continental,) - Gare(s) desservie(s) : Gare de Bayonne |                                                                                       |                                                                                       |                                                                                       |                                                                                       |                                                                                       |                                                                                       |                                                                                       |                                                                                       |
| A1    | Autre : - Arrêts non accessibles aux UFR : — - Particularités : - Date de dernière mise à jour : 1er septembre 2019. |                                                                                       |                                                                                       |                                                                                       |                                                                                       |                                                                                       |                                                                                       |                                                                                       |                                                                                       |

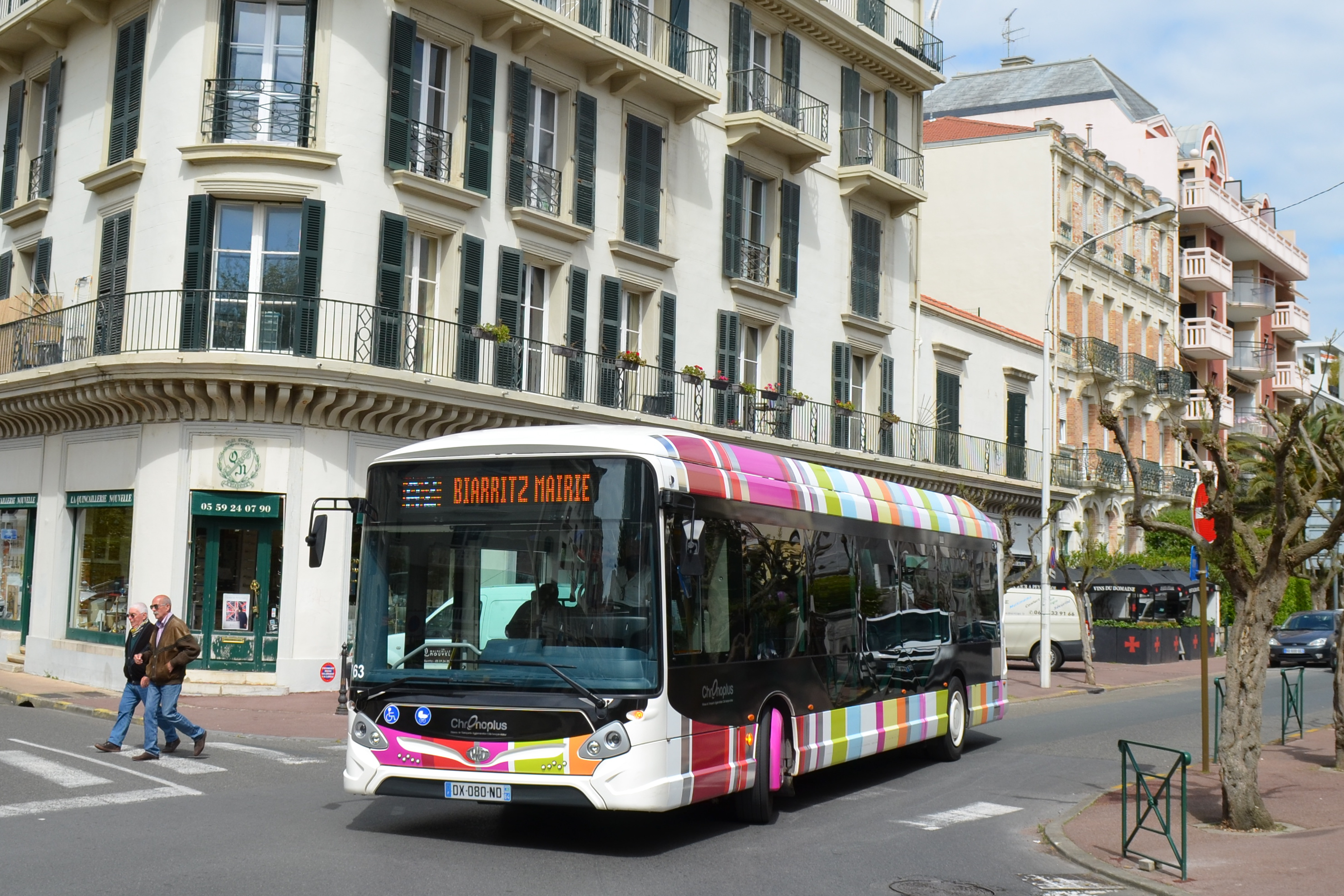
Ligne A2

| A1    | Dernière actualisation : — |                                                                                       |                                                                                       |                                                                                       |                                                                                       |                                                                                       |                                                                                       |                                                                                       |                                                                                       |
| A2    | Bayonne — Sainsontan ⥋ Biarritz — Biarritz Mairie | Bayonne — Sainsontan ⥋ Biarritz — Biarritz Mairie                                     | Bayonne — Sainsontan ⥋ Biarritz — Biarritz Mairie                                     | Bayonne — Sainsontan ⥋ Biarritz — Biarritz Mairie                                     | Bayonne — Sainsontan ⥋ Biarritz — Biarritz Mairie                                     | Bayonne — Sainsontan ⥋ Biarritz — Biarritz Mairie                                     | Bayonne — Sainsontan ⥋ Biarritz — Biarritz Mairie                                     | Bayonne — Sainsontan ⥋ Biarritz — Biarritz Mairie                                     | Bayonne — Sainsontan ⥋ Biarritz — Biarritz Mairie                                     |
| A2    | Ouverture / Fermeture 31 janvier 2011 / 1er septembre 2019 | Longueur —                                                                            | Durée 47 min                                                                          | Nb. d’arrêts 46                                                                       | Matériel Articulés Standards                                                          | Jours de fonctionnement L, Ma, Me, J, V, S, D                                         | Jour / Soir / Nuit / Fêtes O / N / N / O                                              | Voy. / an —                                                                           | Exploitant KCBA                                                                       |
| A2    | Desserte : - Villes et lieux desservis : Bayonne (Sainsontan, Habas La Plaine, Hourque de Hé, Saint-Etienne, 14 avril, Plein Ciel, Camus, Stade Didier Deschamps, Jean Jaurès, Jules Ferry, Alsce-Lorraine, Gare SNCF, Echauguette, Mairie, Place des Basques, Paulmy, SaintLéon, Lachepaillet, Marouette, Villa Pia, Beyris), Anglet (L'Union, Lembeye, Bernain, Anglet Centre, Anglet Saint-Jean, Cazaux), Biarritz (Parc d'Hiver, Aguiléra, Lebas, Aillet, Thermes, Saint-Charles, Continental,) - Gare(s) desservie(s) : Gare de Bayonne                                                     |                                                                                       |                                                                                       |                                                                                       |                                                                                       |                                                                                       |                                                                                       |                                                                                       |                                                                                       |
| A2    | Autre : - Arrêts non accessibles aux UFR : — - Particularités : - Date de dernière mise à jour : 1er septembre 2019. |                                                                                       |                                                                                       |                                                                                       |                                                                                       |                                                                                       |                                                                                       |                                                                                       |                                                                                       |
| A2    | Dernière actualisation : — |                                                                                       |                                                                                       |                                                                                       |                                                                                       |                                                                                       |                                                                                       |                                                                                       |                                                                                       |
| B     | Bayonne — Technocité ⥋ Tarnos — Femmes d'Un Siècle | Bayonne — Technocité ⥋ Tarnos — Femmes d'Un Siècle                                    | Bayonne — Technocité ⥋ Tarnos — Femmes d'Un Siècle                                    | Bayonne — Technocité ⥋ Tarnos — Femmes d'Un Siècle                                    | Bayonne — Technocité ⥋ Tarnos — Femmes d'Un Siècle                                    | Bayonne — Technocité ⥋ Tarnos — Femmes d'Un Siècle                                    | Bayonne — Technocité ⥋ Tarnos — Femmes d'Un Siècle                                    | Bayonne — Technocité ⥋ Tarnos — Femmes d'Un Siècle                                    | Bayonne — Technocité ⥋ Tarnos — Femmes d'Un Siècle                                    |
| B     | Ouverture / Fermeture 31 janvier 2011 / 1er septembre 2019 | Longueur —                                                                            | Durée 31 min                                                                          | Nb. d’arrêts 25                                                                       | Matériel Articulés Standards                                                          | Jours de fonctionnement L, Ma, Me, J, V, S, D                                         | Jour / Soir / Nuit / Fêtes O / N / N / O                                              | Voy. / an —                                                                           | Exploitant KCBA                                                                       |
| B     | Desserte : - Villes et lieux desservis : Bayonne (Technocité, E.D.F., Panorama, Marracq, Lycée, Hôpital, Saint-Léon, Paulmy, Place des Basques, Mairie, Echauguette, Gare SNCF, Les Tourettes, Citadelle, Matras, Camayou, Côte du Moulin), Tarnos (Centre Commercial l'Océan, Mora De Gaulle, Clair de Lune, Mairie, La Poste, Femmes d'Un Siècle) - Gare(s) desservie(s) : Gare de Bayonne |                                                                                       |                                                                                       |                                                                                       |                                                                                       |                                                                                       |                                                                                       |                                                                                       |                                                                                       |
| B     | Autre : - Arrêts non accessibles aux UFR : — - Particularités : - Date de dernière mise à jour : 1er septembre 2019. |                                                                                       |                                                                                       |                                                                                       |                                                                                       |                                                                                       |                                                                                       |                                                                                       |                                                                                       |
| B     | Dernière actualisation : — |                                                                                       |                                                                                       |                                                                                       |                                                                                       |                                                                                       |                                                                                       |                                                                                       |                                                                                       |
| C     | Bidart — Izarbel / Uhabia ⥋ Saint-Pierre-d'Irube — Centre Commercial Ametzondo (IKEA) | Bidart — Izarbel / Uhabia ⥋ Saint-Pierre-d'Irube — Centre Commercial Ametzondo (IKEA) | Bidart — Izarbel / Uhabia ⥋ Saint-Pierre-d'Irube — Centre Commercial Ametzondo (IKEA) | Bidart — Izarbel / Uhabia ⥋ Saint-Pierre-d'Irube — Centre Commercial Ametzondo (IKEA) | Bidart — Izarbel / Uhabia ⥋ Saint-Pierre-d'Irube — Centre Commercial Ametzondo (IKEA) | Bidart — Izarbel / Uhabia ⥋ Saint-Pierre-d'Irube — Centre Commercial Ametzondo (IKEA) | Bidart — Izarbel / Uhabia ⥋ Saint-Pierre-d'Irube — Centre Commercial Ametzondo (IKEA) | Bidart — Izarbel / Uhabia ⥋ Saint-Pierre-d'Irube — Centre Commercial Ametzondo (IKEA) | Bidart — Izarbel / Uhabia ⥋ Saint-Pierre-d'Irube — Centre Commercial Ametzondo (IKEA) |
| C     | Ouverture / Fermeture 31 janvier 2011 / 1er septembre 2019 | Longueur —                                                                            | Durée 59 min                                                                          | Nb. d’arrêts 50                                                                       | Matériel Standards Midibus                                                            | Jours de fonctionnement L, Ma, Me, J, V, S, D                                         | Jour / Soir / Nuit / Fêtes O / O / N / O                                              | Voy. / an —                                                                           | Exploitant KCBA                                                                       |
| C     | Desserte : - Villes et lieux desservis : Bidart (Izarbel), Antoine d'Abbadie, Uhabia, Plage, Eglise, Bide Artean, Chutiqueta, Barbarenia), Biarritz (Gare SNCF, Z.A. Iraty, Z.A. Biarritz, Mousse, Halle d'Iraty, Parme), Anglet (Aéroport, Galin, Anglet Centre, Bernain, Lembeye, L'Union), Bayonne (Beyris, Villa Pia, Marouette, Lachepaillet, Saint-Léon, Paulmy, Place des Basques, Mairie, Echauguette, Pouzac, Cam de Prats, Château d'Eau, Belharra), Saint-Pierre-d'Irube (Quiéta, La Perle, Dasbendia, Aturri, Centre Commercial Ametzondo) - Gare(s) desservie(s) : Gare de Biarritz |                                                                                       |                                                                                       |                                                                                       |                                                                                       |                                                                                       |                                                                                       |                                                                                       |                                                                                       |
| C     | Autre : - Arrêts non accessibles aux UFR : — - Particularités : Du lundi au samedi de 21h00 à 23h30, la ligne circule entre Bayonne mairie et le Centre Commercial Ametzondo (IKEA). - Date de dernière mise à jour : 1er septembre 2019. |                                                                                       |                                                                                       |                                                                                       |                                                                                       |                                                                                       |                                                                                       |                                                                                       |                                                                                       |
| C     | Dernière actualisation : — |                                                                                       |                                                                                       |                                                                                       |                                                                                       |                                                                                       |                                                                                       |                                                                                       |                                                                                       |

- Ligne A2

#### Lignes complémentaires
| Ligne | Caractéristiques | Caractéristiques | Caractéristiques | Caractéristiques | Caractéristiques | Caractéristiques | Caractéristiques | Caractéristiques | Caractéristiques |
| 4     | Anglet — Chambre d'Amour "(Période hiver) / Parc Relais Minerva (Période été) ⥋ Tarnos — Square Mora / Forges / Métro Plage "(période été)" | Anglet — Chambre d'Amour "(Période hiver) / Parc Relais Minerva (Période été) ⥋ Tarnos — Square Mora / Forges / Métro Plage "(période été)" | Anglet — Chambre d'Amour "(Période hiver) / Parc Relais Minerva (Période été) ⥋ Tarnos — Square Mora / Forges / Métro Plage "(période été)" | Anglet — Chambre d'Amour "(Période hiver) / Parc Relais Minerva (Période été) ⥋ Tarnos — Square Mora / Forges / Métro Plage "(période été)" | Anglet — Chambre d'Amour "(Période hiver) / Parc Relais Minerva (Période été) ⥋ Tarnos — Square Mora / Forges / Métro Plage "(période été)" | Anglet — Chambre d'Amour "(Période hiver) / Parc Relais Minerva (Période été) ⥋ Tarnos — Square Mora / Forges / Métro Plage "(période été)" | Anglet — Chambre d'Amour "(Période hiver) / Parc Relais Minerva (Période été) ⥋ Tarnos — Square Mora / Forges / Métro Plage "(période été)" | Anglet — Chambre d'Amour "(Période hiver) / Parc Relais Minerva (Période été) ⥋ Tarnos — Square Mora / Forges / Métro Plage "(période été)" | Anglet — Chambre d'Amour "(Période hiver) / Parc Relais Minerva (Période été) ⥋ Tarnos — Square Mora / Forges / Métro Plage "(période été)" |
| ----- | --- | --- | --- | --- | --- | --- | --- | --- | --- |
| 4     | Ouverture / Fermeture 31 janvier 2011 / 1er septembre 2019 | Longueur — | Durée 61 min | Nb. d’arrêts 68 | Matériel Standards Midibus | Jours de fonctionnement L, Ma, Me, J, V, S, D                                                                                               | Jour / Soir / Nuit / Fêtes O / N / N / O | Voy. / an — | Exploitant KCBA |
| 4     | Desserte : - Communes : Anglet, Bayonne, Boucau, Tarnos - Principaux arrêts desservis : Anglet - Plages • Cinq Cantons • Anglet Mairie • Cité U • Lycée • Saint-André • Bayonne Gare • Citadelle • Boucau Mairie • Boucau Gare • Tarnos - Square Mora • Tarnos - Forges | | | | | | | | |
| 4     | Autre : Durant la période estivale, la section entre Anglet - Plages et Anglet - Parc Relais Minerva est remplacée par la navette « L'Océane. - Date de dernière mise à jour : 1er septembre 2019. | | | | | | | | |
| 4     | Dernière actualisation : — | | | | | | | | |
| 5     | Bayonne —Place des Basques ⥋ Anglet — Chambre d'Amour (Période hiver) / La Barre (Période été) | Bayonne —Place des Basques ⥋ Anglet — Chambre d'Amour (Période hiver) / La Barre (Période été)                                              | Bayonne —Place des Basques ⥋ Anglet — Chambre d'Amour (Période hiver) / La Barre (Période été)                                              | Bayonne —Place des Basques ⥋ Anglet — Chambre d'Amour (Période hiver) / La Barre (Période été)                                              | Bayonne —Place des Basques ⥋ Anglet — Chambre d'Amour (Période hiver) / La Barre (Période été)                                              | Bayonne —Place des Basques ⥋ Anglet — Chambre d'Amour (Période hiver) / La Barre (Période été)                                              | Bayonne —Place des Basques ⥋ Anglet — Chambre d'Amour (Période hiver) / La Barre (Période été)                                              | Bayonne —Place des Basques ⥋ Anglet — Chambre d'Amour (Période hiver) / La Barre (Période été)                                              | Bayonne —Place des Basques ⥋ Anglet — Chambre d'Amour (Période hiver) / La Barre (Période été)                                              |
| 5     | Ouverture / Fermeture 31 janvier 2011 / 1er septembre 2019 | Longueur — | Durée 34 min | Nb. d’arrêts 32 à 39 | Matériel Standards Midibus | Jours de fonctionnement L, Ma, Me, J, V, S, D                                                                                               | Jour / Soir / Nuit / Fêtes O / N / N / O | Voy. / an — | Exploitant KCBA |
| 5     | Desserte : - Villes et lieux desservis : Bayonne ( Place des Basques, Paulmy, Tribunal, Capucins, Arènes, Les Pontôts, Forum, Carrefour Anglet), Anglet (Hardoy, Tivoli, Moussou, Lamouly, Acacias, Gougeard, Fine, Les Cigales, St Michel, Bellevue, Compagnons, Pignada, Portes, Ste Anne, Douanes, Chisdits, Auberge de Jeunesse, Fontaine Laborde, Marinella, Chambre d'Amour, Les Vagues, Marinella, Les Corsaires, La Madrague, Le Golf, Les Dunes, Les Cavaliers, Chiberta, La Barre) - Gare(s) desservie(s) : Gare de Bayonne | | | | | | | | |
| 5     | Autre : - Arrêts non accessibles aux UFR : — - Particularités : Les arrêts Forum et Carrefour Anglet ne sont pas desservis les dimanches et jours fériés. Les arrêts entre Les Vagues et La Barre ne sont desservis seulement pour la période été. - Date de dernière mise à jour : 1er septembre 2019. | | | | | | | | |
| 5     | Dernière actualisation : — | | | | | | | | |
| 6     | Anglet — La Barre (Période été) / Redon (Période hiver) ⥋ Anglet — Sutar / Trois Croix | Anglet — La Barre (Période été) / Redon (Période hiver) ⥋ Anglet — Sutar / Trois Croix                                                      | Anglet — La Barre (Période été) / Redon (Période hiver) ⥋ Anglet — Sutar / Trois Croix                                                      | Anglet — La Barre (Période été) / Redon (Période hiver) ⥋ Anglet — Sutar / Trois Croix                                                      | Anglet — La Barre (Période été) / Redon (Période hiver) ⥋ Anglet — Sutar / Trois Croix                                                      | Anglet — La Barre (Période été) / Redon (Période hiver) ⥋ Anglet — Sutar / Trois Croix                                                      | Anglet — La Barre (Période été) / Redon (Période hiver) ⥋ Anglet — Sutar / Trois Croix                                                      | Anglet — La Barre (Période été) / Redon (Période hiver) ⥋ Anglet — Sutar / Trois Croix                                                      | Anglet — La Barre (Période été) / Redon (Période hiver) ⥋ Anglet — Sutar / Trois Croix                                                      |
| 6     | Ouverture / Fermeture 31 janvier 2011 / 1er septembre 2019 | Longueur — | Durée 30 min | Nb. d’arrêts 37 à 42 | Matériel Midibus | Jours de fonctionnement L, Ma, Me, J, V, S                                                                                                  | Jour / Soir / Nuit / Fêtes O / N / N / N | Voy. / an — | Exploitant Keolis Pays Basque |
| 6     | Desserte : - Villes et lieux desservis : Anglet (La Barre, Sémaphore, Brise Lames, Port de Plaisance, Noroit, Lazaret, Redon, La Bécasse, Pibale,Blancpignon, Rénéric, Corderie, Montbrun, Lespes, Fine, Les Cigales, Camiade, Acacias, Renaut, Butte aux Cailles, Belle Marion, Pôle Solidarité, BAB 3000, Bois Belin, La Chêneraie, Courbois, Larrebat, El Hogar, Choisy, Place Lamothe, Endarra, Bernain, Minerva, Galois-Montaury, Muses, Artémis), Bayonne (Maignon, Technocité), Anglet (Sutar, Bordes, Hondritz, Camin, Juvigny) - Gare(s) desservie(s) : Gare de Bayonne | | | | | | | | |
| 6     | Autre : - Arrêts non accessibles aux UFR : — - Particularités : Les arrêts entre La Barre et Lazaret ne sont desservis seulement pour la période été. Les arrêts entre Bordes et Juvigny ne sont pas desservis pendant la période été. - Date de dernière mise à jour : 1er septembre 2019. | | | | | | | | |
| 6     | Dernière actualisation : — | | | | | | | | |
| 7     | Bayonne — Place des Basques ⥋ Tarnos — La Plaine | Bayonne — Place des Basques ⥋ Tarnos — La Plaine                                                                                            | Bayonne — Place des Basques ⥋ Tarnos — La Plaine                                                                                            | Bayonne — Place des Basques ⥋ Tarnos — La Plaine                                                                                            | Bayonne — Place des Basques ⥋ Tarnos — La Plaine                                                                                            | Bayonne — Place des Basques ⥋ Tarnos — La Plaine                                                                                            | Bayonne — Place des Basques ⥋ Tarnos — La Plaine                                                                                            | Bayonne — Place des Basques ⥋ Tarnos — La Plaine                                                                                            | Bayonne — Place des Basques ⥋ Tarnos — La Plaine                                                                                            |
| 7     | Ouverture / Fermeture 31 janvier 2011 / 1er septembre 2019 | Longueur — | Durée 25 min | Nb. d’arrêts 19 | Matériel Standards Midibus | Jours de fonctionnement L, Ma, Me, J, V, S                                                                                                  | Jour / Soir / Nuit / Fêtes O / N / N / N | Voy. / an — | Exploitant Le Basque bondissant |
| 7     | Desserte : - Villes et lieux desservis : Bayonne (Place des Basques, Mairie, Echauguette, Gare SNCF, Lesseps, Pont Grenet, Barrière SNCF Saint-Bernard, Sœurs Blanches, Chapelle Saint-Bernard, Pont Saint-Bernard, ), Boucau (Duprat, Bramarie, Péri Duvert), Tarnos (Mémorial, Pôle Bertin, Erables, Hugues, Lahoun, La Plaine) - Gare(s) desservie(s) : Gare de Bayonne | | | | | | | | |
| 7     | Autre : - Arrêts non accessibles aux UFR : — - Particularités : - Date de dernière mise à jour : 1er septembre 2019. | | | | | | | | |
| 7     | Dernière actualisation : — | | | | | | | | |
| 8     | Bayonne — Place des Basques ⥋ Biarritz — Gare / Bidart — Lore Landa - Izarbel | Bayonne — Place des Basques ⥋ Biarritz — Gare / Bidart — Lore Landa - Izarbel                                                               | Bayonne — Place des Basques ⥋ Biarritz — Gare / Bidart — Lore Landa - Izarbel                                                               | Bayonne — Place des Basques ⥋ Biarritz — Gare / Bidart — Lore Landa - Izarbel                                                               | Bayonne — Place des Basques ⥋ Biarritz — Gare / Bidart — Lore Landa - Izarbel                                                               | Bayonne — Place des Basques ⥋ Biarritz — Gare / Bidart — Lore Landa - Izarbel                                                               | Bayonne — Place des Basques ⥋ Biarritz — Gare / Bidart — Lore Landa - Izarbel                                                               | Bayonne — Place des Basques ⥋ Biarritz — Gare / Bidart — Lore Landa - Izarbel                                                               | Bayonne — Place des Basques ⥋ Biarritz — Gare / Bidart — Lore Landa - Izarbel                                                               |
| 8     | Ouverture / Fermeture 31 janvier 2011 / 1er septembre 2019 | Longueur — | Durée 55 min | Nb. d’arrêts 51 | Matériel Standards Midibus | Jours de fonctionnement L, Ma, Me, J, V, S, D                                                                                               | Jour / Soir / Nuit / Fêtes O / N / N / O | Voy. / an — | Exploitant KCBA |
| 8     | Desserte : - Villes et lieux desservis : Bayonne (Place des Basques, Colbert, Balichon, Sabalce, Passerelle, Barthes, Forum, Carrefour Anglet), Anglet (BAB2, Dous Bos, Numa, La Futaie, Courbois , La Chêneraie, Bois Belin, Loustalot, Gochoa, Pêcheur, Cinq Cantons, Grand Champ, Les 4 Cantons, La Rochefoucauld), Biarritz (Polyclinique, Sainte Madeleine, Cité Scolaire, Aillet, Thermes, Saint Charles, Continental, Mairie - Edouard 7, Mairie - Louis Barthou, Larralde, Foch, Jardin Public, Les Trois Fontaines, Saint Martin , Tamaris, Clos Saint Michel, Chevigné, Pétricot, Larrepunte, Notary, Larue Charlus, Francis Jammes, Bois de Boulogne, Gare, Harritx, Poutchinots, Labourd), Bidart (Lore Landa) - Gare(s) desservie(s) : Gare de Bayonne, Gare de Biarritz                                   | | | | | | | | |
| 8     | Autre : - Arrêts non accessibles aux UFR : — - Particularités : - Date de dernière mise à jour : 1er septembre 2019. | | | | | | | | |
| 8     | Dernière actualisation : — | | | | | | | | |
| 9     | Tarnos — Square Mora ⥋ Boucau — Centre commercial L'Océan | Tarnos — Square Mora ⥋ Boucau — Centre commercial L'Océan                                                                                   | Tarnos — Square Mora ⥋ Boucau — Centre commercial L'Océan                                                                                   | Tarnos — Square Mora ⥋ Boucau — Centre commercial L'Océan                                                                                   | Tarnos — Square Mora ⥋ Boucau — Centre commercial L'Océan                                                                                   | Tarnos — Square Mora ⥋ Boucau — Centre commercial L'Océan                                                                                   | Tarnos — Square Mora ⥋ Boucau — Centre commercial L'Océan                                                                                   | Tarnos — Square Mora ⥋ Boucau — Centre commercial L'Océan                                                                                   | Tarnos — Square Mora ⥋ Boucau — Centre commercial L'Océan                                                                                   |
| 9     | Ouverture / Fermeture 31 janvier 2011 / 1er septembre 2019 | Longueur — | Durée 23 min | Nb. d’arrêts 14 | Matériel Minibus | Jours de fonctionnement L, Ma, Me, J, V, S, D                                                                                               | Jour / Soir / Nuit / Fêtes O / N / N / O | Voy. / an — | Exploitant KCBA |
| 9     | Desserte : - Villes et lieux desservis : Tarnos (Square Mora, R. d'Espagne, Aygassot, Guyenne, Bigorre), Boucau (Pont Tardits, Bar Jean, Barthassot, Pitarré, Piquessary, Pastou, Monument aux Morts, Saint-André, Gare SNCF, Apollo, Mairie, Pont Neuf, Bois Guilhou, Mousserolles, Politzer, Esboucq, Vigo, La Pinède) - Gare(s) desservie(s) : Gare de Boucau | | | | | | | | |
| 9     | Autre : - Arrêts non accessibles aux UFR : — - Particularités : en boucle jusqu'en septembre 2015, la ligne est modifiée à cette date pour relier Tarnos Square Mora à Boucau La Pinède, avant de retrouver son terminal au centre commercial L'Océan le 9 novembre 2015. - Date de dernière mise à jour : 1er septembre 2019. | | | | | | | | |
| 9     | Dernière actualisation : — | | | | | | | | |
| 10    | Anglet — La Barre ⥋ Bayonne — Technocité / Biarritz - Gare ( Dimanche et jours fériés) | Anglet — La Barre ⥋ Bayonne — Technocité / Biarritz - Gare ( Dimanche et jours fériés)                                                      | Anglet — La Barre ⥋ Bayonne — Technocité / Biarritz - Gare ( Dimanche et jours fériés)                                                      | Anglet — La Barre ⥋ Bayonne — Technocité / Biarritz - Gare ( Dimanche et jours fériés)                                                      | Anglet — La Barre ⥋ Bayonne — Technocité / Biarritz - Gare ( Dimanche et jours fériés)                                                      | Anglet — La Barre ⥋ Bayonne — Technocité / Biarritz - Gare ( Dimanche et jours fériés)                                                      | Anglet — La Barre ⥋ Bayonne — Technocité / Biarritz - Gare ( Dimanche et jours fériés)                                                      | Anglet — La Barre ⥋ Bayonne — Technocité / Biarritz - Gare ( Dimanche et jours fériés)                                                      | Anglet — La Barre ⥋ Bayonne — Technocité / Biarritz - Gare ( Dimanche et jours fériés)                                                      |
| 10    | Ouverture / Fermeture 31 janvier 2011 / 1er septembre 2019 | Longueur — | Durée 49 min | Nb. d’arrêts 56 | Matériel Midibus | Jours de fonctionnement L, Ma, Me, J, V, S, D                                                                                               | Jour / Soir / Nuit / Fêtes O / N / N / O | Voy. / an — | Exploitant KCBA |
| 10    | Desserte : - Villes et lieux desservis : Anglet (La Barre, Chiberta, Les Cavaliers, Les Dune, Le Golf, La Madrague, Les Corsaires, Marinella, Chambre d'Amour, Les Vagues, Chapelle, Falaises, Mer et Golf), Biarritz (Golf , Trinquet du Golf, Sainte Madeleine, Domremy, Lahouze, Serrano, Park Larivière, Frias, Larralde, Clemenceau, Les Halles, Croix des Champs, Jardin Public, Mairie - Louis Barthou, Continental, Saint-Charles, Thermes, Aillet, Hélianthe, Square Lassalle, Labordotte, Beaurivage, Madrid-Milady, Thermes Marins, Cité de l'Océan, Camping, Harcet, Barchalot, Chasseriau, Fal, Bois de Boulogne, Gare, ZA Iraty, Z.A. Biarritz, Mousse, Halle Iraty), Anglet (Camping Parme, Urubeyti, Carrière, Bastié, Pitoys), Bayonne (Maignon, Technocité) - Gare(s) desservie(s) : Gare de Biarritz | | | | | | | | |
| 10    | Autre : - Arrêts non accessibles aux UFR : — - Particularités : - Date de dernière mise à jour : 1er septembre 2019. | | | | | | | | |
| 10    | Dernière actualisation : — | | | | | | | | |
| 11    | Bayonne — Ehpad/ Navarre ⥋ Anglet — La Barre | Bayonne — Ehpad/ Navarre ⥋ Anglet — La Barre                                                                                                | Bayonne — Ehpad/ Navarre ⥋ Anglet — La Barre                                                                                                | Bayonne — Ehpad/ Navarre ⥋ Anglet — La Barre                                                                                                | Bayonne — Ehpad/ Navarre ⥋ Anglet — La Barre                                                                                                | Bayonne — Ehpad/ Navarre ⥋ Anglet — La Barre                                                                                                | Bayonne — Ehpad/ Navarre ⥋ Anglet — La Barre                                                                                                | Bayonne — Ehpad/ Navarre ⥋ Anglet — La Barre                                                                                                | Bayonne — Ehpad/ Navarre ⥋ Anglet — La Barre                                                                                                |
| 11    | Ouverture / Fermeture 31 janvier 2011 / 1er septembre 2019 | Longueur — | Durée 50 min | Nb. d’arrêts 41 | Matériel Midibus | Jours de fonctionnement L, Ma, Me, J, V, S, D                                                                                               | Jour / Soir / Nuit / Fêtes O / N / N / O | Voy. / an — | Exploitant KCBA |
| 11    | Desserte : - Villes et lieux desservis : Bayonne (Séqué, EHPAD, Cazenave , Deyris, Navarre, Latxague, Pinède, Arrousets, Hameau, Adour, Trouillet, Fortune, Centre Commercial Saint-Frédéric, Grand Basque, Chalibardon, Gomez, Tillole, Gustave Eiffel, Jean Jaurès, Bourbaki, Jules Ferry, Alsace Lorraine, Echauguette, Mairie, Sous-Préfecture, Gare Maritime, Place des Basques, Colbert, Dubrocq, Marines, CPAM-PTT), Anglet (Montbrun , Lespes, Fine, Jaurès, L'Empereur, Tuc, Orok Bat, Faisans, Lazaret, Noroit, Port de Plaisance, Brise Lames, Sémaphore, La Barre) - Gare(s) desservie(s) : Gare de Bayonne | | | | | | | | |
| 11    | Autre : - Arrêts non accessibles aux UFR : — - Particularités : - Date de dernière mise à jour : 1er septembre 2019. | | | | | | | | |
| 11    | Dernière actualisation : — | | | | | | | | |
| 12    | Biarritz — Gare / Bidart — Antoine d'Abbadie (Période été) ⥋ Bidart — Mairie / Uhabia | Biarritz — Gare / Bidart — Antoine d'Abbadie (Période été) ⥋ Bidart — Mairie / Uhabia                                                       | Biarritz — Gare / Bidart — Antoine d'Abbadie (Période été) ⥋ Bidart — Mairie / Uhabia                                                       | Biarritz — Gare / Bidart — Antoine d'Abbadie (Période été) ⥋ Bidart — Mairie / Uhabia                                                       | Biarritz — Gare / Bidart — Antoine d'Abbadie (Période été) ⥋ Bidart — Mairie / Uhabia                                                       | Biarritz — Gare / Bidart — Antoine d'Abbadie (Période été) ⥋ Bidart — Mairie / Uhabia                                                       | Biarritz — Gare / Bidart — Antoine d'Abbadie (Période été) ⥋ Bidart — Mairie / Uhabia                                                       | Biarritz — Gare / Bidart — Antoine d'Abbadie (Période été) ⥋ Bidart — Mairie / Uhabia                                                       | Biarritz — Gare / Bidart — Antoine d'Abbadie (Période été) ⥋ Bidart — Mairie / Uhabia                                                       |
| 12    | Ouverture / Fermeture 31 janvier 2011 / 1er septembre 2019 | Longueur — | Durée 19 min | Nb. d’arrêts 14 | Matériel Minibus | Jours de fonctionnement L, Ma, Me, J, V, S                                                                                                  | Jour / Soir / Nuit / Fêtes O / N / N / N | Voy. / an — | Exploitant Keolis Pays Basque |
| 12    | Desserte : - Villes et lieux desservis : Biarritz (Gare SNCF), Bidart (Barbarenia, Antoine d'Abadie, Pemartia, Jardin Bassilour, Camping Ruisseau Hiri Artena, Berrua, Oyam, Guehetaldia, Itzulian, Ur Onea, Chiripa, Ecoles, Carricartenea, Plage, Embruns, Plage du Centre, Mairie) - Gare(s) desservie(s) : Gare de Biarritz | | | | | | | | |
| 12    | Autre : - Arrêts non accessibles aux UFR : — - Particularités : En période estivale, une branche de la ligne reprend la desserte de Lore Landa et l'autre termine à Antoine d'Abbadie, la ligne fonctionne alors le dimanche. - Date de dernière mise à jour : 1er septembre 2019. | | | | | | | | |
| 12    | Dernière actualisation : — | | | | | | | | |
| 13    | Bidart — Uhabia ⥋ Biarritz — Mairie | Bidart — Uhabia ⥋ Biarritz — Mairie | Bidart — Uhabia ⥋ Biarritz — Mairie | Bidart — Uhabia ⥋ Biarritz — Mairie | Bidart — Uhabia ⥋ Biarritz — Mairie | Bidart — Uhabia ⥋ Biarritz — Mairie | Bidart — Uhabia ⥋ Biarritz — Mairie | Bidart — Uhabia ⥋ Biarritz — Mairie | Bidart — Uhabia ⥋ Biarritz — Mairie |
| 13    | Ouverture / Fermeture juillet 2011 / 1er septembre 2019 | Longueur — | Durée 20 min | Nb. d’arrêts 23 | Matériel — | Jours de fonctionnement L, Ma, Me, J, V, S                                                                                                  | Jour / Soir / Nuit / Fêtes O / N / N / N | Voy. / an — | Exploitant KCBA |
| 13    | Desserte : - Villes et lieux desservis : Biarritz (Mairie - Joseph Petit, Clemenceau, Les Halles, Hélianthe, Croix des Champs, Jardin Public, Larralde, Mairie - Louis Barthou, Square Lassalle, Labordotte, Beaurivage, Madrid-Milady, Thermes Marins, Cité de l'Océan), Bidart (Ilbarritz, Prince De Galles, Marihart, Etape, Chaillas, Bide Artean, Erretegia, Eglise, Carricartenea, Plage, Uhabia) - Gare(s) desservie(s) : -- | | | | | | | | |
| 13    | Autre : - Arrêts non accessibles aux UFR : — - Particularités : - Date de dernière mise à jour : 1er septembre 2019. | | | | | | | | |
| 13    | Dernière actualisation : — | | | | | | | | |
| 14    | Bayonne — Place des Basques ⥋ Biarritz — Cité scolaire | Bayonne — Place des Basques ⥋ Biarritz — Cité scolaire                                                                                      | Bayonne — Place des Basques ⥋ Biarritz — Cité scolaire                                                                                      | Bayonne — Place des Basques ⥋ Biarritz — Cité scolaire                                                                                      | Bayonne — Place des Basques ⥋ Biarritz — Cité scolaire                                                                                      | Bayonne — Place des Basques ⥋ Biarritz — Cité scolaire                                                                                      | Bayonne — Place des Basques ⥋ Biarritz — Cité scolaire                                                                                      | Bayonne — Place des Basques ⥋ Biarritz — Cité scolaire                                                                                      | Bayonne — Place des Basques ⥋ Biarritz — Cité scolaire                                                                                      |
| 14    | Ouverture / Fermeture 5 septembre 2011 / 1er septembre 2019 | Longueur — | Durée 54 min | Nb. d’arrêts 52 | Matériel Midibus | Jours de fonctionnement L, Ma, Me, J, V, S, D                                                                                               | Jour / Soir / Nuit / Fêtes O / N / N / O | Voy. / an — | Exploitant KCBA |
| 14    | Desserte : - Communes : Bayonne, Anglet, Biarritz - Principaux arrêts desservis : Bayonne - Place des Basques• Lycée • Cité U • Bernain • Cantau • Aéroport • Pasteur • Biarritz - Mairie • Biarritz - Cité Scolaire | | | | | | | | |
| 14    | Autre : Ligne créée par scission de la ligne 8. Ligne partiellement accessible aux PMR, certains anciens véhicules ne sont pas équipés de rampe d'accès. Depuis le 1er janvier 2016, la ligne dessert le quartier Houndaro, supprimant de fait la ligne provisoire créée pour assurer la desserte jusqu'à la fin de l'aménagement de la voirie pour permettre l'accès des deux côtés du quartier. - Date de dernière mise à jour : 1er septembre 2019. | | | | | | | | |
| 14    | Dernière actualisation : — | | | | | | | | |
| 15    | Bayonne — Place des Basques ⥋ Saint-Pierre-d'Irube — Mur à Gauche | Bayonne — Place des Basques ⥋ Saint-Pierre-d'Irube — Mur à Gauche                                                                           | Bayonne — Place des Basques ⥋ Saint-Pierre-d'Irube — Mur à Gauche                                                                           | Bayonne — Place des Basques ⥋ Saint-Pierre-d'Irube — Mur à Gauche                                                                           | Bayonne — Place des Basques ⥋ Saint-Pierre-d'Irube — Mur à Gauche                                                                           | Bayonne — Place des Basques ⥋ Saint-Pierre-d'Irube — Mur à Gauche                                                                           | Bayonne — Place des Basques ⥋ Saint-Pierre-d'Irube — Mur à Gauche                                                                           | Bayonne — Place des Basques ⥋ Saint-Pierre-d'Irube — Mur à Gauche                                                                           | Bayonne — Place des Basques ⥋ Saint-Pierre-d'Irube — Mur à Gauche                                                                           |
| 15    | Ouverture / Fermeture 31 août 2015 / 1er septembre 2019 | Longueur — | Durée 10 min | Nb. d’arrêts 21 | Matériel Minibus | Jours de fonctionnement L, Ma, Me, J, V, S                                                                                                  | Jour / Soir / Nuit / Fêtes O / N / N / N | Voy. / an — | Exploitant KCBA |
| 15    | Desserte : - Villes et lieux desservis : Bayonne (Cantegrit, Belharra), Saint-Pierre-d'Irube (Quiéta, La Perle, Dasbendia, Ourouspoure, Harria, Arotzania, Ferme Harretche, Domaine Harretche, Castelnau, Etcherouty, Mur à Gauche) - Gare(s) desservie(s) : - | | | | | | | | |
| 15    | Autre : - Arrêts non accessibles aux UFR : — - Particularités : - Date de dernière mise à jour : 1er septembre 2019. | | | | | | | | |
| 15    | Dernière actualisation : — | | | | | | | | |
| 16    | Tarnos — Grimau ⥋ Boucau — Gare | Tarnos — Grimau ⥋ Boucau — Gare | Tarnos — Grimau ⥋ Boucau — Gare | Tarnos — Grimau ⥋ Boucau — Gare | Tarnos — Grimau ⥋ Boucau — Gare | Tarnos — Grimau ⥋ Boucau — Gare | Tarnos — Grimau ⥋ Boucau — Gare | Tarnos — Grimau ⥋ Boucau — Gare | Tarnos — Grimau ⥋ Boucau — Gare |
| 16    | Ouverture / Fermeture 3 septembre 2012 / 1er septembre 2019 | Longueur — | Durée 23 min | Nb. d’arrêts 39 | Matériel Minibus | Jours de fonctionnement L, Ma, Me, J, V, S, D                                                                                               | Jour / Soir / Nuit / Fêtes O / N / N / O | Voy. / an — | Exploitant KCBA |
| 16    | Desserte : - Villes et lieux desservis : Tarnos (Grimau, L. Wallon, Square Mora, R. d'Espagne), Boucau (Rond-point), Tarnos (Aygas , Laborde, Lassus, Fringon, Prairie, Kobé, Dauphin, La Croix, Dous Haous, La Poste, Femmes d'Un Siècle, Pissot , Durroty, La Palibe, 11 Novembre, Cantecigales, Treytin, Banicq, Maye, Ming, Leclerc, Castillon Barbier), Boucau (Centre Commercial L'Océan, Mora De Gaulle, Mora, HLM Huréous, A. Noste, La Gargale, Latappy, Piquessary, Pitarré, Barthassot, Bar Jean, Gare) - Gare(s) desservie(s) : Gare de Boucau | | | | | | | | |
| 16    | Autre : - Arrêts non accessibles aux UFR : — - Particularités : - Date de dernière mise à jour : 1er septembre 2019. | | | | | | | | |
| 16    | Dernière actualisation : — | | | | | | | | |
| 17    | Gare de Biarritz ⥋ Bayonne Saint André | Gare de Biarritz ⥋ Bayonne Saint André | Gare de Biarritz ⥋ Bayonne Saint André | Gare de Biarritz ⥋ Bayonne Saint André | Gare de Biarritz ⥋ Bayonne Saint André | Gare de Biarritz ⥋ Bayonne Saint André | Gare de Biarritz ⥋ Bayonne Saint André | Gare de Biarritz ⥋ Bayonne Saint André | Gare de Biarritz ⥋ Bayonne Saint André |
| 17    | Ouverture / Fermeture 3 septembre 2018 / 1er septembre 2019 | Longueur 11 km | Durée Entre 29 min et 36 min | Nb. d’arrêts 18 | Matériel Standard Minibus | Jours de fonctionnement L, Ma, Me, J, V, S                                                                                                  | Jour / Soir / Nuit / Fêtes O / N / N / N | Voy. / an — | Exploitant KCBA |
| 17    | Desserte : - Villes et lieux desservis : Biarritz (Cascais, Europe), Anglet (La Rochefoucauld, Cinq Cantons, Bahinos, Hausquettes), Bayonne (Sabalce, Balichon, Gare Maritime, Sous Préfecture, Place des Basques,Bayonne Mairie, Echauguette, Réduit Boufflers, Pouzac, Place St André) - Gare(s) desservie(s) : Gare de Biarritz | | | | | | | | |
| 17    | Autre : - Arrêts non accessibles aux UFR : — - Particularités : - Date de dernière mise à jour : 1er septembre 2019. | | | | | | | | |
| 17    | Dernière actualisation : — | | | | | | | | |

- Ligne 5
- Ligne 6
- Ligne 7
- Ligne 9
- Ligne 10
- Ligne 11
- Ligne 12
- Ligne 13
- Ligne 14

#### Navettes gratuites
| Ligne | Caractéristiques | Caractéristiques                            | Caractéristiques                            | Caractéristiques                            | Caractéristiques                            | Caractéristiques                            | Caractéristiques                            | Caractéristiques                            | Caractéristiques                            |
| N     | La Navette | La Navette                                  | La Navette                                  | La Navette                                  | La Navette                                  | La Navette                                  | La Navette                                  | La Navette                                  | La Navette                                  |
| N     | Bayonne — Porte d'Espagne ⥋ Bayonne — Glain | Bayonne — Porte d'Espagne ⥋ Bayonne — Glain | Bayonne — Porte d'Espagne ⥋ Bayonne — Glain | Bayonne — Porte d'Espagne ⥋ Bayonne — Glain | Bayonne — Porte d'Espagne ⥋ Bayonne — Glain | Bayonne — Porte d'Espagne ⥋ Bayonne — Glain | Bayonne — Porte d'Espagne ⥋ Bayonne — Glain | Bayonne — Porte d'Espagne ⥋ Bayonne — Glain | Bayonne — Porte d'Espagne ⥋ Bayonne — Glain |
| ----- | --- | ------------------------------------------- | ------------------------------------------- | ------------------------------------------- | ------------------------------------------- | ------------------------------------------- | ------------------------------------------- | ------------------------------------------- | ------------------------------------------- |
| N     | Ouverture / Fermeture 31 janvier 2011 / — | Longueur —                                  | Durée —                                     | Nb. d’arrêts 19                             | Matériel Minibus                            | Jours de fonctionnement L, Ma, Me, J, V, S  | Jour / Soir / Nuit / Fêtes O / N / N / N    | Voy. / an —                                 | Exploitant KCBA                             |
| N     | Desserte : - Villes et lieux desservis : Bayonne (Porte d'Espagne, Champ de Foire, Glacis, Paulmy, Poterne, Jardin Botanique, Château Vieux, Bayonne Mairie, Pont Mayou, Halles, Cathédrale, Pannecau, Eglise Saint-André, Les Musées, Sainte-Claire, Conseil Départemental, Glain) - Gare(s) desservie(s) : - |                                             |                                             |                                             |                                             |                                             |                                             |                                             |                                             |
| N     | Autre : - Arrêts non accessibles aux UFR : — - Particularités : Navette gratuite, desservant le centre-ville de Bayonne et reliant entre eux les différents parkings. - Date de dernière mise à jour : 16 juillet 2015. |                                             |                                             |                                             |                                             |                                             |                                             |                                             |                                             |
| N     | Dernière actualisation : — |                                             |                                             |                                             |                                             |                                             |                                             |                                             |                                             |
| N     | Navette Centre-Ville | Navette Centre-Ville                        | Navette Centre-Ville                        | Navette Centre-Ville                        | Navette Centre-Ville                        | Navette Centre-Ville                        | Navette Centre-Ville                        | Navette Centre-Ville                        | Navette Centre-Ville                        |
| N     | (circulaire) Biarritz — Chélitz ⥋ Biarritz — Chélitz |                                             |                                             |                                             |                                             |                                             |                                             |                                             |                                             |
| N     | Ouverture / Fermeture 31 janvier 2011 / — | Longueur —                                  | Durée —                                     | Nb. d’arrêts 20                             | Matériel Minibus                            | Jours de fonctionnement L, Ma, Me, J, V, S  | Jour / Soir / Nuit / Fêtes O / N / N / N    | Voy. / an —                                 | Exploitant KCBA                             |
| N     | Desserte : - Villes et lieux desservis : Biarritz (Chélitz, Etche Churria, Super Privé, O'Shea, Fourquet, Serrano, Park - Larrivière, Frias - Médiathèque, Verdun, Biarritz Mairie, Clemenceau Parking, La Poste, Les Halles, Bellevue Parking, Gambetta, Hélianthe, Croix des Champs, Victor Hugo, Jardin Public - Gare du Midi, Jaurès - Foch, Parking Gare du Midi, Parking Floquet, Chélitz) - Gare(s) desservie(s) : - |                                             |                                             |                                             |                                             |                                             |                                             |                                             |                                             |
| N     | Autre : - Arrêts non accessibles aux UFR : — - Particularités : Navette gratuite, desservant le centre-ville de Biarritz et reliant entre eux les différents parkings. - Date de dernière mise à jour : 16 juillet 2015. |                                             |                                             |                                             |                                             |                                             |                                             |                                             |                                             |
| N     | Dernière actualisation : — |                                             |                                             |                                             |                                             |                                             |                                             |                                             |                                             |
| N     | Navette Saint-Charles | Navette Saint-Charles                       | Navette Saint-Charles                       | Navette Saint-Charles                       | Navette Saint-Charles                       | Navette Saint-Charles                       | Navette Saint-Charles                       | Navette Saint-Charles                       | Navette Saint-Charles                       |
| N     | Biarritz — Saint-Charles ⥋ Biarritz — Milady |                                             |                                             |                                             |                                             |                                             |                                             |                                             |                                             |
| N     | Ouverture / Fermeture 19 novembre 2012 / — | Longueur —                                  | Durée —                                     | Nb. d’arrêts 13                             | Matériel Minibus                            | Jours de fonctionnement L, Ma, Me, J, V, S  | Jour / Soir / Nuit / Fêtes O / N / N / N    | Voy. / an —                                 | Exploitant KCBA                             |
| N     | Desserte : - Villes et lieux desservis : Biarritz (Saint-Charles, Alsace, Sarasate, Miramar, Le Palais, Pellot, Continenatl, Biarritz Mairie, Parking Bellevue, Gambetta, Croix des Champs, Victor Hugo, Jardin Public - Gare du Midi, Larralde, Héliante, Squarre Lassalle, Labordotte, Beaurivage, Madrid Milady, Thermes Marins) - Gare(s) desservie(s) : -                                                              |                                             |                                             |                                             |                                             |                                             |                                             |                                             |                                             |
| N     | Autre : - Arrêts non accessibles aux UFR : — - Particularités : Navette gratuite, desservant le centre-ville, le quartier Saint-Charles, le quartier Milady et reliant entre eux différents parkings. - Date de dernière mise à jour : 16 juillet 2015. |                                             |                                             |                                             |                                             |                                             |                                             |                                             |                                             |
| N     | Dernière actualisation : — |                                             |                                             |                                             |                                             |                                             |                                             |                                             |                                             |
| H     | Express'HO | Express'HO                                  | Express'HO                                  | Express'HO                                  | Express'HO                                  | Express'HO                                  | Express'HO                                  | Express'HO                                  | Express'HO                                  |
| H     | Bayonne — P+R Floride ⥋ Bayonne — Hôpital |                                             |                                             |                                             |                                             |                                             |                                             |                                             |                                             |
| H     | Ouverture / Fermeture 4 janvier 2010 / — | Longueur —                                  | Durée —                                     | Nb. d’arrêts 3                              | Matériel Minibus                            | Jours de fonctionnement L, Ma, Me, J, V, S  | Jour / Soir / Nuit / Fêtes O / O / N / N    | Voy. / an —                                 | Exploitant Sarro                            |
| H     | Desserte : - Villes et lieux desservis : Bayonne (P+R Floride, Cassin, Hôpital) - Gare(s) desservie(s) : - |                                             |                                             |                                             |                                             |                                             |                                             |                                             |                                             |
| H     | Autre : - Arrêts non accessibles aux UFR : — - Particularités : Navette gratuite. - Date de dernière mise à jour : 16 juillet 2015. |                                             |                                             |                                             |                                             |                                             |                                             |                                             |                                             |
| H     | Dernière actualisation : — |                                             |                                             |                                             |                                             |                                             |                                             |                                             |                                             |
| N     | Navette Quintaou | Navette Quintaou                            | Navette Quintaou                            | Navette Quintaou                            | Navette Quintaou                            | Navette Quintaou                            | Navette Quintaou                            | Navette Quintaou                            | Navette Quintaou                            |
| N     | Anglet — Décathlon ⥋ Anglet — Parking Relais Minerva |                                             |                                             |                                             |                                             |                                             |                                             |                                             |                                             |
| N     | Ouverture / Fermeture 18 mars 2012 / — | Longueur —                                  | Durée 10 min                                | Nb. d’arrêts 7                              | Matériel Minibus                            | Jours de fonctionnement J, D                | Jour / Soir / Nuit / Fêtes O / N / N / N    | Voy. / an —                                 | Exploitant KCBA                             |
| N     | Desserte : - Villes et lieux desservis : Anglet (Anglet - Décathlon, Monciné, Ker Maria, Marché Quintaou, Bernain, Minerva, Anglet - Parking Relais Minerva) - Gare(s) desservie(s) : - |                                             |                                             |                                             |                                             |                                             |                                             |                                             |                                             |
| N     | Autre : - Arrêts non accessibles aux UFR : — - Particularités : Navette gratuite fonctionnant le jeudi et dimanche de 10h à 13h toutes les 10 minutes. - Date de dernière mise à jour : 16 juillet 2015. |                                             |                                             |                                             |                                             |                                             |                                             |                                             |                                             |
| N     | Dernière actualisation : — |                                             |                                             |                                             |                                             |                                             |                                             |                                             |                                             |

#### Lignes nocturnes
| Ligne | Caractéristiques | Caractéristiques                              | Caractéristiques                              | Caractéristiques                              | Caractéristiques                              | Caractéristiques                              | Caractéristiques                              | Caractéristiques                              | Caractéristiques                              |
| N     | N / Noctoplus | N / Noctoplus                                 | N / Noctoplus                                 | N / Noctoplus                                 | N / Noctoplus                                 | N / Noctoplus                                 | N / Noctoplus                                 | N / Noctoplus                                 | N / Noctoplus                                 |
| N     | Bayonne — Sainsontan ⥋ Biarritz — Continental | Bayonne — Sainsontan ⥋ Biarritz — Continental | Bayonne — Sainsontan ⥋ Biarritz — Continental | Bayonne — Sainsontan ⥋ Biarritz — Continental | Bayonne — Sainsontan ⥋ Biarritz — Continental | Bayonne — Sainsontan ⥋ Biarritz — Continental | Bayonne — Sainsontan ⥋ Biarritz — Continental | Bayonne — Sainsontan ⥋ Biarritz — Continental | Bayonne — Sainsontan ⥋ Biarritz — Continental |
| ----- | --- | --------------------------------------------- | --------------------------------------------- | --------------------------------------------- | --------------------------------------------- | --------------------------------------------- | --------------------------------------------- | --------------------------------------------- | --------------------------------------------- |
| N     | Ouverture / Fermeture 31 janvier 2011 / — | Longueur —                                    | Durée —                                       | Nb. d’arrêts 41                               | Matériel Standards                            | Jours de fonctionnement L, Ma, Me, J, V, S, D | Jour / Soir / Nuit / Fêtes N / O / O / O      | Voy. / an —                                   | Exploitant KCBA                               |
| N     | Desserte : - Villes et lieux desservis : Bayonne (Sainsontan, Habas La Plaine, Hourque de Hé, Saint-Etienne, 14 Avril, Plein Ciel, Mounédé, Caradoc, Les Tourettes, Gare SNCF, Echauguette, Mairie, Place des Basques, Paulmy, Saint-Léon, Villa Pia, Beyris), Anglet (L'Union, Lembeye, Bernain, Anglet Centre, Anglet Saint-Jean, Cazaux), Biarritz (Parc d'Hiver, Aguiléra, Lebas, Aillet, Thermes, Saint-Charles, Continental,) - Gare(s) desservie(s) : Gare de Bayonne |                                               |                                               |                                               |                                               |                                               |                                               |                                               |                                               |
| N     | Autre : - Arrêts non accessibles aux UFR : — - Particularités : Ligne nocturne fonctionnant toutes les nuits de 21h00 à 00h00 du dimanche au mercredi, de 21h00 à 02h00 du jeudi au samedi (à partir de septembre 2015), de 21h00 à 05h00 pendant la période été ainsi que pour la fête de la musique. Ne fonctionne pas pour les fêtes de Bayonne. - Date de dernière mise à jour : 1er août 2015.                                                                          |                                               |                                               |                                               |                                               |                                               |                                               |                                               |                                               |
| N     | Dernière actualisation : — |                                               |                                               |                                               |                                               |                                               |                                               |                                               |                                               |
| P     | P / Paseo | P / Paseo                                     | P / Paseo                                     | P / Paseo                                     | P / Paseo                                     | P / Paseo                                     | P / Paseo                                     | P / Paseo                                     | P / Paseo                                     |
| P     | Anglet — Cinq Cantons ⥋ Biarritz — Halle d'Iraty / Anglet — Aéroport |                                               |                                               |                                               |                                               |                                               |                                               |                                               |                                               |
| P     | Ouverture / Fermeture 21 juin 2011 / — | Longueur —                                    | Durée 44 min                                  | Nb. d’arrêts 39                               | Matériel Standards                            | Jours de fonctionnement L, Ma, Me, J, V, S, D | Jour / Soir / Nuit / Fêtes N / O / O / O      | Voy. / an —                                   | Exploitant KCBA                               |
| P     | Desserte : - Villes et lieux desservis : Anglet (Cinq Cantons, Place Leclerc, Sainte-Marie, Chapelle, Les Vagues, Chambre d'Amour, Falaises), Biarritz (Mer et Golf, Nuit de Mai, Régina, Miramar, Le Palais, Mairie - Edouard VII, Les Halles, Jardin Public, Hélianthe, Madrid-Milady, Cité de l'Océan, Biarritz Camping, Fal, Bois de Boulogne, Gare SNCF, Z.A. Biarritz, Mousse, Halle d'Iraty), Anglet (Aéroport) - Gare(s) desservie(s) : Gare de Biarritz             |                                               |                                               |                                               |                                               |                                               |                                               |                                               |                                               |
| P     | Autre : - Arrêts non accessibles aux UFR : — - Particularités : Ligne nocturne fonctionnant toutes les nuits en juillet et août ainsi que pour la fête de la musique de 21h00 à 05h00. - Date de dernière mise à jour : 1er août 2015. |                                               |                                               |                                               |                                               |                                               |                                               |                                               |                                               |
| P     | Dernière actualisation : — |                                               |                                               |                                               |                                               |                                               |                                               |                                               |                                               |
| L     | L / Littoral | L / Littoral                                  | L / Littoral                                  | L / Littoral                                  | L / Littoral                                  | L / Littoral                                  | L / Littoral                                  | L / Littoral                                  | L / Littoral                                  |
| L     | Bidart — Plage ⥋ Biarritz — Mairie - Jean Petit |                                               |                                               |                                               |                                               |                                               |                                               |                                               |                                               |
| L     | Ouverture / Fermeture 14 juillet 2015 / — | Longueur —                                    | Durée 25 min                                  | Nb. d’arrêts 23                               | Matériel Standards                            | Jours de fonctionnement L, Ma, Me, J, V, S, D | Jour / Soir / Nuit / Fêtes N / O / O / O      | Voy. / an —                                   | Exploitant KCBA                               |
| L     | Desserte : - Villes et lieux desservis : Bidart (Plage, Eglise), Biarritz (Prince de Galle, Cité de l'Océan, Beaurivage, Hélianthe, Croix des Champs, Jardin Public, Larralde, Mairie - Jean Petit) - Gare(s) desservie(s) : - |                                               |                                               |                                               |                                               |                                               |                                               |                                               |                                               |
| L     | Autre : - Arrêts non accessibles aux UFR : — - Particularités : Ligne nocturne fonctionnant toutes les nuits du 14 juillet 2015 au 22 août 2015 de 21h00 à 05h00. - Date de dernière mise à jour : 1er août 2015. |                                               |                                               |                                               |                                               |                                               |                                               |                                               |                                               |
| L     | Dernière actualisation : — |                                               |                                               |                                               |                                               |                                               |                                               |                                               |                                               |

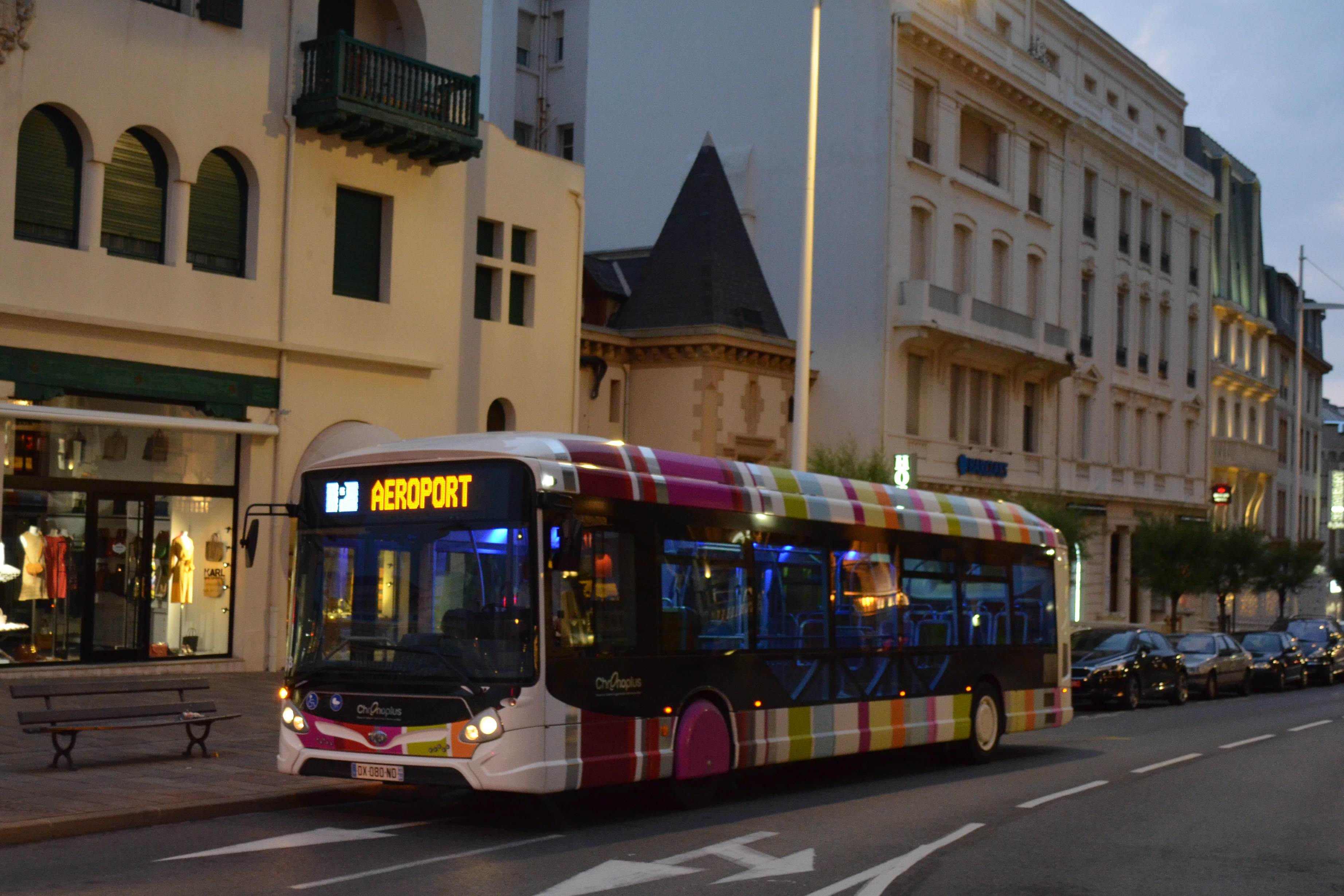
Ligne P/Paseo
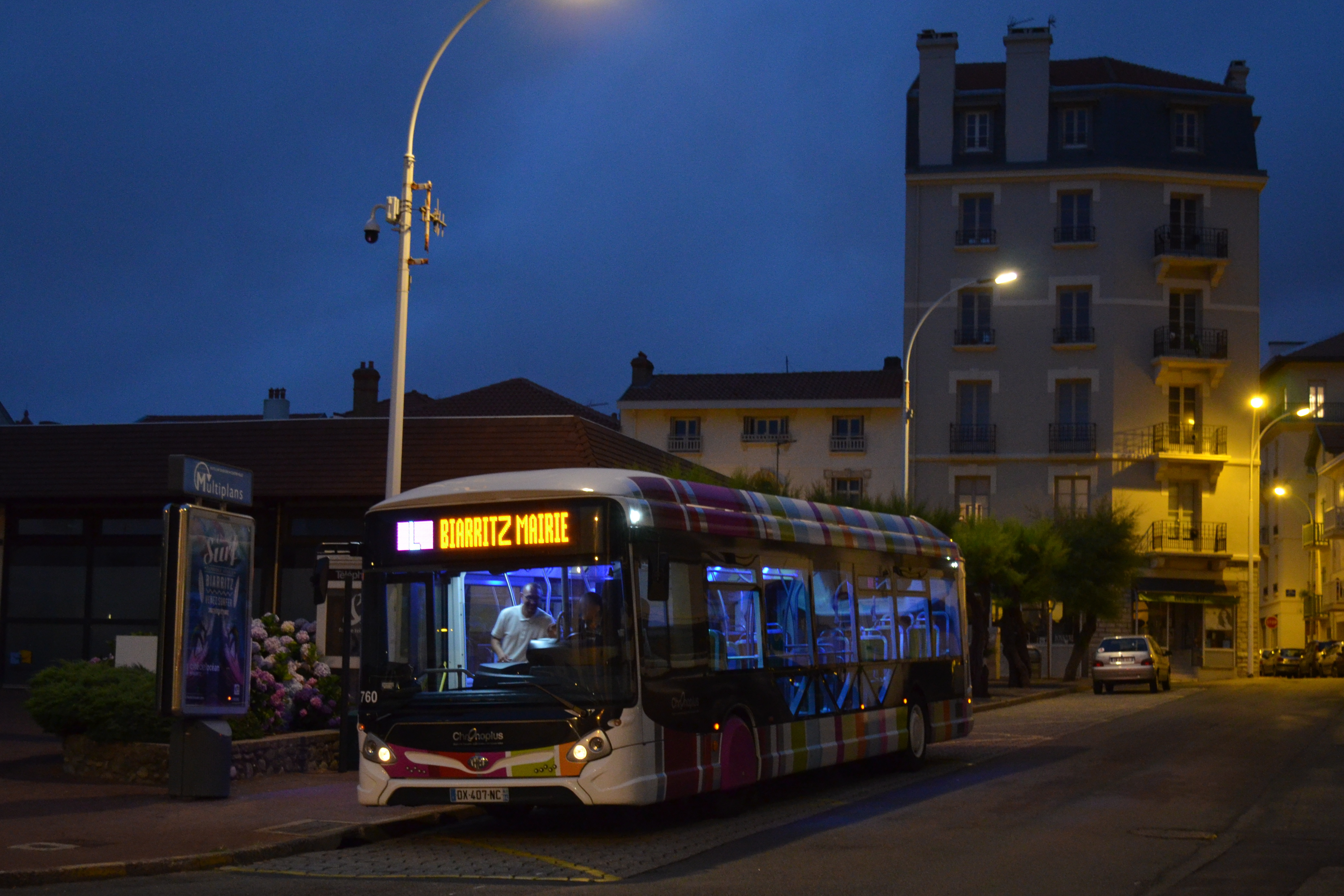
Ligne L/Littoral

#### Navettes spéciales estivales
| Ligne | Caractéristiques | Caractéristiques                                   | Caractéristiques                                   | Caractéristiques                                   | Caractéristiques                                   | Caractéristiques                                   | Caractéristiques                                   | Caractéristiques                                   | Caractéristiques                                   |
| CB    | Navette Côte des Basques | Navette Côte des Basques                           | Navette Côte des Basques                           | Navette Côte des Basques                           | Navette Côte des Basques                           | Navette Côte des Basques                           | Navette Côte des Basques                           | Navette Côte des Basques                           | Navette Côte des Basques                           |
| CB    | Biarritz — Hélianthe ⥋ Biarritz — Côte des Basques | Biarritz — Hélianthe ⥋ Biarritz — Côte des Basques | Biarritz — Hélianthe ⥋ Biarritz — Côte des Basques | Biarritz — Hélianthe ⥋ Biarritz — Côte des Basques | Biarritz — Hélianthe ⥋ Biarritz — Côte des Basques | Biarritz — Hélianthe ⥋ Biarritz — Côte des Basques | Biarritz — Hélianthe ⥋ Biarritz — Côte des Basques | Biarritz — Hélianthe ⥋ Biarritz — Côte des Basques | Biarritz — Hélianthe ⥋ Biarritz — Côte des Basques |
| ----- | --- | -------------------------------------------------- | -------------------------------------------------- | -------------------------------------------------- | -------------------------------------------------- | -------------------------------------------------- | -------------------------------------------------- | -------------------------------------------------- | -------------------------------------------------- |
| CB    | Ouverture / Fermeture juillet 2011 / — | Longueur —                                         | Durée 10 min                                       | Nb. d’arrêts 4                                     | Matériel Minibus                                   | Jours de fonctionnement L, Ma, Me, J, V, S, D      | Jour / Soir / Nuit / Fêtes O / N / N / O           | Voy. / an —                                        | Exploitant Sarro                                   |
| CB    | Desserte : - Villes et lieux desservis : Biarritz (Hélianthe, Perspective, Port-Vieux, Côte des Basques) - Gare(s) desservie(s) : - |                                                    |                                                    |                                                    |                                                    |                                                    |                                                    |                                                    |                                                    |
| CB    | Autre : - Arrêts non accessibles aux UFR : — - Particularités : Navette gratuite, fonctionnant tous les jours du 28 juin au 30 août, les samedis, dimanches, jours fériés entre le 25 avril et le 27 juin et entre le 05 et 27 septembre de 10h à 20h toutes les 15 minutes. - Date de dernière mise à jour : 16 juillet 2015. |                                                    |                                                    |                                                    |                                                    |                                                    |                                                    |                                                    |                                                    |
| CB    | Dernière actualisation : — |                                                    |                                                    |                                                    |                                                    |                                                    |                                                    |                                                    |                                                    |
| O     | L'Océane | L'Océane                                           | L'Océane                                           | L'Océane                                           | L'Océane                                           | L'Océane                                           | L'Océane                                           | L'Océane                                           | L'Océane                                           |
| O     | Anglet — Parc Relais Minerva ⥋ Anglet — Sables d'Or |                                                    |                                                    |                                                    |                                                    |                                                    |                                                    |                                                    |                                                    |
| O     | Ouverture / Fermeture juillet 2011 / — | Longueur —                                         | Durée —                                            | Nb. d’arrêts 19                                    | Matériel Standards Midibus                         | Jours de fonctionnement L, Ma, Me, J, V, S, D      | Jour / Soir / Nuit / Fêtes O / N / N / O           | Voy. / an —                                        | Exploitant KCBA                                    |
| O     | Desserte : - Villes et lieux desservis : Anglet (Parc Relais Minerva, Maison pour Tous, Anglet Mairie, Louillot, Lacoste, Mégnin, Pêcheurs, 5 Cantons, Place leclerc, Stella Maris, Douanes, Avenue de la Forêt, La Madrague, Les Corsaires, Sables d'Or ) - Gare(s) desservie(s) : -                                          |                                                    |                                                    |                                                    |                                                    |                                                    |                                                    |                                                    |                                                    |
| O     | Autre : - Arrêts non accessibles aux UFR : — - Particularités : Navette gratuite, circulant en juillet et août assurant la desserte des plages d'Anglet et remplaçant partiellement la ligne 4 durant cette période. - Date de dernière mise à jour : 16 juillet 2015.                                                         |                                                    |                                                    |                                                    |                                                    |                                                    |                                                    |                                                    |                                                    |
| O     | Dernière actualisation : — |                                                    |                                                    |                                                    |                                                    |                                                    |                                                    |                                                    |                                                    |

#### Le transport à la demande

##### AccéOplus
AcceOplus permet aux personnes à mobilité réduite (PMR) de se déplacer toute l'année sur le territoire des 7 communes du STACBA (Anglet, Bayonne, Biarritz, Bidart, Boucau, Saint Pierre d'Irube, Tarnos).
Le transport est effectué d'arrêt à arrêt ou de porte à porte selon les cas, mais sans accompagnement.
Le service fonctionne du lundi au samedi de 7h30 à 19h30 ainsi que les dimanches et jours fériés (hors 1er mai) de 9h à 19h.
- Service PMR

##### Flexo
En correspondance avec la ligne nocturne N/Noctoplus, un véhicule attend les passagers aux arrêts "Bayonne Mairie" et "Anglet L'Union". En montant l'usager s'acquitte du titre de transport, indique sa destination et le conducteur construit l’itinéraire le plus rapide en fonction des demandes.  Le service fonctionne uniquement l'été de 23h00 à 05h00.
- Depuis Bayonne Mairie 
  - Flexo Bleu (Boucau - Tarnos)
  - Flexo Vert (St Esprit, Ste Croix, Hauts de Bayonne, Sainsontan, Arrousets, Séqué, Cam de Prats, St Pierre d’Irube)
- Depuis Anglet L'Union
  - Flexo Rouge (Anglet)

#### Le réseau «Bus des Fêtes»
Le réseau "Bus des Fêtes" fonctionne pendant la période des Fêtes de Bayonne uniquement le soir entre 20h30 et 04h00. Les lignes numérotées de 20 à 27 desservent les principaux lieux de l'agglomération vers la place des Basques, la gare routière durant cette période.
Les tarifs en 2015 sont de 6 € pour un aller / retour et de 4 € pour un trajet simple.

#### Le réseau scolaire
Le réseau scolaire a été modifié en même temps que le réseau régulier. De manière provisoire, les services scolaires ont été assurés par des services spéciaux sur les lignes B, C, 6, 7 et 10 jusqu'au vacances d'été 2011.
Depuis le 5 septembre 2011, un nouveau réseau de lignes scolaires a été mis en place, composé de 12 lignes ayant chacune des trajets allers et retour et ayant des horaires adaptés aux horaires d'entrée et de sortie des établissements desservis.